# Década 2010 en el Atlético de Madrid
Tras una década irregular en cuanto a éxitos deportivos, en la que se fue de menos a más y el potencial del Club creció de forma constante, el Atlético de Madrid afrontaba la nueva década con la reciente consecución de un título europeo en su principal sección deportiva, el fútbol masculino. Además, contaba con dos secciones futbolísticas más: el equipo femenino y el equipo indoor, que se encontraban entre los más destacados a nivel nacional, y se había embarcado también en el mundo del automovilismo, aunque los resultados hasta la fecha no habían sido muy brillantes.

## Fútbol masculino
La década 2010 comenzó tras el doble campeonato del Atlético de Madrid en competiciones Europeas: UEFA Europa League y Supercopa de Europa. El presidente del Club continuó siendo Enrique Cerezo, y el primer entrenador, Quique Sánchez Flores, que fue sustituido por Gregorio Manzano en 2011, y este por el Cholo Simeone en 2012.

### Temporada 2010 / 2011
Durante la temporada 2010 / 2011, el Atlético defendía los títulos de campeón de la UEFA Europa League y de Supercampeón de Europa. No tuvo la oportunidad de revalidar ninguno de los dos, ya que fue eliminado en la fase de grupos de la competición. En la Copa del Rey, tras una cómoda eliminatoria frente al Universidad las Palmas y un ajustado duelo contra el RCD Español, cayó derrotado de forma decepcionante en cuartos de final ante el Real Madrid. En la liga, un séptimo puesto le permitió disputar la UEFA Europa League la siguiente temporada, debido a la final de Copa entre Madrid y Barcelona.

#### Altas y bajas
| Altas        |                |                        |                    |              |
| Jugador      | Posición       | Procedencia            | Tipo               | Costo        |
| Tiago Mendes | Centrocampista | Juventus               | Cesión             |              |
| Diego Godín  | Defensa        | Villarreal             | Traspaso           | 5.000.000 €  |
| Filipe Luis  | Defensa        | Deportivo de la Coruña | Traspaso           | 12.000.000 € |
| Mario Suárez | Centrocampista | Mallorca               | Traspaso           | 1.800.000 €  |
| Fran Mérida  | Centrocampista | Arsenal                | Traspaso           | Libre        |
| Diego Costa  | Delantero      | Real Valladolid        | Vuelve tras cesión |              |
| Juanfran     | Centrocampista | Osasuna                | Traspaso           | 4.000.000 €  |
| Elías        | Centrocampista | Corinthians            | Traspaso           | 7.000.000 €  |

| Bajas           |                |                             |                   |              |
| Jugador         | Posición       | Destino                     | Tipo              | Cobro        |
| Leandro Cabrera | Defensa        | Recreativo de Huelva        | Cesión            |              |
| Eduardo Salvio  | Delantero      | Benfica                     | Cesión            |              |
| Ibrahima Balde  | Delantero      | Numancia                    | Cesión            |              |
| Jurado          | Centrocampista | Schalke 04                  | Traspaso          | 13.000.000 € |
| Keko            | Centrocampista | Cartagena                   | Cesión            |              |
| Roberto         | Portero        | Benfica                     | Traspaso          | 8.500.000 €  |
| Pacheco         | Delantero      | Independiente de Avellaneda | Cesión            |              |
| Rubén Pérez     | Centrocampista | Deportivo de la Coruña      | Cesión            |              |
| Pablo Ibáñez    | Defensa        | West Bromwich Albion        | Final de contrato |              |
| Mariano Pernía  | Defensa        | Club Nacional de Football   | Final de contrato |              |
| Simão           | Centrocampista | Beşiktaş                    | Traspaso          | 2.000.000 €  |
| Camacho         | Centrocampista | Málaga                      | Traspaso          | 1.500.000 €  |
| Asenjo          | Portero        | Málaga                      | Cesión            |              |
| Juanito         | Defensa        | Real Valladolid             | Libre             |              |

|}

#### Pretemporada
La pretemporada del Atlético de Madrid durante el verano de 2010 comenzó tras la Copa Mundial de Fútbol de Sudáfrica, en la que la selección española se proclamó campeona.La plantilla para la temporada 2010 / 2011 quedó conformada por: Juan Valera, Antonio López, Mario Suárez, Tiago Mendes, Diego Forlán, Raúl García, Kun Agüero, Fran Mérida, Paulo Assunção, David de Gea, Filipe Luis, Diego Godin, Tomáš Ujfaluši, Álvaro Domínguez, José Antonio Reyes, Luis Amaranto Perea, Diego Costa, Koke, Alberto Perea, Joel, Pulido, Borja, Juanfran y Elías.
El primer partido de pretemporada se jugó el 17 de julio a las 20:45, contra el Alcalá, con victoria atlética por 2-8. A los 6 minutos, Rubén Pérez, tras un pase de Ibrahima, hizo el primer gol. También participó en el segundo, en el minuto 17, dando un pase atrás que Alberto Perea introdujo en la portería. El propio Alberto Perea botó un córner en el minuto 35, y que Juanito remató haciendo el tercer gol atlético de la noche. En el minuto 41 vino el primero del Alcalá: lo marcó Moya, de cabeza, tras un pase desde la banda de Joaqui. En el 49, Fran Mérida se lució con un tiro a la escuadra desde fuera del área, haciendo el 1-4. En el 70, Jurado convirtió un penalti que era el quinto gol, y tres minutos después, Salvio culminó con gol un pase del propio Jurado. En el 78 volvió a marcar el Alcalá, cuando Garci remató de cabeza un saque de córner. El 2-7 llegó en el 80, cuando Fran Mérida batió en el mano a mano al portero rival, y en el 85 Mínguez culminó una jugada de Molino, marcando el definitivo 2-8.
El 24 de julio, a las 22:00, el Atlético de Madrid visitó el estadio Manuel Ruiz de Lopera para enfrentarse al Betis en un partido contra la violencia de género, que venció por 1-2. El primer gol, a los 9 minutos, lo marcó Camacho de cabeza, rematando un córner sacado por Alberto Perea. El propio Perea marcó el segundo, a los 17 minutos de partido, tras una jugada personal en la que regateó a varios contrarios y resolvió con maestría un mano a mano ante el portero. El Betis se aproximó en el minuto 71, con un gol de Odonkor tras encontrar la espalda a la defensa, pero no pudo culminar la remontada.
El 1 de agosto, el Atlético de Madrid viajó a Tailandia para celebrar un amistoso contra una selección de los mejores jugadores de la liga tailandesa, el Thai All Star, con motivo del cumpleaños de la reina Sirikit. El resultado fue de victoria atlética por 0-3. Al cuarto de hora, el Atlético se adelantó en el marcador por medio del argentino Salvio, quien remachó en boca de gol un pase de Fran Mérida. Diez minutos más bastaron a los rojiblancos para dejar sentenciado el encuentro gracias a Domínguez, autor del 0-2 al cazar de volea una dejada de Camacho tras un córner. A cinco minutos del final, el portugués Simao Sabrosa certificó el triunfo visitante marcando el tercer y último gol con un fuerte disparo desde la frontal del área después de un rechace.
El 6 de agosto, el equipo participó en su primer torneo veraniego: el Carranza. El primer partido fue contra el equipo anfitrión, el Cádiz, con el que se obtuvo un empate a 1. Los goles, ambos de penalti, fueron tardíos: uno de Aarón Bueno adelantó al Cádiz en el minuto 85, y otro de Agüero puso el empate tres minutos después. Antes, el árbitro había anulado un gol que el portero cadista sacó cuando ya había cruzado la línea. En la tanda de penaltis, Jurado erró el segundo lanzamiento atlético, y Velasco se equivocó en el quinto de los cadistas, con lo que fue necesaria la muerte súbita. Joel, el meta atlético, paró el tercero, y los rojiblancos se clasificaron para la final del torneo.
Ésta se jugó el 8 de agosto contra el RCD Español, con resultado de 1-1. En el minuto 1, Diego Costa remató en el primer palo un saque de esquina de Reyes, que cogió a los catalanes por sorpresa. Dos minutos después, un fallo brutal en la zaga colchonera permitió a Callejón plantarse solo ante Joel y batirle con mucha clase. Durante la tanda de penaltis, Casilla paró el penalti decisivo a Reyes, y el RCD Español se proclamó campeón del Carranza.
El siguiente amistoso de pretemporada se jugó el 14 de agosto, en Mallorca, para disputar la final del Torneo Palma contra el equipo local. El Mallorca venció el encuentro por 3-2. Pasado el cuarto de hora de partido, en la primera jugada de estrategia del Mallorca, lograron ponerse en ventaja. El guante de Martí le regaló una estupenda pelota a Nunes para que este cabecease hacia el fondo de las mallas. En el minuto 34 llegó el segundo gol del Mallorca, en otra jugada a balón parado, esta vez en un córner que botó Martí y que se encargó de rematar con mucha facilidad Nsue. A los 51 minutos el conjunto bermellón volvió a encontrar puerta. Esta vez fue el recién ingresado Pierre Webó, que tras un gran pase de Nsue batió a De Gea. Los rojiblancos aprovecharon la relajación del Mallorca y con dos buenos goles de Mérida y del Kun Agüero, tras sendos disparos desde dentro del área, lograron recortar distancias, aunque no tuvieron tiempo para empatar el partido.
El 18 de agosto comenzó el último torneo de la pretemporada, antes del partido de la Supercopa. Se trataba del Colombino, en Huelva, y el primer rival del Atlético fue el Sporting de Gijón, contra el que perdió por 0-1. El único gol del encuentro lo marcó Gastón Sangoy, en un zapatazo desde fuera del área que entró por la escuadra.
Al día siguiente se jugó el encuentro por el tercer y cuarto puesto, entre Atlético de Madrid y Montevideo Wanderers. Por primera vez desde su visita a Tailandia, los rojiblancos cosecharon una victoria, en esta ocasión por 0-3. Hubo que esperar hasta el minuto 36 para que se abriera el marcador. Un lanzamiento de falta de Jurado lo cabeceó el brasileño Diego Costa y firmó 1-0. En el minuto 56, José Antonio Reyes remató un centro desde la izquierda y puso el 2-0 en el marcador. Tres minutos después, Raúl García, con un potente disparo, rubricó el 3-0.
Con esa victoria, se puso fin a la preparación veraniega, y el equipo se dedicó a entrenar para el primer compromiso oficial: el encuentro contra el campeón de Champions de la anterior edición, el Inter de Milán.

#### Supercopa de Europa
Después de ganar la UEFA Europa League, se clasificó para jugar la Supercopa de Europa ante el campeón de la Liga de Campeones de la UEFA el Inter de Milán. Fue el 27 de agosto de 2010 en el estadio Luis II. El primer gol lo marcó Reyes, en el minuto 62, que se internó en el área tras una combinación con Agüero y batió a Julio César con un balón raso al primer palo. Tras el gol, el Atlético se creció, y el segundo fue obra de Agüero a falta de 7 minutos para finalizar el tiempo reglamentario. Simao, por la banda izquierda, consiguió desbordar a su marca y puso el balón en el área pequeña para que el delantero argentino cerrara el partido. Aún pudo haber emoción cuando, en el minuto 89, fue pitado un penalti en el área atlética. Lo lanzó Milito, pero el joven arquero rojiblanco, De Gea, detuvo el disparo, cerrando con broche de oro el segundo título europeo del Atlético en tres meses.
| 27 de agosto de 2010, 20:45 (CEST) | Internazionale | 0:2 (0:0) | Atlético de Madrid     | Stade Louis II, Mónaco                                              |                                                                     |
|                                    |                | Reporte   | Reyes 62' · Agüero 83' | Asistencia: 17.000 espectadores Árbitro(s): Massimo Busacca (Suiza) | Asistencia: 17.000 espectadores Árbitro(s): Massimo Busacca (Suiza) |

#### UEFA Europa League
Tras proclamarse campeón la temporada anterior, el Atlético de Madrid comenzó la defensa de su título europeo. Al haber sido ganador, estuvo exento de disputar las eliminatorias previas, y accedió directamente a la fase de grupos, en la que terminó en un deshonroso tercer puesto que lo eliminaba de la competición en la primera fase. El campeón quedó ecuadrado en el grupo B junto a Bayer Leverkusen, Rosenborg y Aris de Salónica.
La primera jornada de la liguilla se disputó el 16 de septiembre en Grecia, en el estadio Kleanthis Vikelidis de Salónica, contra el Aris. El Atlético perdió por 0-1 en su debut europeo. El gol fue de Javito en el minuto 59. Carlos Ruiz peinó un balón largo, Javito se la llevó con el pecho y colocó su zurdazo sin dejarla caer junto al palo de De Gea.
En la segunda jornada, el Atlético recibió en el Calderón al Bayer Leverkusen, que consiguió sacar un empate a 1. Derdiyok adelantó a los alemanes en el minuto 39, cazando de volea un rechace a la salida de un córner, y Simao marcó un penalti en el 51 para recuperar el empate. Con este resultado, al Atlético se le ponía muy cuesta arriba la clasificación para dieciseisavos de final.
La primera victoria vino en la tercera jornada, contra el Rosenborg, al que venció por 3-0 en el Calderón. El primer gol, en el minuto 17, lo marcó Godín de cabeza tras un centro de Reyes. El segundo, en el 66, lo marcó el Kun Agüero en el primer balón que tocó, tras una jugada personal dentro del área en la que dejó atrás a toda la defensa y definió rasa y al palo. Fue una gran alegría para la afición rojiblanca y para el propio jugador, que regresaba a los terrenos de juego tras la lesión sufrida en la segunda jornada de liga contra el Athletic Club. El propio argentino dio la asistencia de gol a Diego Costa, en el minuto 78, para que el brasileño cabeceara el balón dentro de la red. Con el 3-0 y el empate del Bayer en Salónica, las posibilidades de ser primero de grupo se acercaron un poco más.
Repitió rival en la cuarta jornada, esta vez en el Lerkendal Stadion, y vencieron por 1-2. El primer golpe lo asestó el Atlético, poco antes de que se cumpliera el minuto 4, cuando el Kun remató en clara posición de fuera de juego un centro de Simao. El árbitro dio como válido el gol, y los colchoneros se adelantaron en el marcador. El Rosenborg empezó entonces a dominar el partido y a merecer el empate, que llegó en el minuto 51 de las botas de Henriksen. El balón se coló entre las piernas de De Gea, que pudo hacer algo más, y devolvió las tablas al marcador. Cuando parecía más cercana la remontada local que la victoria visitante, en el minuto 84 de partido, Tiago dejó atrás a tres defensas y se sacó un trallazo desde 25 metros que se metió por la escuadra. Esta victoria, sumada a la del Bayer Leverkusen ante el Aris de Salónica, dejaba al Atlético de Madrid segundo de grupo con 7 puntos, a uno del equipo alemán, y a tres del tercero, el Aris de Salónica. El Rosenborg quedaba como colista con 3 puntos.
La quinta jornada parecía la jornada decisiva. Se jugó contra el Aris de Salónica en el Vicente Calderón. Una victoria clasificaba a los rojiblancos para los dieciseisavos de final, el empate les permitía depender de sí mismos y la derrota los dejaba prácticamente fuera. Contra todo pronóstico, perdieron por 2-3. El primer gol del Aris lo marcó Koke en el minuto 1, cazando el tercer rechace de una jugada en la que fallaron estrepitosamente tanto De Gea como el resto de la defensa. En el minuto 11, Forlán niveló el marcador, tras rematar un balón de Simao que había golpeado en el palo. Cuatro minutos después, Agüero culminó la remontada definiendo a la perfección tras un contragolpe. En el minuto 50, un penalti cometido por Domínguez lo transformó Koke para recuperar el empate. Y, por último, a diez minutos del final, Lazaridis dio la estocada final en un nuevo lío de la defensa rojiblanca. La derrota fue un duro golpe que mermó enormemente la moral del equipo, que veía muy complicada su clasificación para las eliminatorias. Para conseguirlo, debía vencer al Bayer Leverkusen en Alemania y que el Aris no lo hiciera frente al Rosenborg, equipo ya matemáticamente eliminado, en su propio campo. Prácticamente imposible.
Efectivamente, en la sexta jornada, el Atlético no fue capaz de pasar del empate a uno en el BayArena, con el terreno completamente nevado, mientras que el Aris vencía por 2-0 al Rosenborg en Salónica, sellando su pase a dieciseisavos. El primer gol lo marcó Helmes en el minuto 70, batiendo a De Gea tras ganar la espalda de la defensa. El empate fue obra de Fran Mérida dos minutos después, que mandó ajustado al palo un balón que recibió de la defensa, tras aguantarlo el Kun como un jabato dentro del área esperando la llegada de un compañero. La competición que más esperanzas despertaba entre la afición atlética, tirada por la borda en el primer asalto.
| Equipo           | Pts | PJ | PG | PE | PP | GF | GC | Dif |
| ---------------- | --- | -- | -- | -- | -- | -- | -- | --- |
| Bayer Leverkusen | 12  | 6  | 3  | 3  | 0  | 8  | 2  | 6   |
| Aris Salónica FC | 10  | 6  | 3  | 1  | 2  | 7  | 5  | 2   |
| Atlético Madrid  | 8   | 6  | 2  | 2  | 2  | 9  | 7  | 2   |
| Rosenborg BK     | 3   | 6  | 1  | 0  | 5  | 3  | 13 | -10 |

#### Copa del Rey
Tras la final alcanzada durante la edición anterior, el Atlético disputaba la Copa del Rey 2010/2011 con el claro objetivo de alcanzar el campeonato. Sin embargo, no fue capaz de pasar de los cuartos de final, donde cayó eliminado ante el Real Madrid, su eterno rival. La participación del Atlético en el campeonato fue considerada como un rotundo fracaso por sus seguidores.

##### Dieciseisavos de final
El rival para dieciseisavos de final fue el Universidad Las Palmas, equipo que militaba en la Segunda División B.
El partido de ida se disputó en el Estadio de Gran Canaria, donde jugaba como local el Unión Deportiva Las Palmas, dada su mayor capacidad y el mejor estado del terreno de juego. El Atlético de Madrid venció por 0-5, en la goleada más amplia de la jornada. El primer gol lo hizo Godín en el minuto 24, tras cabecear un córner de Fran Mérida. En el 41, Agüero, en una jugada personal, dejó atrás a toda la defensa y marcó el segundo. Tres minutos después de la reanudación, Diego Costa aprovechó un error de la defensa, y cinco minutos después, volvió a cazar un balón en el área, esta vez incerceptando el saque de puerta, y asistió al Kun para que marcara el cuarto. El quinto gol, ya en el minuto 84, lo marcó Fran Mérida de vaselina aprovechándose de un barullo en el área. Con este resultado tran contundente y tras un partido cómodo, el Atlético dejó prácticamente finiquitada la eliminatoria.
El partido de vuelta en el Vicente Calderón se jugó el 10 de noviembre de 2010. El equipo rojiblanco sacó un once plagado de suplentes, con la novedad del debut del defensa Jorge Pulido con el primer equipo. El resultado fue de empate a 1 con un juego pésimo por parte de los locales. Se adelantó el Universidad Las Palmas por medio de un disparo raso de Aridane en el minuto 18, tras la salida de Joel Robles, portero suplente del Atlético. En el 73, Fran Mérida puso el empate con un disparo desde fuera del área. Con este resultado, el Atlético se clasificó para la siguiente ronda de la competición, los octavos de final.
| 27 de octubre de 2010, 22:00 (CEST) | Universidad Las Palmas | 0:5 (0:2) | Atlético de Madrid                                                      | Estadio de Gran Canaria, Las Palmas de Gran Canaria                           |                                                                               |
|                                     |                        | Reporte   | Godín 24' · Agüero 41' · Diego Costa 48' · Agüero 53' · Fran Mérida 84' | Asistencia: 13.000 espectadores Árbitro(s): José Luis Paradas Romero (Málaga) | Asistencia: 13.000 espectadores Árbitro(s): José Luis Paradas Romero (Málaga) |

| 10 de noviembre de 2010, 21:00 (CEST) | Atlético de Madrid | 1:1 (0:1) | Universidad Las Palmas | Estadio Vicente Calderón, Madrid                                                      |                                                                                       |
|                                       | Fran Mérida 73'    | Reporte   | Aridane 18'            | Asistencia: 5.000 espectadores Árbitro(s): José Antonio Teixeira Vitienes (Cantabria) | Asistencia: 5.000 espectadores Árbitro(s): José Antonio Teixeira Vitienes (Cantabria) |

##### Octavos de final
Para los octavos de final, el sorteo deparó como rival al RCD Español.
El partido de ida se disputó en el Vicente Calderón el 22 de diciembre de 2010, con victoria de 1-0 para el Atlético. El único gol fue obra de Simao en el minuto 32, de penalti. En el minuto 41, Reyes fue expulsado con roja directa por agresión a Dátolo, después de haber recibido un empujón y un balonazo del mismo. Los equipos se nivelaron en el 66, cuando Víctor Ruiz fue expulsado por doble amarilla. El Atlético cuajó un gran partido, dominando en todo momento el choque y generando múltiples ocasiones, casi todas en las botas del Kun, pero no pudo sentenciar la eliminatoria. Simao jugó su último encuentro como rojiblanco antes de marcharse al Besiktas turco, y la mala noticia fue la lesión de Forlán en los primeros minutos de partido.
El partido de vuelta se disputó en el estadio Cornellá-El Prat el 6 de enero de 2011, con resultado de empate a uno. En el minuto 24, el Kun recibió un despeje defectuoso de Raúl García, lo controló con dificultad rodeado de defensas y, con un fuerte chutazo, marcó el primer gol tras golpear el balón en el larguero. Ese tanto dio tranquilidad al Atlético para afrontar el resto del encuentro, en el que se limitó a defender el resultado y a dejar pasar los minutos. El RCD Español lo intentó de todas las formas posibles, pero el gol no llegó hasta el minuto 92, en una falta directa botada por Luis García que entró gracias a la mala colocación de la barrera. Con este empate, el Atlético se clasificó para la siguiente eliminatoria.
| 22 de diciembre de 2010, 20:00 (CEST) | Atlético de Madrid | 1:0 (1:0) | RCD Español | Estadio Vicente Calderón, Madrid                                               |                                                                                |
|                                       | Simão 31'          | Reporte   |             | Asistencia: 18.000 espectadores Árbitro(s): David Fernández Borbalán (Almería) | Asistencia: 18.000 espectadores Árbitro(s): David Fernández Borbalán (Almería) |

| 5 de enero de 2011, 20:00 (CEST) | RCD Español     | 1:1 (0:1) | Atlético de Madrid | Estadio Cornellá-El Prat, Barcelona                                           |                                                                               |
|                                  | Luis García 92' | Reporte   | Kun Agüero 24'     | Asistencia: 25.212 espectadores Árbitro(s): Miguel Ángel Pérez Lasa (Andoáin) | Asistencia: 25.212 espectadores Árbitro(s): Miguel Ángel Pérez Lasa (Andoáin) |

##### Cuartos de final
El rival en los cuartos de final fue el Real Madrid.
En el partido de ida en el Santiago Bernabéu, el Real Madrid venció por 3-1 a los rojiblancos. El primer gol lo marcó Forlán en el minuto 6, después de cometer Casillas un penalti sobre Agüero que el árbitro no pitó, y que hubiese supuesto su expulsión. En el minuto 14, Sergio Ramos marcaba el empate cabeceando un córner. Así, el Madrid se marchaba al descanso con un gol y un jugador de más. En el 61, Cristiano Ronaldo remató en el segundo palo el gol que adelantaba a los locales, de nuevo precedido de una falta previa. En el minuto 90, un fallo defensivo estrepitoso de Filipe Luis y Domínguez lo aprovechó Ozil para hacer el tercero. Este resultado dejaba la eliminatoria muy de cara para los madridistas.
En el Calderón, al jugar el partido de vuelta, confirmaron definitivamente su pase al ganar por 0-1 en un horrible partido del Atlético. El único gol lo marcó Cristiano Ronaldo en el minuto 23, rematando un centro de Sergio Ramos en el área pequeña. El portugués tuvo un desafortunado gesto mandando callar a la afición local. Este resultado dejaba a los colchoneros eliminados por su eterno rival en uno de los peores derbis que se les recuerdan. El equipo blanco derrotó a los colchoneros como era habitual entonces
| 13 de enero de 2011 | Real Madrid CF                           | 3:1 (1:1) | Atlético de Madrid | Estadio Santiago Bernabéu, Madrid                       |                                                         |
|                     | S. Ramos 13' · C. Ronaldo 62' · Özil 55' | Reporte   | Diego Forlán 6'    | Asistencia: 77.000 espectadores Árbitro(s): Mateu Lahoz | Asistencia: 77.000 espectadores Árbitro(s): Mateu Lahoz |

| 20 de enero de 2011 | Atlético de Madrid | 0:1 (0:1) | Real Madrid CF | Estadio Vicente Calderón, Madrid                             |                                                              |
|                     |                    | Reporte   | C. Ronaldo 22' | Asistencia: 53.000 espectadores Árbitro(s): Turienzo Álvarez | Asistencia: 53.000 espectadores Árbitro(s): Turienzo Álvarez |

#### Campeonato Nacional de Liga
Tras la nefasta actuación en la Liga de la temporada anterior, el objetivo del Atlético de Madrid para la nueva ronda fue regresar a los cuatro primeros puestos. No pudo tener mejor comienzo, ya que en la primera jornada, el 30 de agosto en el Calderón, vencieron por 4-0 al Sporting de Gijón. El Atlético jugó un gran partido, e inauguró el marcador Jurado en su último partido con la camiseta rojiblanca. Fue en el minuto 11, tras cazar un rechace en la frontal del área. A cinco minutos del descanso, una jugada del Agüero absolutamente extraordinaria, dejó atrás hasta a cuatro defensas y se metió en el área. Finalmente consiguieron arrancarle el balón de las botas, no sin esfuerzo, con la fortuna de que este le cayó a Forlán, que solo tuvo que hacer un gesto con la pierna para marcar el segundo. Pasada la hora de partido, tras una genial jugada colectiva, Ujfalusi dio el último pase desde la línea de fondo para que Forlán volviese a marcar. Ya en el descuento, un golazo de Simao por la escuadra puso el definitivo 4-0 en el marcador e hizo líder al Atlético.
Tras una semana de parón por los partidos de las selecciones, en la segunda jornada el Atlético de Madrid visitó San Mamés para enfrentarse al Athletic de Bilbao, al que venció por 1-2. En el minuto 10, de nuevo el Kun volvió a inventarse una genialidad en el lateral del área, la puso al punto de penalti, y Forlán fulminó. Se adelantaba el Atlético. A falta de diez minutos para terminar, una contra muy bien llevada por Diego Costa acaba en ocasión de Simao. El disparo lo rechazó el portero, pero llegó Tiago desde segunda línea para hacer el segundo. A dos minutos del final, marcó Llorente para dar emoción al partido, pero no hubo tiempo para la heroica y el Atlético de Madrid se hizo con otros tres puntos que lo mantenían líder.
Después del patinazo en Salónica en el primer partido de la UEFA Europa League, el Atlético jugó la tercera jornada de liga en el Calderón contra el FC Barcelona. Los últimos tres años, el equipo rojiblanco había dado la sorpresa venciendo al Barcelona en su feudo. Sin embargo, esta vez la victoria fue para los blaugranas por 1-2. Antes del primer cuarto de hora, tras un disparo de Villa al palo, Pedro recogió el rechace y le cedió el balón a Messi, que se internó entre la defensa y marcó el primer gol. Diez minutos después, Raúl García cabeceó un saque de córner para empatar el encuentro. El definitivo 1-2 lo marcó Piqué a la media hora de partido. Fue también tras un saque de esquina, en el que controló con el pecho dentro del área y disparó con fuerza. Esta derrota lo bajó del liderato al cuarto puesto, empatado a puntos con los tres siguientes (Villarreal, Barcelona y RCD Español), a un punto de Real Madrid y Sevilla, y a tres de Valencia.
La cuarta jornada de Liga se jugó entre semana, y enfrentó al Atlético de Madrid y al Valencia, en Mestalla, el miércoles 22 de septiembre a las 22:00 horas. El resultado fue de empate a 1. En el minuto 19, Forlán comenzó un contraataque de libro dando un sensacional pase en largo a Antonio López. El lateral cedió a Simao dentro del área, y este definió con maestría ante César para adelantar al Atlético en el marcador. En el minuto 83, cuando parecía que los rojiblancos iban a llevarse la victoria, llegó el gol de Aduriz. Tras un centro de Albelda, el delantero cabeceó e hizo el empate. Este resultado ponía al Atlético en la séptima posición, empatado a puntos con el Athletic de Bilbao, a un punto del Sevilla, dos de Villarreal y Barcelona, y tres de Real Madrid y Valencia.
Ese mismo domingo, en la quinta jornada de Liga, el Atlético volvió a la senda de la victoria venciendo por 1-0 al Zaragoza en el Vicente Calderón. El gol, de Diego Costa, llegó en el minuto 20 tras una excelente jugada personal de Filipe Luis, en su debut con el Atlético, que partió de la línea divisoria y dejó atrás a toda la defensa por la banda izquierda, para finalizar con una magnífica asistencia. Con esta victoria, el Atlético sumaba 10 puntos que le aupaban a la quinta posición, a un punto de Real Madrid, dos de Villarreal y Barcelona, y tres del líder, el Valencia.
La sexta jornada llegó tras el empate ante el Bayer Leverkusen en el Calderón, que dejaba al Atlético en una situación muy delicada en la Europa League. Se jugó contra el Sevilla en el Sánchez-Pizjuán, y perdieron por 1-3. El primero, de Álvaro Negredo, llegó en el minuto 28, con un disparo desde dentro del área que se metió por la escuadra. En el minuto 35, Perotti aprovechó un rechace para disparar desde fuera del área y dejó clavado a De Gea, marcando el segundo gol. Tras el descanso, en el minuto 51, Álvaro Negredo cedió a Kanouté en la frontal para que el malí hiciese el tercero. El Atlético trató de reaccionar mediante un gol de Diego Costa en el minuto 57, que entró llorando a la portería tras pasar bajo las piernas de Andrés Palop, pero no consiguió remontar el partido. La derrota dejó al Atlético en décima posición, empatado a puntos con el Getafe, a tres puntos del cuarto clasificado, el Barcelona, y a seis del líder, el Valencia.
Tras un parón de dos semanas debido al partido de clasificación para la Eurocopa de la selección española, llegó la séptima jornada de Liga, en la que el Atlético venció por 2-0 al Getafe en el Calderón. Aquel día se homenajeó al fallecido Arteche, excapitán rojiblanco, con un minuto de silencio previo al partido y una ovación en el minuto 4. En el minuto 37, tras un saque de falta directa de Simao, el balón pegó en el palo, rebotó en la espalda de Codina y entró a portería. En el segundo gol, Reyes dio un pase espectacular a Valera, que ganó línea de fondo y cedió atrás a Diego Costa, que marcó con facilidad. Esta nueva victoria sumaba 13 puntos para los rojiblancos, y los devolvía a la quinta posición, a 3 puntos de Villarreal, Barcelona y Valencia, y a 4 del líder, el Real Madrid.
Antes de la octava jornada, el Atlético disputó el tercer partido de la fase de grupos de la Europa League, en el que se libró de una eliminación casi segura venciendo al Rosenborg en el Calderón. Con este estado de euforia, visitó el conjunto colchonero el estadio El Madrigal, en el que perdió contra el Villarreal por 2-0. El primer gol fue de Cani, en el minuto 9. En la primera llegada de peligro del Villarreal, Nilmar y Cani se intercambiaban los papeles para que el maño aprovechase la asistencia del brasileño. El segundo, de Rossi en el 52. El esférico pasó en continuas combinaciones desde Ángel, lateral derecho, hasta Cani, interior izquierdo, antes de que Rossi gambeteara en el área rojiblanca y batiese a De Gea de tiro raso. A pesar del gran juego desplegado por el Villarreal, el verdadero protagonista del encuentro fue el árbitro, Ramírez Domínguez, que no pitó tres claros penaltis a favor del Atlético, y anuló un gol legal del Kun Agüero a los pocos minutos de partido. Con esta sensación de impotencia, se cosechó una nueva derrota y se descendió hasta el octavo puesto, empatado a 13 puntos con el Getafe, a tres del cuarto clasificado, el Valencia, y a siete del líder, el Real Madrid.
La novena jornada de Liga llegó tras la contundente victoria en Copa del Rey por 0-5 ante el Universidad Las Palmas. El Atlético recibía en el Calderón al Almería, un conjunto teóricamente inferior, y necesitaba la victoria para reengancharse a los puestos altos de la tabla. Sin embargo, el resultado fue un decepcionante empate a uno. En el minuto 33, Agüero cazó un rechace de Diego Alves después de que Reyes rematara acertadamente de cabeza, y consiguió adelantar a los rojiblancos. Sin embargo, al filo del descanso, Piatti se hizo con el balón tras un mal despeje de un córner, y con una impresionante volea marcó el gol del empate. El Atlético, claro dominador del encuentro durante el primer tiempo, fue de más a menos y no consiguió materializar sus ocasiones. De esta forma, sumaba un único punto. A pesar de ello, ascendió al sexto puesto debido a los pinchazos de sus rivales directos, empatado a 14 puntos del Sevilla, a tres del cuarto puesto, que ocupaba el Valencia, y a nueve del líder, el Real Madrid, a quien se enfrentaría la siguiente jornada.
La décima jornada, después de la victoria en Rosenborg entre semana que los situaba segundos en la fase de grupos de la Europa League, se jugó el derbi madrileño en el Santiago Bernabéu. Atlético de Madrid contra Real Madrid. Vencieron los locales por 2-0 en un partido marcado por la polémica arbitral en el que el Atlético fue netamente mejor que su rival, pero le faltó efectividad de cara a puerta. En el minuto 12, Carvalho se aprovechó de un afortunado rebote del balón en Ujfalusi para quedarse solo frente al portero y marcar el primer gol. El segundo, obra de Ozil en un disparo de falta directa, fue ocasionado por una mala colocación de la barrera y una falta de entendimiento entre De Gea y Reyes. Tras este partido, el Atlético daba por finalizada la etapa más dura de su calendario, y lo hacía como octavo con 14 puntos. El sexto puesto, que daba acceso a Europa, lo ocupaba el Sevilla con 17 puntos, y en los puestos de clasificación para Champions estaban RCD Español, en cuarta plaza con 18 puntos, Villarreal, en tercera posición con 23 puntos, Barcelona, segundo con 25 puntos, y Real Madrid, líder con 26.
Tras eliminar al Universidad Las Palmas en Copa del Rey y sellar su pase a octavos de final, el Atlético recibió al Osasuna en el Calderón en la undécima jornada de Liga, y lo venció por 3-0. Era el primer partido tras superar el tramo más duro del calendario, y el equipo rojiblanco fue capaz de solventarlo sin dificultad. El primer gol, en el minuto 26, lo macó Forlán, que cazó un rechace que se le escapó de las manos a Ricardo tras un disparo de Agüero. El segundo, en el 41, lo cabeceó Agüero a la red tras un gran centro de Forlán desde la línea de fondo. El tercer y definitivo lo volvió a marcar Forlán, en el minuto 70, recortando de forma impecable a Miguel Flaño y poniendo el balón en la escuadra. Con esta victoria, escalaban un puesto en la clasificación, situándose séptimos con 17 puntos. A solo dos puntos se encontraba el RCD Español, sexto clasificado, a tres el Valencia, en la cuarta plaza, y todavía a doce el líder, el Real Madrid.
En la duodécima jornada visitaron Anoeta, el estadio de la Real Sociedad, campo en el que jamás habían ganado antes. El resultado fue una victoria atlética por 2-4, rompiendo así el gafe histórico. En el minuto 12 se adelantaron primero los locales, con un gol de Llorente tras error general en la defensa. Al Atlético le costó, pero finalmente en el minuto 71 Forlán marcó el gol del empate en una jugada de contragolpe que inició Reyes, llevó de forma magistral Agüero y culminó el charrúa disparando a portería vacía. Ocho minutos después, Agüero marcaba el gol de la remontada rematando un pase de Ujfalusi en una preciosa jugada colectiva. El tercero lo hizo también el Kun en el 82, que cazó dentro del área un rechace tras el disparo de Forlán, y se sacó un fuerte zurdazo directo a portería. Diego Rivas recortó distancias marcando el segundo de la Real, tras robarle a Simao un balón en la frontal del área, y el definitivo 2-4 lo marcó Simao al ejecutar un penalti cometido sobre Reyes en el descuento. Tres puntos más y otro pasito en la tabla. El Atlético de Madrid se colocaba sexto con 20 puntos, empatado con el Sevilla que quedaba séptimo, y a solo uno del Valencia, quinto. La cuarta plaza que daba acceso a Champions la ocupaba el RCD Español con 22 puntos, y la primera el Madrid, que mantenía su distancia de doce puntos.
Durante la decimotercera jornada, el Atlético recibió al RCD Español en el Vicente Calderón. Era un duelo directo por los puestos Champions, que en aquel momento ocupaba el conjunto catalán con dos puntos más que los madrileños. El resultado fue de 2-3. El primer gol fue marcado por Luis García en un penalti más que dudoso. En un saque de falta, Reyes, en la barrera, se protege el estómago con los brazos, y el balón rebota en ellos antes de estrellarse en su cuerpo. Corría el minuto 21 y el RCD Español se adelantaba en el marcador. En el descuento de la primera mitad, en un saque de córner, Tiago cabeceó a puerta. Kameni detuvo el cabezazo, Godín chutó de nuevo y el portero españolista detuvo el disparo a bocajarro en una actuación espectacular. El segundo rechace lo cazó Tiago, que con un disparo hacia arriba metió finalmente el balón en la red. En el minuto 53, Verdú volvió a adelantar a los españolistas cazando un rechace que no pudo atrapar De Gea. De nuevo, el gol estuvo precedido de polémica, ya que previamente Osvaldo había cometido una falta sobre Perea que el árbitro no pitó. Sin embargo, en el 65 volvió a igualar el Atlético con un golazo de Agüero, que controló a las mil maravillas un pase de Forlán y definió con el interior engañando al portero en un gesto de cintura. En el 77, Osvaldo empalmó un balón a la escuadra para hacer el definitivo 2-3. Con este resultado, el cuarto puesto que daba acceso a Champions se alejaba a cinco puntos, ocupado por el RCD Español.
La decimocuarta jornada se jugó en Valencia, en el estadio Ciutat de Valencia contra el Levante, que ganó 2-0, consumando la tercera derrota consecutiva del equipo tras la debacle europea ante el Aris. El primer gol lo marcó Nano en el minuto 2, tras un fallo en la defensa de un córner por parte de la defensa rojiblanca, y una mala colocación de De Gea. En el minuto 58, Caicedo se aprovechó de un pésimo saque de falta en el campo atlético para marcar el segundo. Esta derrota los delegaba a la octava posición con solo 20 puntos, a 2 de la Real Sociedad, sexto clasificado, 8 del RCD Español, cuarto, y 17 del líder, el Barcelona. La situación empezaba a ponerse grave para el club del Manzanares.
En la decimoquinta jornada, el Deportivo de la Coruña visitó el Calderón y perdió por 2-0. En el minuto 4, Aranzubía agarró de la bota a Agüero cuando ya lo había batido y encaraba la portería completamente solo. El árbitro concedió el penalti pero perdonó la expulsión al arquero, que acto seguido detuvo el lanzamiento de Forlán. Cuatro minutos después, de nuevo Agüero, trs una sensacional internada, marcó el primer gol para el Atlético. El segundo lo marcó también el argentino, en el minuto 35, definiendo con tranquilidad y sangre fría tras recibir una asistencia de Raúl García. Gracias a los malos resultados de sus rivales directos, el Atlético ascendió con 23 puntos a la sexta plaza de la clasificación. La quinta la ocupaba el Valencia con 25 puntos, que no había podido pasar del empate ante el Osasuna en casa. El RCD Español se encontraba cuarto con 28 puntos tras perder en San Mamés, y el Villarreal tercero con 30, ya que no había podido puntuar en Madrid ante el Getafe. El Madrid se situaba segundo con 38 puntos, y el Barcelona líder con 40.
La decimosexta jornada de Liga fue la visita del Atlético a La Rosaleda, donde ganó al Málaga por 0-3. Fue una victoria poco brillante, pero muy necesaria para la moral del equipo tras ser eliminados de la Europa League el jueves anterior. El primer gol lo marcó Tiago, en el minuto 22, al rematar de cabeza una falta botada por Simao. En el 66, de nuevo Simao centró una falta y Tiago cabeceó, pero esta vez para asistir a Domínguez, que con un cabezazo marcó el segundo gol atlético. El tercero vino tres minutos después, y sucedió exactamente igual que el primero: saque de falta de Simao y remate de cabeza de Tiago. Con estos tres puntos, el Atlético se mantenía en sexta posición, pero recortaba tres puntos con la cuarta plaza, que ahora ocupaba el Valencia tras la derrota del RCD Español frente al Barcelona. Los catalanes ocupaban la quinta posición, empatados a puntos con el Valencia. La tercera plaza seguía siendo del Villarreal con 33 puntos, la segunda del Madrid con 41, y el liderato lo copaba el Barcelona con 43 puntos.
La jornada decimoséptima se jugó tras el parón navideño y el partido de ida de los octavos de la Copa del Rey ante el RCD Español. Visitó el Calderón el Racing de Santander, con el que se empató a 0 tras un partido terrible por parte de ambos equipos. En el caso del Atlético, la lesión de Forlán, la sanción de Reyes por roja directa en el partido copero y la venta de Simao al Besiktas durante el mercado invernal mermaron el ataque y el centro del campo de forma insuperable. El entrenador, impotente, pedía refuerzos a una directiva que se hacía la sueca. El punto obtenido con tan lamentable empate los mantuvo en la sexta posición, a un punto del RCD Español que era quinto, y a cuatro de la cuarta plaza que daba acceso a Champions y que ocupaba el Valencia. Sin embargo, el Villarreal, que era tercero, se encontraba ya a 9 puntos y el Madrid, con 44 puntos, y el Barcelona con 46, eran ya inalcanzables.
La decimoctava jornada de Liga, en la que se visitó Alicante para jugar contra el Hércules, vino tras el empate copero ante el RCD Español que certificó el pase del equipo a cuartos de final de la Copa del Rey. El partido del Rico Pérez terminó con una humillante derrota atlética por 4-1. En el minuto 11, Tote, tras una internada en el área, aprovechó un error en cadena de la defensa y el portero para marcar el primero. En el minuto 23, Valdez, con un gran disparo desde la frontal que se metió por la escuadra marcó el segundo. El tercero fue obra de Thomert, en el minuto 32, cabeceando un buen centro desde la izquierda. El cuarto y último gol del Hércules lo marcó Trezeguet en el 44, con un disparo raso pegado al palo. El Atlético se marchó a los vestuarios en el descanso con un contundente marcador de 4-0, y solo en el 89 fue capaz de marcar el "gol del honor". Fue obra de Reyes, que regateó desde el córner hasta adentrarse en el área y, muy escorado, metió el balón entre el portero y el primer palo. Esta vergonzosa derrota no afectó a la clasificación, en la que el Atlético se mantuvo sexto, pero sí se alejaron el RCD Español tras ganarle al Zaragoza, y el Valencia tras vencer en el campo del Levante. El equipo rojiblanco continuaba con 27 puntos, a cuatro del quinto, siete del cuarto, nueve del tercero, que seguía siendo el Villarreal, y las escandalosas cantidades de 20 y 22 puntos de diferencia con Barcelona y Madrid, primero y segundo respectivamente.
La jornada decimonovena, que cerraba la primera vuelta del campeonato, fue un partido contra el Mallorca en el que el equipo ganó por 3-0. El primer gol lo marcó Valera en el minuto 12, cabeceando con autoridad un saque de córner. El segundo fue un golazo de Forlán tras un tremendo pase de Fran Mérida en el 33. El uruguayo ganó la espalda a toda la defensa, recortó ante el portero y definió con maestría para subir el segundo tanto al marcador. El tercer gol, en el minuto 93, fue obra de Reyes con un disparo raso bajo las piernas del portero. Estos nuevos tres puntos no cambiaron en nada la situación del Atlético, que seguía sexto a cuatro puntos del quinto, siete del cuarto y nueve del tercero. Recortó dos puntos al Real Madrid debido al empate de los blancos en Almería, pero fue un detalle intrascendente debido a la abismal diferencia clasificatoria entre ambos.
La segunda vuelta se inició con sabor amargo tras la eliminación copera frente al Real Madrid. El rival en la vigésima jornada fue el Sporting de Gijón, contra el que se perdió por 1-0 en un partido lamentable por parte de ambos equipos. El único gol lo marcó Barral en el minuto 50, aprovechando un error en cadena de Perea y Raúl García. Esta derrota dejaba a los colchoneros fuera de puestos europeos, en séptima posición a dos puntos del sexto, que era el Athletic de Bilbao. El quinto, cuarto, tercero, segundo y primero seguían siendo RCD Español, Valencia, Villarreal, Real Madrid y Barcelona respectivamente. La Champions quedaba a diez puntos, y el liderato a veinticinco. Cifras absolutamente vergonzosas.
En la vigésimoprimera jornada, el Athletic Club se llevó los tres puntos del Calderón con una victoria por 0-2. Toquero fue el goleador en ambas ocasiones, primero en el minuto 46, en un mano a mano con De Gea tras ganarle la espalda a la defensa, y después en el 64, rematando en boca de gol un centro de Iraola tras una gran jugada de la delantera. Con esta derrota, la distancia con los bilbaínos, sextos clasificados, aumentaba hasta 5 puntos. La Champions se encontraba un punto más lejos que la jornada anterior, y la distancia con el liderato, ocupado por el Barça, aumentaba a la friolera de 28 puntos. Bochornosos números para un club con la historia del Atlético de Madrid.
La vigesimosegunda jornada fue la visita al Camp Nou, donde el Barcelona, como venía siendo costumbre en los últimos años, se llevó holgadamente la victoria con un 3-0. Fue mediante un triplete de Messi, primero en el minuto 17 con un disparo desde la frontal, luego en el 28 rematando desde el área pequeña una asistencia de Villa, y por último en el 79 aprovechándose de un fallo en cadena de De Gea y Godín. Era la tercera derrota consecutiva, que les hacía perder el séptimo puesto en favor del Sevilla. La sexta posición, que daba acceso a la Europa League sin necesidad de jugar rondas previas, estaba ya a siete puntos, y la participación en Champions o el título de liga eran un nivel impensable.
El 12 de febrero, en la vigesimotercera jornada, el Valencia visitó el Calderón, y se cosechó la cuarta derrota consecutiva, por 1-2. En el minuto 3, Reyes adelantó al Atlético marcando desde el pico del área tras dejar atrás a un nutrido grupo de defensas valencianistas. Sin embargo, dos goles de Joaquín le dieron la vuelta al marcador, el primero en el 41 remachando en boca de gol un balón que se coló entre las piernas de Perea, y el segundo en el 86 desde la frontal. Un nuevo fracaso que los mandaba a la undécima posición, a solo un punto del Getafe, que marcaba la frontera de los puestos europeos.
La vigesimocuarta jornada se jugó el 19 de febrero, y el Atlético por fin cosechó una victoria venciendo por 0-1 al Zaragoza en La Romareda. El único gol del partido lo marcó Agüero en el minuto 65, dejando atrás a Ponzio con un gran regate y mandándola a la red en un disparo cruzado. Esta victoriales hacía subir dos posiciones, hasta el puesto número 9, a un punto del séptimo clasificado, el Sevilla.
Durante la vigesimoquinta jornada se disputó en el Calderón el partido que enfrentó a Atlético y Sevilla, y que concluyó con empate a dos. En el minuto 41, Negredo abrió el marcador con una volea tras recibir un pase de Perotti con el pecho. Koke puso las tablas en el 47 en un rematando de cabeza un increíble pase de Forlán. El balón pilló descolocado a Javi Varas y se coló botando por el segundo palo. Fue el primer gol del canterano en Primera División. En el minuto 65, Rakitić volvió a adelantar al Sevilla con un disparo desde la frontal, y el empate definitivo lo puso Reyes con su gol en el minuto 76, de disparo cruzado tras ganarle la espalda a la defensa. El empate los mantenía a un punto del séptimo puesto, que seguía ocupando el Sevilla, pero los aupaba a la octava posición, empatados a 34 puntos con la Real Sociedad.
En la vigesimosexta jornada, el Atlético se enfrentó al Getafe en el Coliseum Alfonso Pérez, con el decepcionante resultado de empate a uno. El primer gol lo marcó Manu del Moral en el minuto 3, en un tiro desde la esquina del área que se coló por la escuadra. El empate lo puso Elías en el 81, rematando de cabeza un centro de Forlán. Aunque el Atlético conservó la octava posición en la tabla, el empate supuso alejarse dos puntos del Sevilla, que ahora se encontraba a tres puntos.
Por fin, el la vigésimoséptima jornada, el Atlético se reencontró con la victoria tras vencer por 3-1 al Villarreal en el Calderón. El primer gol lo marcó Reyes en el minuto 5, con un tremendo disparo desde fuera del área que se coló por la escuadra. Rossi puso el empate en el minuto 34 mediante un lanzamiento de falta, y en el 68 Agüero volvió a adelantar al Atlético con una preciosa vaselina. El 3-1 definitivo lo marcó Forlán en el 74, tras una racha de sequía, ganándole la espalda a la defensa en una pared con Reyes. Con esta victoria, el Atlético no escaló posiciones, pero sí recortó distancias con el Sevilla, con el que ahora se encontraba empatado a puntos.
Sin embargo, en la vigésimoctava jornada volvieron a las andadas empatando a dos contra el Almería. En el minuto 38, Agüero remató un balón que entraba botando al área pequeña, tras dejar vendido al portero. Crusat empató en el minuto 48 tras un mal despeje del Atlético. El Kun recuperó la ventaja para los madrileños en el 60 cuando, tras un recorte, batió raso al portero desde la frontal del área y entre una maraña de piernas. El 2-2 definitivo lo puso Goitom de cabeza en el minuto 76, engañando a De Gea con el bote. Con el empate, se mantenían octavos empatados a puntos con el Sevilla, séptimo. El Athletic era sexto a tres puntos y el RCD Español, quinto, se encontraba a cuatro. Las posiciones más altas se encontraban ya a una distancia abismal.
Durante la vigésimonovena jornada se disputó el derbi contra el Real Madrid en el Calderón, con resultado de 1-2 para los blancos. El primer gol lo marcó Benzema en el minuto 11 tras un tremendo error defensivo del Atlético. Ozil puso el 0-2 en el 32, cuando De Gea se equivocó al tratar de despejar su disparo desde la frontal. Agüero redujo distancias en el 86, gracias a una empanada de Pepe, pero no fue suficiente para remontar. Otro derbi más perdido para sumar a la negra racha del Atlético de Madrid, que los volvía a poner a tres puntos del Sevilla.
Tras la catastrófica racha, en la trigésima jornada por fin parecieron reencontrar el camino, tras vencer por 2-3 al Osasuna en el Reyno de Navarra. Marcó primero Kike Sola en el minuto 31 tras una excelente jugada colectiva. En el 38, Diego Costa recibió desmarcado y batió con frialdad a Ricardo en el mano a mano. El segundo gol del brasileño vino en el minuto 61, en idéntica jugada: se desmarca, gana la espalda a la defensa, recibe en mano a mano y la manda al palo largo. El tercero, que le sirvió para firmar su primer triplete como rojiblanco, lo marcó en el minuto 63 metiéndola entre las piernas del guardameta. Nekounam redujo distancias transformando un penalti en el minuto 80, pero aun así los rojiblancos se llevaron la victoria. El Atlético sumaba ya 42 puntos y ocupaba la octava posición, a un punto del séptimo, que ahora era el RCD Español. Athletic de Bilbao y Sevilla se encontraban quinto y sexto respectivamente, empatados a 45 puntos.
En la trigésimoprimera jornada volvieron a vencer, esta vez por 3-0, a la Real Sociedad en el Vicente Calderón. El primer gol lo marcó Filipe Luis, que se estrenaba como goleador con la camiseta rojiblanca, en el minuto 12. Lo hizo desdoblando por la banda izquierda y, tras sorprender a la defensa recibiendo un precioso taconazo de Diego Costa, marcó con un disparo cruzado. El segundo fue de Mario Suárez en el 45, que recibió dentro del área un pase de Reyes tras dejar tumbado a un defensa con tres espectaculares amagos. El broche de oro lo puso el Kun marcando el tercero en el 78. Cazó un balón despejado por la defensa, se recorrió todo el campo al galope y batió al portero con maestría. Con estos tres puntos, el Atlético sumaba ya 45 y volvía a posiciones europeas. Era séptimo, empatado con el Athletic Club, sexto, y a un punto del Sevilla, quinto. El Villarreal marcaba la frontera con la Champions y sumaba 54 puntos, y el líder, el Barcelona, la friolera de 84 puntos. Una liga totalmente descompensada.
La trigésimosegunda jornada se jugó el 17 de abril en el estadio Cornellá-El Prat, contra el RCD Español, con resultado de empate a dos. El partido comenzó bien para los rojiblancos, ya que en el minuto 1, Koke aprovechó un rechace flojito de la defensa dentro del área para empujarla dentro y marcar el 0-1. En el 37, Osvaldo empató el partido tras ganarle la espalda a la defensa atlética. Tras el descanso, en el minuto 48, Agüero se aprovechó de una mala cesión atrás del RCD Español, cogió el balón algo escorado y, frente al portero, la picó para volver a adelantarse en el marcador. Sin embargo, de nuevo Osvaldo, volvió a empatar el partido en el minuto 57, cabeceando un centro en posición dudosa. El empate mantenía la distancia de un punto entre ambos equipos, y además no cambiaba la situación del Atlético en la tabla, que seguía siendo séptimo empatado a puntos con el sexto, el Sevilla. El Athletic, sin embargo, se había alzado a la quinta posición, aumentando su distancia a dos puntos.
En la trigesimotercera jornada, el Atlético recibió al Levante en el Vicente Calderón y lo derrotó por 4-1. El primer gol lo marcó Elías, lanzando una falta en el minuto 18 que chocó contra la escuadra y entró en la portería. En el minuto 39, sin embargo, Mario Suárez cometió un clamoroso penalti sobre Caicedo, que el propio delantero levantinista se encargó de transformar en el gol del empate. En el minuto 50, Agüero recogió el rechace de uno de sus propios disparos y, en el segundo intento, marcó el 2-1. En el minuto 70, Ballesteros derribó a Diego Costa dentro del área y Agüero fue el encargado de transformar el penalti en el gol que aumentaba las diferencias. Por último, en el 83, en un saque de esquina, Raúl García rozó ligeramente el balón con la cabeza y Munúa, en un intento de despejarlo, lo metió dentro, marcando en su propia puerta el definitivo 4-1. Con esta victoria el Atlético se ponía con 49 puntos y, aunque mantenía las distancias con Athletic y Sevilla, se separaba de su más inmediato perseguidor, el RCD Español, que permanecía con 45.
La trigésimocuarta jornada se disputó en Riazor contra el Deportivo de la Coruña, al que se venció 0-1. El único gol lo marcó Agüero en el minuto 80, tras rematar dentro del área una gran jugada colectiva. Estos tres puntos aupaban al Atlético a la sexta posición, empatado a puntos con el quinto, el Sevilla, y a un punto del séptimo, el Athletic. La Champions, cuya última plaza ocupaba el Villarreal, quedaba a 8 puntos, y a raíz de los últimos resultados positivos, la afición empezó a soñar con el milagro.
En la trigésimoquinta jornada, el Atlético recibió al Málaga, contra el que perdió por 0-3. En el minuto 29, Rondón cabeceó un centro dentro del área para marcar el primero. De la misma forma, cabeceando un centro desde la derecha, llegó el segundo gol, marcado por Baptista en el minuto 35. En el 84, Maresca remató un balón rechazado por De Gea para marcar el tercero. Este resultado fue una bofetada de realidad para la afición atlética, que tuvo que olvidarse de sus sueños de Champions. A nivel de clasificación, el Atlético regresó al séptimo puesto, empatado a puntos con el Sevilla y a dos del Athletic, quinto. Ya solo podía aspirar a no perder su plaza en la Europa League.
La trigesimosexta jornada se jugó en El Sardinero frente al Racing de Santander, contra el que se perdió por 2-1. Mario Suárez, en el minuto 10, inauguró el marcador con un fuerte disparo desde la frontal. En el minuto 37, Kennedy logró el empate gon un gol de falta, y en el 47, Rosenberg culminó la remontada en un contragolpe en el que, tras irse de Domínguez, batió a De Gea con un disparo a quemarropa. Aunque los tres puntos le sirvieron al Racing para asegurarse la salvación matemática, al Atlético la derrota lo dejó tal y como estaba, con la única diferencia de que su más inmediato perseguidor, el RCD Español, le recortaba un punto de distancia y se ponía a tres.
En la trigésimoséptima jornada, penúltima del campeonato, el Atlético venció en su estadio al Hércules por 2-1. En el minuto 1, un disparo de Mario Suárez desde la frontal pegó en la defensa, y el balón quedó manso en el área pequeña. Domínguez, que venía desde atrás con todo, llegó antes que el portero y marcó el 1-0. Tras varias ocasiones claras por parte de ambos equipos, en el minuto 66, Trezeguet marcó el gol del empate al rematar un córner desde el segundo palo. El Atlético volvió a adelantarse en el marcador en el minuto 71 gracias a un gol de Reyes, que cazó un rechace en la frontal y disparó con la portería vacía. Con estos tres puntos, el Atlético se clasificaba definitivamente para la Europa League, dejando al RCD Español a seis de distancia. Se produjo un triple empate a 55 puntos entre Atlético, Sevilla y Athletic, donde los sevillanos eran los más beneficiados del golaverage particular, y los madrileños, los más perjudicados. La única emoción de la única jornada consistía en dilucidar qué equipo quedaría séptimo y, por tanto, tendría que disputar una eliminatoria más para clasificarse para la fase de grupos de la Europa League.
La trigésimoctava jornada, que daba fin al Campeonato de Liga de aquella temporada, se jugó en el Iberostar Estadio frente al Mallorca, al que se derrotó por 3-4. En el minuto 10, Agüero controló un balón largo, dejó atrás a la defensa y marcó el primer gol con un disparo cruzado. En el minuto 18, y justo en el mismo sitio que el gol anterior, Juanfran recibió un pase entre líneas y definió de forma idéntica. En el minuto 59, el Kun recibió un balón en la esquina del área. Con toda la paciencia del mundo, lo controló, levantó la cabeza y la puso exactamente en la escuadra, a pesar de los dos defensas que se le venían encima. Además de ser un golazo, fue su gol número 100 con el Atlético de Madrid. En el minuto 62, el árbitro señaló un penalti más que discutible de Valera, con el que De Guzmán recortó distancias. En el 71, Webó puso un cabezazo a la escuadra que alimentó la esperanza de la hinchada local de remontar el resultado, en un partido en el que se jugaban la permanencia en primera. Sin embargo, el Kun aquel día estaba tocado por una varita. En el minuto 81, con un autopase dejó atrás a dos contrarios, con un par de recortes, a otros tres, incluido el portero, y al que le faltaba lo superó picándosela por encima, casi sin ángulo, para marcar un soberbio golazo que completaba el primer triplete de su carrera, y también su último gol con la camiseta rojiblanca. Firma de oro para una trayectoria impecable. El último gol del encuentro fue un cabezazo de Webó en el 94 que, si bien sirvió para maquillar el resultado, no impidió la victoria rojiblanca. A pesar de la derrota, el Mallorca consiguió la permanencia, y a pesar de la victoria, el Atlético continuó siendo séptimo, ya que Sevilla y Athletic también habían ganado sus respectivos partidos.
De esta forma, el Atlético de Madrid terminó la liga siendo séptimo con 58 puntos. La distancia final con el cuarto clasificado, el Villarreal, terminó siendo de solo cuatro puntos. Y el Barcelona se proclamó campeón por tercera vez consecutiva, con la barbaridad de 96 puntos.

##### Alineación
| - David de Gea - Ujfalusi - Perea - Godín - Filipe Luis - Reyes - Tiago - Mario Suárez - Simao - Kun Agüero - Forlán - Ent: Quique Sánchez Flores |  | David de Gea Ujfalusi Godín Perea Filipe Luis Reyes Simao Mario Suárez Tiago Forlán Kun Agüero |
| David de Gea Ujfalusi Godín Perea Filipe Luis Reyes Simao Mario Suárez Tiago Forlán Kun Agüero                                                    |  |                                                                                                |

##### Clasificación
|  |     | Equipo                 | PJ | G  | E  | P  | GF  | GC | Dif | Pts |
|  | --- | ---------------------- | -- | -- | -- | -- | --- | -- | --- | --- |
|  | 1.  | FC Barcelona (C)       | 38 | 30 | 6  | 2  | 95  | 21 | +74 | 96  |
|  | 2.  | Real Madrid CF         | 38 | 29 | 5  | 4  | 102 | 33 | +69 | 92  |
|  | 3.  | Valencia CF            | 38 | 21 | 8  | 9  | 64  | 44 | +20 | 71  |
|  | 4.  | Villarreal CF          | 38 | 18 | 8  | 12 | 54  | 44 | +10 | 62  |
|  | 5.  | Sevilla FC             | 38 | 17 | 7  | 14 | 62  | 61 | +1  | 58  |
|  | 6.  | Athletic Club          | 38 | 18 | 4  | 16 | 59  | 55 | +4  | 58  |
|  | 7.  | Atlético de Madrid     | 38 | 17 | 7  | 14 | 62  | 53 | +9  | 58  |
|  | 8.  | RCD Español            | 38 | 15 | 4  | 19 | 46  | 55 | -9  | 49  |
|  | 9.  | CA Osasuna             | 38 | 13 | 8  | 17 | 45  | 46 | -1  | 47  |
|  | 10. | Sporting de Gijón      | 38 | 11 | 14 | 13 | 35  | 42 | -7  | 47  |
|  | 11. | Málaga CF              | 38 | 13 | 7  | 18 | 54  | 68 | -14 | 46  |
|  | 12. | Racing de Santander    | 38 | 12 | 10 | 16 | 41  | 56 | -15 | 46  |
|  | 13. | Real Zaragoza          | 38 | 12 | 9  | 17 | 40  | 53 | -13 | 45  |
|  | 14. | Levante UD             | 38 | 12 | 9  | 17 | 41  | 52 | -11 | 45  |
|  | 15. | Real Sociedad          | 38 | 14 | 3  | 21 | 49  | 66 | -17 | 45  |
|  | 16. | Getafe CF              | 38 | 12 | 8  | 18 | 49  | 60 | -11 | 44  |
|  | 17. | RCD Mallorca           | 38 | 12 | 8  | 18 | 41  | 56 | -15 | 44  |
|  | 18. | Deportivo de La Coruña | 38 | 10 | 13 | 15 | 31  | 47 | -16 | 43  |
|  | 19. | Hércules CF            | 38 | 9  | 8  | 21 | 36  | 60 | -24 | 35  |
|  | 20. | UD Almería             | 38 | 6  | 12 | 20 | 36  | 70 | -34 | 30  |

Pts = Puntos; PJ = Partidos Jugados; G = Partidos Ganados; E = Partidos Empatados; P = Partidos Perdidos; GF = Goles Anotados; GC = Goles Recibidos; Dif = Diferencia de goles
|  | Clasificado para la fase de grupos de la UEFA Champions League 2011-12                 |
|  | Clasificado para la cuarta ronda previa (play-off) de la UEFA Champions League 2011-12 |
|  | Clasificado para la cuarta ronda previa (play-off) de la UEFA Europa League 2011-12    |
|  | Clasificado para la tercera ronda previa de la UEFA Europa League 2011-12              |
|  | Descendido a Segunda División de España 2011/12                                        |

| (C) Campeón |

### Temporada 2011 / 2012: El primer título de la era Simeone
Tras la decepción de la temporada anterior, el Atlético afrontaba la temporada 2011 / 2012 con el objetivo de repetir los éxitos que habían llegado dos años antes, y volver a clasificarse para la Champions League. Consiguió repetir el título de la UEFA Europa League y, en la siguiente temporada, el de Supercampeón de Europa. En Liga, a pesar de que se mejoraron los números de la temporada pasada, no se consiguió la clasificación para Champions debido a un quinto puesto. Y en Copa se hizo el más absoluto de los ridículos, siendo eliminados por el Albacete en dieciseisavos de final.

#### Altas y bajas
| Altas      |                |                        |                    |              |
| Jugador    | Posición       | Procedencia            | Tipo               | Costo        |
| Silvio     | Defensa        | Sporting Braga         | Traspaso           | 7.000.000 €  |
| Gabi       | Centrocampista | Zaragoza               | Traspaso           | 3.000.000 €  |
| Miranda    | Defensa        | São Paulo              | Traspaso           | Libre        |
| Salvio     | Centrocampista | Benfica                | Vuelve tras cesión |              |
| Courtois   | Portero        | Chelsea                | Cesión             |              |
| Tiago      | Centrocampista | Juventus               | Traspaso           | Libre        |
| Adrián     | Delantero      | Deportivo de la Coruña | Traspaso           | Libre        |
| Arda Turan | Centrocampista | Galatasaray            | Traspaso           | 13.000.000 € |
| Falcao     | Delantero      | FC Porto               | Traspaso           | 45.000.000 € |
| Pizzi      | Centrocampista | Sporting de Braga      | Cesión             |              |
| Diego      | Centrocampista | Wolfsburgo             | Cesión             |              |

| Bajas         |                |                      |          |              |
| Jugador       | Posición       | Destino              | Tipo     | Cobro        |
| Ujfalusi      | Defensa        | Galatasaray          | Traspaso | 2.000.000 €  |
| De Gea        | Portero        | Manchester United    | Traspaso | 20.000.000 € |
| Sergio Agüero | Delantero      | Manchester City      | Traspaso | 45.000.000 € |
| Valera        | Defensa        | Getafe               | Traspaso | Libre        |
| Raúl García   | Centrocampista | Osasuna              | Cesión   |              |
| Fran Mérida   | Centrocampista | Sporting de Braga    | Cesión   |              |
| Diego Forlán  | Delantero      | Inter de Milán       | Traspaso | 5.000.000 €  |
| Elías         | Centrocampista | Sporting de Portugal | Traspaso | 8.800.000 €  |
| Borja         | Delantero      | Real Murcia          | Cesión   |              |
| Reyes         | Delantero      | Sevilla              | Traspaso | 3.500.000 €  |

#### Pretemporada
La plantilla, quedó conformada por Joel, Courtois y Asenjo como porteros, Godín, Antonio López, Filipe Luís, Sílvio, Domínguez, Perea, Miranda y Pulido como defensas, Mario Suárez, Tiago, Arda Turan, Assunçao, Gabi, Diego, Koke y Juanfran en el centro del campo, y Adrián, Salvio, Falcao, Pizzi y Diego Costa como delanteros.
El entrenador dejó de ser Quique Sánchez Flores, y ocupó el cargo Gregorio Manzano. Este fue despedido en Navidad debido a la racha de malos resultados, a sus enfrentamientos con Reyes y a la eliminación del Atlético en Copa del Rey. Llegó en su lugar el Cholo Simeone.
El primer partido de la pretemporada fue un partido de entrenamiento contra el CD Arcángel en las instalaciones deportivas de Los Ángeles de San Rafael, con resultado final de 1-19. Solo pasaron dos minutos hasta que Reyes estrenó el marcador, internándose por la izquierda y marcando abajo. En el 13, Filipe Luis puso un centro raso para que Pedro, jugador del Atlético C la anterior temporada, hiciese el segundo. Justo un minuto después, el CD Arcángel recortó distancias mediante un gol de Rafita desde fuera del área, tras fallo de Valera en defensa. Sin embargo, apenas pasaron dos minutos cuando Pedro aprovechó un pase de la muerte de Reyes desde la izquierda para hacer el 1-3. En el minuto 19, Filipe aprovechó un rechace a un disparo de Juanfran para hacer el cuarto. El quinto llegó en el minuto 23, tras una jugada de Juanfran y Collado que certificó el canterano a placer. Justo un minuto después, un disparo de Koke desde fuera del área supuso el sexto gol. En el minuto 27, Juanfran rompió por la izquierda y Pedro aprovechó su envergadura para cabecear a la red. En el 31, llegó el 1-8 con un gol de Collado tras un centro perfecto de Juanfran. Solo había pasado un minuto cuando Filipe Luis entró hasta la cocina desde su banda e hizo el noveno. En el 34, Reyes marcó el décimo al aprovecharse de un rechace en boca de gol, y en el 35, Collado cruzó raso tras un pase de Koke y marcó el 1-10. A 2 minutos del descanso, el propio Collado volvió a marcar, tras una jugada personal en la que regateó al portero. Siete minutos después de la reanudación, Fran Mérida hizo el decimotercero tras un disparo cruzado con el interior. En el 50, Gabi se estrenó como goleador en la pretemporada tras recibir un pase de Diego Costa. A los 8 minutos, el propio Costa aprovechó un rechace tras una jugada personal de Noguera, marcando el 1-15. En el minuto 62, de nuevo Saúl marcó a placer tras un pase de Noguera, asistido por Gabi. Volvió a marcar el canterano cuatro minutos después, a la media vuelta tras un pase de Diego Costa. En el 72, el brasileño superó al portero tras una jugada personal. El definitivo 1-19 lo marcó también Diego Costa en el minuto 80, cerrando así el partido.
El segundo partido de la pretemporada, esta vez amistoso y no de entrenamiento, se jugó el 14 de julio frente a la Gimnástica Segoviana, con victoria del Atlético por 0-8. En el minuto 5, Regalón anotó el primer gol cabeceando un saque de esquina, y en el 16, Filipe Luis marcó el segundo tras un buen control con el pecho y gran disparo. Suyos fueron los centros para que, en los minutos 21 y 25 respectivamente, Collado y Pedro anotasen el 0-3 y el 0-4. Ya en la segunda parte, en el minuto 48, Diego Costa marcó nada más salir tras recibir un pase de Reyes. En el 66, tras driblar al portero, Juanfran hizo el sexto gol para los rojiblancos. En el 77, el extremo dio el último pase a Fran Mérida para que marcase el 0-7. El último gol del partido lo hizo Diego Costa en el minuto 81, sentando al portero tras una asistencia de Fran Mérida.
Dos días después se disputó el tercer encuentro veraniego contra equipos de poco nivel. En esta ocasión jugaron contra el Alcalá, con victoria atlética por 0-1. El único gol lo marcó Pedro en el minuto 77, rematando dentro del área un centro de Salvio. El Atlético firmó una actuación pobre ante un rival de poca entidad, dejando sensaciones dudosas.
El 21 de julio, el Atlético viajó a Granada para jugar un triangular con el equipo local y el Besiktas, con motivo de la celebración del ascenso del Granada a Primera. Se jugaron dos partidos de 45 minutos, el primero de ellos contra el anfitrión, que se perdió 0-1. El único tanto lo marcó Jaime Romero en el 34 de un potente zurdazo.
El segundo de los partidillos, jugado contra el Besiktas, también se perdió por 0-1. En esta ocasión, el gol fue de Ernst en el minuto 27, aprovechando un fallo defensivo a balón parado. Con este paupérrimo resultado ante un recién ascendido y un equipo de segundo nivel europeo, afrontaba el Atlético su primer compromiso oficial, que se jugaría pocos días después: la tercera ronda previa de la Europa League.
Tras superar la eliminatoria de Europa League contra el Stromsgodset noruego, el 12 de agosto el Atlético jugó el último amistoso de la pretemporada, el trofeo Colombino, en el que venció al Recreativo de Huelva por 1-2. Adrián marcó, a pase de Perea, el primer gol en el minuto 32. En el minuto 63, Álvaro Vega puso las tablas en fuera de juego tras una buena jugada de Fidel por la banda derecha. El 1-2 definitivo lo marcó Salvio en el 78 tras un contraataque. De esta forma, el Atlético de Madrid ponía fin a su pretemporada ganando su sexto trofeo Colombino.
Aunque la pretemporada había terminado, aún se jugó un amistoso más, durante el parón por selecciones tras la segunda jornada de liga. Fue un partido contra el CF Fuenlabrada para inaugurar el estadio Fernando Torres. El marcador final reflejó una victoria del Atlético por 0-3. En el minuto 5, Filipe Luis aprovechó un despiste de la defensa para ponerle un balón a Collado a espaldas de los centrales, que el canterano convirtió en el primer gol. En el minuto 30, Mario Suárez marcó el segundo con un fuerte disparo, y el tercero salió de las botas de Pedro en el minuto 89.

#### UEFA Europa League

##### Tercera ronda previa
Debido a la pobre clasificación liguera de la temporada anterior, el Atlético se vio obligado a disputar la tercera ronda previa de clasificación para la UEFA Europa League. El rival para esta eliminatoria fue el Stromsgodset noruego.
El partido de ida se disputó el 28 de julio en el Vicente Calderón, con resultado de 2-1 para el Atlético. Ambos goles atléticos fueron obra de Reyes, el primero en el 54 tras recibir un pase de Adrián desde la frontal, y el segundo en el 74 tras una gran jugada creada de nuevo por Adrián. Cuando parecía que la eliminatoria estaba más que encarrilada, llegó la expulsión de Miranda en el minuto 77, y más tarde el gol de los noruegos tras un error defensivo general. En el 81, Storflor disparó dentro del área grande y dejó todo abierto para el partido de vuelta. Pésimo resultado para la diferencia de presupuesto y calidad entre ambos equipos.
El partido de vuelta se jugó el 4 de agosto de 2011 en el estadio Marienlyst de Drammen, y se solventó con victoria rojiblanca por 0-2. El primer gol lo marcó Adrián en el minuto 13, cruzando el balón ante la salida de Larsen tras un pase de Reyes. El segundo, del propio Reyes, llegó en el minuto 93, cuando el utrerano batió al portero en un mano a mano. Con este resultado, el Atlético solventaba su primera eliminatoria y dejaba así atrás el obligado trámite veraniego, a la espera de los play-offs.
| 28 de julio de 2011, 21:00 (CEST) | Atlético de Madrid    | 2:1 (0:0) | Stromsgodset IF | Estadio Vicente Calderón, Madrid                                         |                                                                          |
|                                   | Reyes 54' · Reyes 74' | Reporte   | Storflor 81'    | Asistencia: 25.000 espectadores Árbitro(s): Danny Desmond Makkelie (NED) | Asistencia: 25.000 espectadores Árbitro(s): Danny Desmond Makkelie (NED) |

| 4 de agosto de 2011, 18:30 (CEST) | Stromsgodset IF | 0:2 (0:1) | Atlético de Madrid     | Marienlyst Stadion, Drammen                                    |                                                                |
|                                   |                 | Reporte   | Adrián 13' · Reyes 93' | Asistencia: 5.500 espectadores Árbitro(s): Mark Courtney (NIR) | Asistencia: 5.500 espectadores Árbitro(s): Mark Courtney (NIR) |

##### Play Offs
El rival para esta ronda de play-offs fue el Vitória Sport Clube, sexto clasificado de la liga de Portugal que venía de eliminar al FC Midtjylland danés.
El partido de ida se jugó el 18 de agosto de 2011 en el estadio Vicente Calderón, con victoria por 2-0 para el Atlético de Madrid. Ambos goles fueron marcados por Elías, el primero en el minuto 67, lo marcó de cabeza tras un excelente centro de Adrián. El segundo, en el minuto 73, llegando desde atrás a una asistencia, de nuevo, de Adrián. Con este resultado, el Atlético daba un paso de gigante en su clasificación para la fase de grupos de la competición, no solo por la victoria, sino por no haber encajado ningún gol en su estadio.
El partido de vuelta se jugó el 25 de agosto de 2011 en el estadio Alfonso Henriques de Guimaraes, y volvió a vencer el Atlético de Madrid con un contundente 0-4. Gabi marcó un dudoso penalti cometido sobre Salvio en el minuto 2, dejando prácticamente sentenciada la eliminatoria justo al empezar el partido. En el minuto 18, Adrián ganó la espalda a la defensa recibiendo un pase entre líneas de Salvio, y batió con habilidad al portero, marcando el 0-2. La ventaja se antojaba insalvable, y el equipo portugués bajó los brazos. El Atlético se hizo con el control del partido, desplegando un magnífico juego, y como consecuencia de ello fueron llegando las ocasiones. Que la ventaja se ampliase era cuestión de tiempo, y finalmente sucedió en el minuto 60, cuando de nuevo Adrián cazó un rechace del portero y marcó el tercero. El cuarto y último llegó en el 81, cuando Salvio remató desde el segundo palo un gran centro de Silvio. De esta forma se daba por terminado el partido y la eliminatoria, pasando el Atlético de Madrid a la fase de grupos con contundencia y superioridad.
| 18 de agosto de 2011, 20:30 (CEST) | Atlético de Madrid    | 2:0 (0:0) | Vitória Sport Clube | Estadio Vicente Calderón, Madrid                                 |                                                                  |
|                                    | Elías 67' · Elías 73' | Reporte   |                     | Asistencia: 25.000 espectadores Árbitro(s): Clément Turpin (FRA) | Asistencia: 25.000 espectadores Árbitro(s): Clément Turpin (FRA) |

| 25 de agosto de 2011, 22:00 (CEST) | Vitória Sport Clube | 0:4 (0:2) | Atlético de Madrid                             | Estadio Dom Afonso Henriques, Guimaraes                          |                                                                  |
|                                    |                     | Reporte   | Gabi 2' · Adrián 18' · Adrián 60' · Salvio 81' | Asistencia: 20.000 espectadores Árbitro(s): Andre Marriner (ENG) | Asistencia: 20.000 espectadores Árbitro(s): Andre Marriner (ENG) |

##### Fase de grupos
Tras superar ambas rondas previas, el Atlético de Madrid entró en el sorteo de la fase de grupos como uno de los doce cabezas de serie. Los equipos que le tocaron en suerte fueron Udinese Calcio, Stade Rennais FC y FC Sion. Sin embargo, el Celtic de Glasgow presentó un recurso ante la UEFA por alineación indebida del Sion durante la eliminatoria de play-offs que los había dejado fuera. El recurso fue aceptado, y el Celtic ocupó su plaza en el grupo.
La primera jornada se jugó el 15 de septiembre en el Vicente Calderón contra el Celtic de Glasgow, ganándole por 2-0. El primer gol lo marcó Falcao nada más comenzar el partido, en el minuto 3, cabeceando de forma imponente un córner botado por Diego. El segundo, en el minuto 68, fue marcado por el propio brasileño. Arda Turan condujo hasta la línea de fondo, vio a su compañero y puso un pase atrás que Diego remató desde la frontal del área pequeña. Este resultado ponía al Atlético líder de grupo por golaverage, ya que, a pesar de que el Udinese también había vencido al Rennes, los había hecho con un resultado de 2-1.
La segunda jornada se disputó el 29 de septiembre en el Stade de la Route de Lorient, contra el Stade Rennais, con resultado de 1-1. En el minuto 56, un disparo muy lejano de Montaño rebotó en Domínguez y trazó una parábola para colarse por el lateral de la portería. El empate lo marcó Juanfran en el minuto 87, tras una jugada de estrategia en un córner. El resultado no dejó contentos a ninguno de los dos equipos, pero sirvió al Atlético para continuar líder, ya que Udinese y Celtic habían empatado en el otro partido del grupo, por 1-1. De esta manera, la clasificación no se alteró y el Atlético fue primero por el golaverage general una jornada más.
La tercera jornada se jugó el 20 de octubre de 2011, contra el Udinese, en el Stadio Friuli de Udine. El Atlético perdió por 2-0 a pesar de haber dominado el encuentro por completo, haber tenido más ocasiones y haber desplegado mejor juego. El Udinese fue un equipo romo y defensivo, encerrado en su área, que marcó dos goles al final para provocar un resultado frustante, por lo injusto, para los atléticos. En el minuto 88, un saque lateral de una falta fue rematado impunemente por Fabbrini desde la frontal. El remate fue malo y flojo, pero se coló botando en el área y la cazó Benatia que, solo ante el portero, le pegó de mala manera y consiguió meterla a trancas y barrancas ante la pasividad de Courtois. En el minuto 93, con el Atlético completamente volcado al ataque, Floro Flores culminó un contragolpe del Udinese para hacer el 2-0. Este resultado fue un jarro de agua fría, por las expectativas creadas a lo largo del encuentro, en el que el Atlético había sido muy superior, y también por la falta de gol, que ya se prolongaba tres partidos consecutivos. Con esta derrota, el Atlético perdía el liderato en favor del Udinese, que se colocaba primero con siete puntos. Los colchoneros mantenían su clasificación para dieciseisavos, segundos con cuatro puntos, a solo dos de Rennes y Celtic, que habían empatado en Francia.
La cuarta jornada se jugó el 3 de noviembre de 2011 en el estadio Vicente Calderón, contra el Udinese, y el Atlético venció por un contundente 4-0. El primer gol lo marcó Adrián en el minuto 7, con un potente derechazo tras entrar por la banda izquierda. El segundo lo marcó de nuevo Adrián cuatro minutos después, rematando de cabeza de forma perfecta un centro de Arda Turan desde la izquierda. El tercero llegó en el minuto 36, tras una preciosa jugada de toque que terminó rematando Diego. Fue una de las jugadas colectivas más estéticas y mejor ejecutadas que se habían visto en el Calderón en años. El cuarto y último gol fue obra de Falcao en el 67, que supo aguantar el balón ante la defensa, encontrar el hueco y batir al portero, rompiendo así su sequía goleadora. Con este resultado, el Atlético volvía a ser líder con 7 puntos, los mismos que el Udinese, segundo clasificado por el goalaverage particular entre ambos equipos. En el otro partido del grupo, el Celtic había ganado al Rennes y se situaba tercero con cinco puntos, y los franceses eran colistas con dos.
En la quinta jornada, disputada el 30 de noviembre de 2011 en el Celtic Park, el Atlético venció por 0-1 al Celtic de Glasgow. En el minuto 30, Arda Turan cazó en la frontal un despeje tras el saque de un córner y la empalmó con fuerza entre una maraña de jugadores. El portero llegó a tocarla pero finalmente entró en la portería, proporcionándole la victoria al Atlético. Este resultado, unido al empate del Udinese frente al Stade Rennais, lo mantenía líder en solitario con diez puntos y garantizaba matemáticamente su pase a octavos de final. El Udinese, segundo clasificado con ocho puntos, se jugaría la clasificación con el Celtic, tercero, que sumaba cinco. El Stade Rennais estaba definitivamente eliminado de la competición con solo tres puntos.
La sexta jornada, y última, se jugó el 15 de diciembre de 2011 en el estadio Vicente Calderón, y el Atlético derrotó al Rennes por 3-1. En el minuto 38, Falcao transformó un penalti cometido sobre Adrián, adelantando al Atlético en el marcador. En el minuto 42, en una falta mandada al área por Diego, Domínguez se elevó por encima de todos y, de cabeza, marcó el segundo gol. En el 79, tras una gran combinación de todo el equipo para llevar el balón a las inmediaciones de la portería contraria, Arda Turan robó un balón a la defensa dentro del área y marcó el tercero con un disparo espectacular. Por último, en el minuto 86, Mandjeck remató totalmente solo un córner, haciendo el único gol visitante. Esta victoria, unida al empate a uno entre Celtic y Udinese, dejaba al Atlético líder de grupo con 13 puntos, al Udinese segundo clasificado con 9, al Celtic tercero con 6 puntos, y al Rennes último clasificado con solo 3 puntos.
| Equipo           | Pts | PJ | PG | PE | PP | GF | GC | Dif |
| ---------------- | --- | -- | -- | -- | -- | -- | -- | --- |
| Atlético Madrid  | 13  | 6  | 4  | 1  | 1  | 11 | 4  | 7   |
| Udinese Calcio   | 9   | 6  | 2  | 3  | 1  | 6  | 7  | -1  |
| Celtic Glasgow   | 6   | 6  | 1  | 3  | 2  | 6  | 7  | -1  |
| Stade Rennais FC | 3   | 6  | 0  | 3  | 3  | 5  | 10 | -5  |

##### Dieciseisavos de final
El rival para los dieciseisavos de final fue la Società Sportiva Lazio, segundo clasificado del grupo D.
El partido de ida se jugó el 16 de febrero de 2012 en el estadio Olímpico di Roma. El Atlético venció por 1-3. El primer gol lo marcó Klose en el minuto 19, aprovechando un mal despeje de Courtois, y adelantando así a los italianos. Adrián devolvió las tablas al marcador en el minuto 25, rematando en boca de gol un pase de cabeza de Falcao, que venía de un sensacional centro de Juanfran desde la línea de fondo. Antes del descanso, en el minuto 37, Falcao marcó el segundo gol atlético. Adrián dio un precioso pase de tacón a Diego, que la controló de forma magistral con el pecho pero se equivocó al intentar disparar, con la fortuna de que su error resultó en un pase a Falcao que remachó en el segundo palo. El tercer gol visitante, también obra de Falcao, llegó en el minuto 62, rematado de nuevo en el segundo palo una sensacional asistencia de Adrián. Este resultado, con victoria y tres goles fuera de casa, dejaba muy encarrilado el pase a octavos de final.
El partido de vuelta se jugó el 23 de febrero de 2012 en el estadio Vicente Calderón, con victoria del Atlético por 1-0. El único gol fue obra de Godín en el minuto 47, con un remate cruzado de cabeza a la salida de un córner. A pesar de lo escaso del marcador, el Atlético dominó el partido en todo momento, encerró al equipo rival, marcó los tiempos del encuentro y jamás fue incomodado por los italianos, que se mostraron rendidos y apáticos. Con esta sencilla victoria solventaba la primera eliminatoria.
| 16 de febrero de 2012, 19:00 (CEST) | Società Sportiva Lazio | 1:3 (1:2) | Atlético de Madrid                   | Stadio Olimpico di Roma, Roma                                    |                                                                  |
|                                     | Klose 19'              | Reporte   | Adrián 25' · Falcao 37' · Falcao 62' | Asistencia: 50.000 espectadores Árbitro(s): Pavel Kralovec (CZE) | Asistencia: 50.000 espectadores Árbitro(s): Pavel Kralovec (CZE) |

| 23 de febrero de 2012, 21:05 (CEST) | Atlético de Madrid | 1:0 (0:0) | Società Sportiva Lazio | Estadio Vicente Calderón, Madrid                                  |                                                                   |
|                                     | Godín 47'          | Reporte   |                        | Asistencia: 30.000 espectadores Árbitro(s): Martin Atkinson (ENG) | Asistencia: 30.000 espectadores Árbitro(s): Martin Atkinson (ENG) |

##### Octavos de final
El rival para octavos de final fue el Beşiktaş, que venía de eliminar al Braga en dieciseisavos.
El partido de ida se jugó el 8 de marzo de 2012 en el estadio Vicente Calderón, con victoria del Atlético por 3-1. El primer gol lo marcó Salvio en el minuto 24, que recibió un balón largo mientras corría la banda derecha, con un excelente control lo dejó pinchado, se deshizo de un defensa y, en el mano a mano con el portero, consiguió batirlo a pesar de que el guardamenta alcanzó a rozar el balón con la punta de los dedos. El segundo gol, también de Salvio, llegó en el minuto 27. Un excelente pase de Koke a la espalda de la defensa dejó al argentino solo ante el portero, acompañado por Falcao. Finalmente decidió definir él mismo y, con una excelente vaselina, marcó el segundo. En el 36, Adrián culminó la goleada con un tanto espectacular. Robó un balón en el centro del campo, se plantó en la frontal del área y allí, al no ver a ningún compañero desmarcado, encaró a tres defensas y, con un increíble cambio de ritmo, se deshizo de los tres y se plantó frente al portero, al que batió con un gran disparo que se estrelló en el larguero antes de entrar en la portería. El gol del Besiktas lo hizo Simao en el minuto 53, con una sensacional volea desde la frontal del área que se metió por la escuadra. A pesar del gol visitante, las sensaciones habían sido de un Atlético muy superior, y la eliminatoria quedaba muy encarrilada con este resultado.
El partido de vuelta se jugó el 15 de marzo de 2012 en el estadio BJK İnönü de Estambul, con victoria por 0-3 para el equipo colchonero. El primer gol lo marcó Adrián en el minuto 24, tras un gran pase de Arda Turan que no pudo definir él mismo porque el balón se le quedó atrás en un control. El segundo, de Falcao, vino en el minuto 83. Un centro de Juanfran golpeó en la pierna de un defensor y salió bombeado hacia arriba, fácil para el portero, que se confió y no vio llegar al colombiano como un obús, cabeceando la pelota e introduciéndola en la portería. El tercer y último gol fue obra de Salvio en el minuto 94, en otro gran fallo del portero que no fue capaz de cubrir su palo en el mano a mano. Con esta contundente victoria, el Atlético dejaba más que certificado su pase a cuartos de final.
| 8 de marzo de 2012, 19:00 (CEST) | Atlético de Madrid                   | 3:1 (3:0) | Beşiktaş  | Estadio Vicente Calderón, Madrid                                 |                                                                  |
|                                  | Salvio 24' · Salvio 27' · Adrián 36' | Reporte   | Simao 53' | Asistencia: 25.000 espectadores Árbitro(s): Jonas Eriksson (SWE) | Asistencia: 25.000 espectadores Árbitro(s): Jonas Eriksson (SWE) |

| 17 de marzo de 2012, 21:05 (CEST) | Beşiktaş | 0:3 (0:1) | Atlético de Madrid                   | Estadio BJK İnönü, Estambul                                         |                                                                     |
|                                   |          | Reporte   | Adrián 24' · Falcao 83' · Salvio 94' | Asistencia: 30.000 espectadores Árbitro(s): Paolo Tagliavento (ITA) | Asistencia: 30.000 espectadores Árbitro(s): Paolo Tagliavento (ITA) |

##### Cuartos de final
En la eliminatoria de cuartos de final, el Atlético se enfrentó al equipo alemán Hannover 96, que venía de eliminar al Standard de Lieja y al Club Brujas.
El partido de ida se jugó el 29 de marzo de 2012 en el estadio Vicente Calderón, con victoria del Atlético por 2-1. El primer gol lo marcó Falcao en el minuto 9, cabeceando dentro del área un saque de falta. En el 38 empató Diouf que, venciendo por velocidad a Miranda, consiguió rematar en la frontal del área pequeña un centro raso desde la derecha. Cuando ya parecía que el empate iba a ser el resultado definitivo, en el minuto 89, Salvio recortó ante dos contrarios y, desde la frontal del área, sacó un tremendo disparo que se coló por la escuadra izquierda, consiguiendo la victoria para los atléticos. Aun así, el gol visitante hacía que la eliminatoria aún estuviese muy abierta para la vuelta.
El partido de vuelta se jugó el 5 de abril de 2012 en el Hannover Arena, con de nuevo una victoria atlética por 1-2. El primer gol vino en el minuto 63, obra de Adrián que, tras un gran desmarque, recibe cerca del área, dribla al portero y, con una tremenda sangre fría, regatea a varios defensas y busca el hueco para asegurar el gol. Un tremendo error defensivo del Atlético permitió a Diouf empatar en el minuto 81, controlando un balón con el pecho dentro del área y mandando una volea pegada al palo. Sin embargo, en el 87, una exquisita jugada de combinación entre Adrián y Diego finalizó con una potente volea de Falcao, que ponía el 1-2 y finiquitaba la eliminatoria. El Atlético estaba en semifinales.
| 29 de marzo de 2012, 21:05 (CEST) | Atlético de Madrid     | 2:1 (1:1) | Hannover 96 | Estadio Vicente Calderón, Madrid                                  |                                                                   |
|                                   | Falcao 9' · Salvio 89' | Reporte   | Diouf 38'   | Asistencia: 35.000 espectadores Árbitro(s): Stephane Lannoy (FRA) | Asistencia: 35.000 espectadores Árbitro(s): Stephane Lannoy (FRA) |

| 5 de abril de 2012, 21:05 (CEST) | Hannover 96 | 1:2 (0:0) | Atlético de Madrid      | Hannover Arena, Hannover                                           |                                                                    |
|                                  | Diouf 81'   | Reporte   | Adrián 63' · Falcao 87' | Asistencia: 50.000 espectadores Árbitro(s): Mark Clattenburg (ENG) | Asistencia: 50.000 espectadores Árbitro(s): Mark Clattenburg (ENG) |

##### Semifinal
El rival para la semifinal fue el Valencia CF, que venía de eliminar al Trabzonspor, PSV Eindhoven y AZ Alkmaar.
El partido de ida se jugó en el estadio Vicente Calderón el 19 de abril de 2012, con victoria del Atlético por 4-2. En el minuto 18, un centro desde la línea de fondo se estrelló en la defensa valencianista, elevándose lo justo para caer en la cabeza de Falcao, que con un potente testarazo marcó el primer gol del Atlético. El partido estaba siendo un asedio rojiblanco sin embargo, en el descuento de la primera mitad, justo antes del descanso, Jonas consiguió rematar en el segundo palo un saque de córner, reestableciendo el empate. Sin embargo, justo en la reanudación, en el minuto 48, Miranda cabeceó un saque de falta para volver a poner a los locales por delante. A partir de aquel momento, el partido fue un monólogo rojiblanco y el Valencia bajó definitivamente los brazos. Y así fueron cayendo los goles. El tercero, en el 53, fue una delicia de Adrián que, tras ganar en carrera a toda la defensa, con un asombroso cambio de ritmo, define cruzado pegadita al palo. Y el cuarto, de nuevo Falcao, en el minuto 77, corre hacia el portero en busca del mano a mano pero, cuando la defensa se le echa encima, recorta, se va hacia dentro y, desde la frontal lanza un poderosísimo disparo que se estrella en la escuadra antes de entrar en la portería. Magnífico gol y magnífico partido del Atlético, que pudo dejar la eliminatoria prácticamente resuelta de no ser porque, en el último minuto del descuento, Ricardo Costa cabecea fuera de tiempo un córner que nunca debió sacarse y marca el definitivo 4-2.
El partido de vuelta se jugó en Mestalla el 26 de abril de 2012, con victoria para el Atlético por 0-1. El gol lo marcó Adrián en el minuto 60, que, tras recibir un pase a la derecha del área, dejó botar el balón y empalmó una poderosísima derecha que se coló por la escuadra contraria. Con este gol, la eliminatoria quedaba prácticamente sentenciada, y el Atlético consiguió la victoria y el pase a la final.
| 19 de abril de 2012, 21:05 (CEST) | Atlético de Madrid                        | 4:2 (1:1) | Valencia CF                       | Estadio Vicente Calderón, Madrid                                           |                                                                            |
|                                   | Falcao 18' 77' · Miranda 48' · Adrián 53' | Reporte   | Jonas 45+2' · Ricardo Costa 90+4' | Asistencia: 50.000 espectadores Árbitro(s): Craig Alexander Thompson (ENG) | Asistencia: 50.000 espectadores Árbitro(s): Craig Alexander Thompson (ENG) |

| 26 de abril de 2012, 21:05 (CEST) | Valencia CF | 0:1 (0:0) | Atlético de Madrid | Mestalla, Valencia                                              |                                                                 |
|                                   |             | Reporte   | Adrián 60'         | Asistencia: 45.000 espectadores Árbitro(s): Damir Skomina (SVN) | Asistencia: 45.000 espectadores Árbitro(s): Damir Skomina (SVN) |

##### Final
El rival para la final fue el Athletic Club, que venía de eliminar a Lokomotiv Moscú, Manchester United, Schalke 04 y Sporting de Portugal.
El partido se jugó el 9 de mayo de 2012 en el Arena Națională de Bucarest, con victoria del Atlético por 3-0. El primer gol, en el minuto 7, fue una maravilla de Falcao, que en la esquina del área se deshizo de su marcador con un eléctrico recorte y mando un suave disparo con rosca a la escuadra contraria. En el minuto 34, de nuevo Falcao, recibe un balón en la frontal del área pequeña, la pisa, se la acomoda a la pierna izquierda y de un tremendo trallazo la manda al fondo de la red, marcando el 2-0. Y cuando ya corrían los minutos finales del partido, en el 85, el colofón de Diego, que con un magnífico cambio de ritmo se queda solo ante el portero y define cruzado al segundo palo, marcando el tercer gol de la noche. 3-0, y tercer título europeo en dos años.
| 9 de mayo de 2012, 20:45 (CEST) | Atlético de Madrid        | 3:0 (2:0) | Athletic Club | Arena Națională, Bucarest                                        |                                                                  |
|                                 | Falcao 7' 34' · Diego 85' | Reporte   |               | Asistencia: 52.347 espectadores Árbitro(s): Wolfgang Stark (GER) | Asistencia: 52.347 espectadores Árbitro(s): Wolfgang Stark (GER) |

#### Copa del Rey
En la temporada 2011 / 2012 se hizo un tremendo ridículo en la Copa del Rey, siendo eliminados en primera ronda por un equipo de Segunda B, y saliendo derrotados en ambos partidos.
El rival en deciseisavos de final de la Copa del Rey fue el Albacete Balompié, equipo de Segunda División B.
El partido de ida se jugó el 8 de diciembre de 2011 en el estadio Carlos Belmonte, y el Atlético perdió por 2-1. En el minuto 31, un balón dentro del área golpeó el brazo de Domínguez y el árbitro señaló penalti. Calle fue el encargado de transformarlo. En el 48, Miguel Núñez derribó a Juanfran dentro del área, y el árbitro señaló penalti y expulsión. Adrián fue el lanzador del penalti, y lo mandó por encima del larguero. Solo 12 minutos después, Domínguez detenía con falta a Calle antes de que se quedase solo frente a Asenjo y, al ser el último hombre, veía la tarjeta roja. En el correspondiente lanzamiento de la falta, Zurdo marcó el segundo gol local. En el minuto 70, Adrián se aprovechaba de un tremendo error de la defensa para reducir la distancia en el marcador y facilitar la tarea en el partido de vuelta.
El partido de vuelta se jugó el 21 de diciembre de 2011 en el estadio Vicente Calderón, y el Atlético volvió a perder, esta vez por 0-1. El único gol lo marcó Víctor Curto en el minuto 1 de partido, rematando en la frontal un centro desde la derecha tras una pérdida absurda del balón por parte del Atlético en el centro del campo. La eliminación supuso un duro golpe para la afición colchonera y el despido del entrenador, Gregorio Manzano.
| 8 de diciembre de 2011, 20:00 (CEST) | Albacete Balompié     | 2:1 (1:0) | Atlético de Madrid | Estadio Carlos Belmonte, Albacete                                                      |                                                                                        |
|                                      | Calle 31' · Zurdo 62' | Reporte   | Adrián 70'         | Asistencia: 13.000 espectadores Árbitro(s): José Antonio Teixeira Vitienes (Cantabria) | Asistencia: 13.000 espectadores Árbitro(s): José Antonio Teixeira Vitienes (Cantabria) |

| 21 de diciembre de 2011, 20:00 (CEST) | Atlético de Madrid | 0:1     | Albacete Balompié | Estadio Vicente Calderón, Madrid                                                        |                                                                                         |
|                                       |                    | Reporte | Víctor Curto 1'   | Asistencia: 15.000 espectadores Árbitro(s): Alfonso Javier Álvarez Izquierdo (Cataluña) | Asistencia: 15.000 espectadores Árbitro(s): Alfonso Javier Álvarez Izquierdo (Cataluña) |

#### Campeonato Nacional de Liga
El campeonato nacional de liga de Primera División estaba previsto para comenzar el día 20 de agosto. Sin embargo, una huelga de futbolistas convocada por la AFE obligó a aplazar la primera jornada hasta el día 21 de enero.
La segunda jornada se jugó el 28 de agosto de 2011 en el Vicente Calderón contra el Osasuna, y el resultado fue de empate a cero. Los locales fueron claramente superiores a su rival durante todo el encuentro y gozaron de numerosas ocasiones, pero echaron de menos a un delantero referencia que transformase el peligro en goles. Al final, su falta de pegada los castigó perdiendo los dos primeros puntos de la temporada en casa. Tras este resultado, el Atlético empezó la Liga como decimotercero con solo un punto.
La tercera jornada de liga enfrentó al Valencia y al Atlético en Mestalla, con victoria por 0-1 del conjunto ché. El único gol lo marcó Soldado en el minuto 52, cabeceando a la escuadra un gran centro desde la derecha. Durante la primera mitad, el Valencia fue superior aunque el Atlético creó algunas ocasiones. Al principio de la segunda parte comenzó dominando el Atlético, aunque el gol valencianista les dio algunos minutos de empuje. Con la entrada en el campo de Arda Turan y Diego, el partido paso a jugarse prácticamente todo el tiempo en el área del Valencia. Las ocasiones se sucedían pero, a pesar de encontrarse Falcao en el campo, el Atlético no llegó a encontrar el gol. Este resultado lo dejaba como decimoquinto clasificado, con solo un punto en su casillero, y a 5 puntos del Valencia, que se colocaba segundo clasificado empatado a puntos con el líder, el Madrid, y el tercero, el Betis.
En la cuarta jornada, el Atlético recibió en su estadio al Racing de Santander, al que venció por un contundente 4-0. El primer gol fue de Falcao, que se estrenó como goleador en Liga rematando un pase atrás de Reyes dentro del área en el minuto 23. En el 35, Diego fue derribado dentro del área, y el colombiano fue el encargado de transformar el penalti con una paradinha en el lanzamiento. Y por último, en el minuto 55, completó su hat trick picando el balón a la salida del portero, tras recibir una sensacional asistencia de Arda Turan. Fue el propio turco el que, en el minuto 79, puso un balón perfecto a la cabeza de Adrián para que, con un remate pegadito al palo, marcase el cuarto gol de la tarde. Además del amplio marcador, el Atlético dio un recital de juego y ambición, confirmando las sensaciones que había dejado unos días antes en su victoria frente al Celtic de Glasgow. La victoria lo aupó hasta la novena posición con 4 puntos, a dos del Málaga que ocupaba la sexta plaza, a tres del Sevilla que se situaba cuarto, y a cinco del Valencia, líder.
En la quinta jornada visitó el Vicente Calderón el Sporting de Gijón, que perdió por el mismo resultado de la jornada anterior: 4-0. En el minuto 27, tras un saque de esquina, Falcao remata muy forzado en el segundo palo y Lora, al tratar de despejar, introduce el propia puerta el primer gol del partido. En el 68, de nuevo tras un córner, Domínguez cabeceó desde atrás el segundo gol, que celebró con un gesto muy representativo del Calderón: el arquero. Una celebración que inventó Kiko Narváez y que continuó Fernando Torres. En el minuto 72, Falcao luchó en el área un balón con un defensa, lo consiguió con algo de fortuna y, tras un recorte, marcó el 3-0. El definitivo 4-0 también fue obra del colombiano, en el minuto 80, cabeceando a la escuadra un centro desde la derecha. Estos tres puntos le hicieron trepar un puesto más, colocándose octavo con 7 puntos, empatado a puntos con el Real Madrid que se encontraba justo por encima debido al golaverage, a uno de Levante, Sevilla y Barcelona (sexto, quinto y cuarto respectivamente), dos del Málaga, tres del Valencia y cinco del Betis, que se aupaba al liderato en solitario.
La sexta jornada, jugada el 24 de septiembre, el Atlético perdió contra el Barcelona en el Camp Nou con una escandalosa goleada: 5-0. El primer gol lo marcó Villa en el minuto 9, tras un fallo defensivo de Perea y recortar con facilidad a Miranda. En el minuto 15, el propio Miranda empujó a propia puerta un rechace a disparo de Messi. En el minuto 26, de nuevo Messi regateó con una facilidad pasmosa a toda la defensa del Atlético y marcó el tercero por el palo derecho. El cuarto fue de nuevo del argentino, en el minuto 78, de nuevo tras dejar atrás a la defensa y esta vez por el palo largo. En el quinto gol, Messi completó un triplete, ganándole la espalda a la defensa con una pared y colando el balón bajo las piernas de Courtois. Esta derrota no supuso ninguna bajada en la clasificación, aunque sí se distanciaron un poco los equipos que le antecedían. Valencia, Málaga y Real Madrid, séptimo, sexto y quinto respectivamente, se encontraban a tres puntos. Sevilla, Levante y Barcelona, ocupando la cuarta, tercera y segunda posición, se distanciaban cuatro puntos. Y el Betis, líder por segunda jornada consecutiva, seguía a cinco puntos.
El 2 de octubre se disputó la séptima jornada, en la que el Sevilla visitó el Calderón y se llevó un punto. El resultado final fue de empate a cero. El Atlético tuvo el control del partido y más ocasiones claras, pero le falló la puntería. En cuanto al Sevilla, trató de impedir que se jugase al fútbol en todo momento, y también tuvo sus ocasiones a la contra. Una jornada más, el Atlético era octavo clasificado, con 8 puntos. A cuatro se encontraban Sevilla y Betis, sexto y séptimo respectivamente. A cinco, Real Madrid, Málaga y Valencia, que ocupaban la tercera, cuarta y quinta plaza. Barcelona y Levante, colíderes, se encontraban a seis puntos de distancia. El Atlético necesitaba encadenar varios resultados positivos para no descolgarse de la zona de arriba.
En la octava jornada, disputada el 15 de octubre tras una semana de parón por partidos de selecciones, el Atlético empató a cero con el Granada en el Nuevo Los Cármenes. La ausencia o falta de forma física de varios de sus jugadores internacionales tuvo algo que ver, pero tras aquel nuevo mal resultado saltaron las primeras voces críticas con el entrenador. Se decía que el equipo de Manzano exhibía el mismo juego aburrido y cobarde que sus antecesores, y desde la prensa se trataba de vender que el juego era óptimo, pero solo fallaba el gol. El Atlético seguía octavo clasificado con 9 puntos, pero la sexta plaza, ocupada por el Málaga, se alejaba aún a 4 puntos. El Sevilla, cuarto clasificado, se encontraba a 6, y los líderes, Levante y Barcelona, ponían ya ocho puntos de por medio. Las jornadas seguían avanzando y el equipo no terminaba de arrancar.
La novena jornada se jugó el 23 de octubre de 2011 en el Vicente Calderón, y se empató a 1 frente al Mallorca. El primer gol llegó en el minuto 2, cuando una mano pegada al cuerpo, totalmente involuntaria, de Silvio, fue interpretada como penalti por el árbitro. El tanto lo transformó Hemed, adelantando a su equipo. En el 43, Ramis empujó por detrás a Falcao dentro del área, y el propio colombiano se encargó de transformar la pena máxima. Este empate suponía una nueva decepción para los rojiblancos, que descendían a la novena posición con diez puntos, a tres del Málaga, sexto, seis del Sevilla, cuarto, y diez del Levante, sorprendente líder de la clasificación.
La décima jornada, disputada el 27 de octubre en partido intersemanal, enfrentó a Atlético de Madrid y Athletic Club en San Mamés, con victoria de los locales por 3-0. El primer gol lo marcó Llorente en el minuto 68, con un disparo desde dentro del área que rebotó en un defensa y entró lentamente en la portería mientras Courtois, que ya se había lanzado hacia un lado con el disparo, trataba impotente de llegar a la pelota desde el suelo. El segundo llegó a los tres minutos, también de Llorente. En un contragolpe, un buen centro desde la derecha fue cabeceado por el delantero a la cepa del palo. Y el tercero fue de Toquero en el minuto 75, que cabeceó sin oposición un saque de falta desde la esquina izquierda del área. El Atlético, que continuaba con 10 puntos, descendió hasta la duodécima posición. La sexta plaza la ocupaba el RCD Español a cinco puntos de distancia, la cuarta el Valencia con ocho de ventaja, y el liderato, que seguía perteneciendo a un sorprendente Levante, se alejaba ya a trece puntos.
Por fin, en la undécima jornada, llegó una victoria. El 30 de octubre en el Vicente Calderón, el Atlético venció 3-1 al Zaragoza. El primer gol lo marcó Adrián en el minuto 18, cabeceando completamente solo y hacia la escuadra un buen centro de Arda Turan. El segundo lo marcó Domínguez en el 30, otra vez de cabeza, empujando en línea de gol un balón que venía de un saque de falta y que Godín había evitado que saliese por línea de fondo. Adrián completó la goleada en el 74, cuando Filipe Luis, después de una gran jugada personal, se internó en el área y le puso un pase atrás perfecto para rematar a puerta. El único gol del Zaragoza lo marcó Postiga en el minuto 78, cabeceando sin oposición un saque de esquina. Este resultado hizo trepar un par de puestos al Atlético, colocándose décimo con trece puntos, a tres del Málaga que ocupaba la sexta posición, y todavía muy lejos del objetivo, la cuarta plaza, que ocupaba el Valencia con ocho puntos más. Tras la derrota del Levante, el líder había pasado a ser el Real Madrid, a doce puntos de distancia.
En la duodécima jornada se volvió a perder, esta vez 3-2 contra el Getafe en el Coliseum Alfonso Pérez. A la media hora, se pitaba penalti en contra del Getafe y expulsión de Lopo. Falcao transformó el penalti y todo parecía que iba a ir de cara para el Atlético, que se encontraba por encima en el marcador y con un hombre más. Sin embargo, en el minuto 40, Abdel devolvía las tablas al marcador con un sensacional lanzamiento de falta desde la frontal. La remontada la culminó Míchel nada más comenzar la segunda mitad, en el minuto 48, de nuevo a balón parado. Cabeceó a la escuadra una falta lateral y puso el 2-1 en el marcador. Fue entonces cuando el Atlético despertó, quizás demasiado tarde. Empezó a acosar la meta getafense y, en el minuto 80, un disparo de Domínguez desde fuera del área rebotaba en un defensa y entraba en la portería. Parecía que aún quedaba algo de margen para remontar pero, dos minutos después, el árbitro se inventaba un penalti en el área del Atlético. Diego Castro fue el encargado de transformarlo y adelantar definitivamente al Getafe. Con esta nueva derrota el Atlético bajaba a la segunda mitad de la tabla, al undécimo puesto, con trece puntos. La sexta plaza la ocupaba el Málaga con diecisiete puntos, la cuarta el Levante con veintitrés, y la primera el Real Madrid con veintiocho puntos.
El fin de semana del 12 y 13 de noviembre no hubo jornada de Liga debido a los compromisos de la Selección, pero disputó un partido amistoso en Egipto contra el Zamalek con motivo de su aniversario. A pesar de la poca trascendencia del partido, hubo un gran ambiente en las gradas, incluso con bengalas. El Atlético ganó por 4-1. El primer gol lo marcó Salvio en el minuto 8, rematando en el primer palo un centro desde la derecha de Pizzi. De nuevo Salvio marcó el segundo en el 11. Un fallo defensivo del Zamalek dejó a Pizzi encarándose con el portero, el disparo del portugués tocó ligeramente en la mano del guardameta y llegó hasta Salvio, que no tuvo que hacer nada. El balón rebotó en su cadera y entró en la portería. Una falta de Pulido sobre Shikabala fuera del área fue pitada como penalti por el árbitro, y Mido lo transformó en gol en el minuto 23. Sin embargo, el encuentro siguió su curso y, en el 51, Diego marcó el tercero. A pesar de los láseres apuntando a su cara desde el público, el brasileño disparó en un saque de falta y metió el balón pegadito al palo. En el minuto 75, de nuevo Diego culmió la goleada. Una vaselina de Salvio rebotó en el larguero y Diego estuvo atento para cazar el rechace e introducirlo en la portería.
La decimotercera jornada se disputó el 20 de noviembre de 2011 en el Vicente Calderón, y el Atlético venció al Levante por 3-2. El primer gol del partido no llegó hasta el minuto 68, cuando un contragolpe excelentemente comandado por Reyes terminó con una asistencia del utrerano a Pizzi que, solo ante el portero, la metió entre las piernas del meta y marcó el primer gol rojiblanco. Tres minutos después, en un saque lateral de falta, un fallo en cadena de la defensa dejó solo a Xavi Torres dentro del área con el balón, y disparó al segundo palo para devolver la igualada al marcador. Sin embargo, solo tuvieron que pasar otros tres minutos para que de nuevo el Atlético se adelantara por medio de Adrián, que cabeceó sin oposición un centro medido de Arda Turan. La tranquilidad la puso Diego en el minuto 82, aprovechándose de un fallo de la defensa levantina para, desde el suelo, rematar a puerta y marcar el tercero. El gol de Rubén, en el minuto 92 tras culminar un contragolpe, se quedó en mera anécdota y solo sirvió para maquilla el resultado. Con esta victoria, el Atlético sumaba 16 puntos y ascendía a la novena posición en la tabla. La sexta plaza la ocupaba el Sevilla con 18 puntos, la cuarta el Levante con 23, y el líder seguía siendo el Real Madrid con 31 puntos.
En la decimocuarta jornada se disputó el derbi madrileño, que enfrentaba al Real Madrid y al Atlético en el Santiago Bernabéu. Los blancos se impusieron por 4-1. En el minuto 14, tras una genial jugada colectiva, Adrián arrancó desde la banda derecha, intentó la pared con Diego, el brasileño asistió a Salvio y este la dejó de tacón para que de nuevo Adrián se encarase con Casillas y marcase el único gol rojiblanco. Diez minutos después, Courtois derribó a Benzemá dentro del área, lo que le costó la expulsión. Cristiano Ronaldo lanzó el penalti y marcó el primer gol del Madrid. En segundo fue de Di María en el minuto 48, rematando una asistencia de Ronaldo mientras ni Filipe ni Domínguez llegaban a cubrirle. Higuaín marcó el tercero aprovechándose de un enorme fallo de Godín, y el propio central uruguayo derribó a Higuaín dentro del área mientras caía en el minuto 81, acto que el árbitro interpretó de nuevo como penalti y expulsión y que supuso el 4-1, marcado por Ronaldo. Esta derrota lo llevaba de nuevo a la décima posición con 16 puntos, a cinco del Sevilla, sexto, diez del Levante, cuarto, y 18 del líder, el Real Madrid.
En la decimoquinta jornada, tras vencer al Celtic en Glasgow entre semana y clasificarse para dieciseisavos de final, el Atlético volvió a la Liga con ánimos renovados, recibiendo en su estadio al Rayo Vallecano y venciéndolo por 3-1, resultado engañoso para los méritos de ambos equipos, ya que el Atlético jugó un fútbol simple y ramplón, mientras que el Rayo nunca le perdió la cara al encuentro. El primer gol lo marcó Gabi en el minuto 25, rematando con una preciosa vaselina un pase de Falcao. El segundo fue del propio Falcao en el minuto 74, de cabeza tras un magnífico recorte y centro de Diego desde el lateral del área. En el minuto 91, un centro de Gabi fue rematado por Salvio en el segundo palo, haciendo el 3-0. Y en el 93, Gabi marcó en propia puerta el gol del honor de los vallecanos, al rebotar en su pierna un centro desde la derecha. Este resultado los subía a la octava posición con 19 puntos, a cuatro del Málaga, sexto, todavía siete del Levante, cuarto, y dieciocho del todavía líder, el Real Madrid.
La decimosexta jornada llegó tras la derrota frente al Albacete en Copa del Rey, fue un partido contra el RCD Español en el estadio Cornellà El-Prat y se perdió por 4-2. El primer gol lo marcó Verdú en el minuto 5, con un potente disparo desde el centro del campo que pilló a Courtois adelantado. En el minuto 7, de nuevo Verdú consiguió sortear rivales hasta la frontal del área, donde disparó ajustado al palo y marcó el segundo gol perico. En el minuto 19, Romaric, tras una gran pared con Sergio García, marcó el tercero de disparo cruzado. En el minuto 32, Falcao cabeceó un centro de Salvio y el balón, tras estrellarse en las manos del portero, dibujó una pronunciada parábola y terminó entrando en la portería. En el minuto 54, Sergio García culminaba una contra internándose en el área y, tras un rebote afortunado, venció en el mano a mano con Courtois. En el minuto 82, Arda Turan cazó un rechace en la frontal e hizo el definitivo 4-2. Esta derrota los relegaba de nuevo al décimo puesto, a cinco puntos del sexto, el Málaga, a diez del cuarto, el Levante, y a dieciocho del líder, el Real Madrid.
En la decimoséptima jornada, tras la victoria contra el Rennes en Europa League que daba el pase a dieciseisavos como primeros de grupo, se jugó en el Vicente Calderón el partido contra el Betis, que se perdió por 0-2, consumándose así la primera derrota en casa de la temporada y confirmando la mala racha y la inminente destitución del técnico, Gregorio Manzano. El primer gol lo marcó Pozuelo en el minuto 54, de disparo cruzado tras recibir un gran pase desde la izquierda. El segundo, en el minuto 90, fue un gol de Roque Santa Cruz, que empujó su propio rechace tras estrellar un balón en el larguero. A pesar de la derrota, el Atlético se mantenía décimo con 19 puntos, a 5 del sexto, el Sevilla, 10 del cuarto, el Levante, y 21 del Real Madrid, líder.

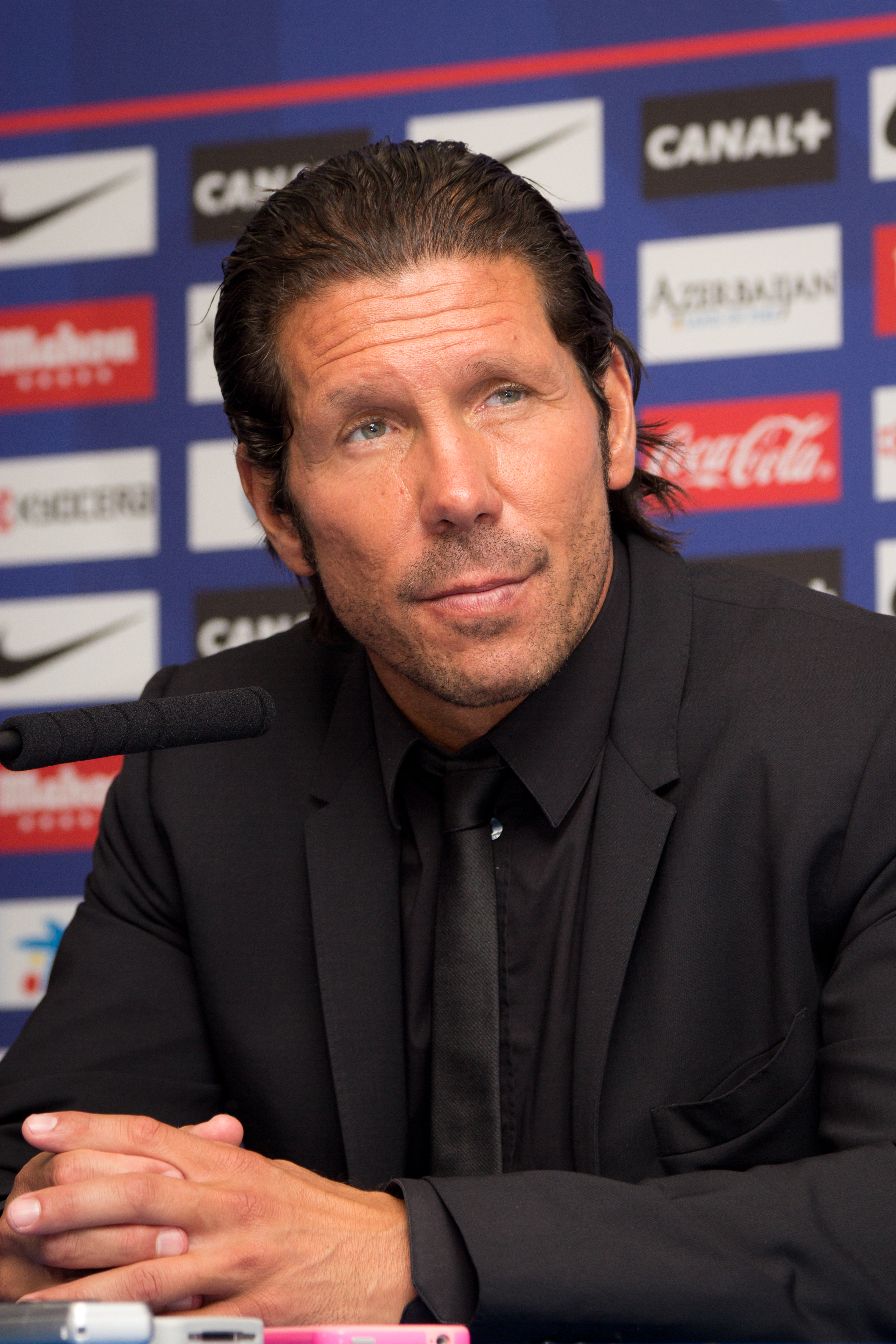
Diego Simeone se convirtió en entrenador del Atlético de Madrid en diciembre de 2011.

La decimoctava jornada fue la primera tras las vacaciones de Navidad. Venía precedida de la vergonzosa eliminación de Copa del Rey y la correspondiente destitución de Manzano. Supuso el debut del Cholo Simeone en el banquillo del Atlético, en Málaga, y el partido finalizó con un empate a cero. Este punto hizo al Atlético descender a la undécima posición, pero mantuvo la distancia con el quinto clasificado, el Málaga, a cinco puntos, y con el cuarto, el Levante, a diez. El Madrid, sin embargo, se alejaba a 23 puntos de distancia.
La decimonovena jornada se jugó el 15 de enero en el Vicente Calderón frente al Villarreal, con victoria por 3-0. En el minuto 39, tras un gran pase de Tiago hacia Adrián, que se encontraba por poco en fuera de juego, el asturiano asistió a Falcao, que se revolvió dentro del área para finalmente marcar el primer gol de los atléticos. El segundo, en el minuto 50, vino por una falta a Falcao fuera del área que el árbitro convirtió en penalti. El propio colombiano fue el encargado de transformarlo. Y, por último, en el minuto 79, Diego recibió un pase dentro del área, la bajó con maestría con el pecho, se la acomodó y fusiló la meta rival. Esta victoria devolvió al Atlético al décimo puesto con 23 puntos, a tres del sexto, el Osasuna, siete del todavía cuarto Levante y 23 del líder, el Real Madrid.
El 21 de enero se disputó el partido correspondiente a la primera jornada, que fue aplazado en agosto por la huelga de la AFE, y se venció a la Real Sociedad en Anoeta por 0-4. El primer gol lo metió Falcao de penalti, tras una mano dentro del área de Demidov en el minuto 3 de partido. En el 46, justo al empezar el segundo tiempo, una gran pared entre Juanfran y Falcao terminó con el lateral poniendo un gran balón en la cabeza de Adrián, que falló el primer remate pero cazó el rechace para marcar el segundo gol. En el minuto 82, un gran pase de Koke a la espalda de la defensa dejó a Falcao solo en carrera hacia el portero y, al verlo adelantado, el delantero colombiano se sacó una preciosa vaselina que hizo el 0-3. Por último, en el minuto 90, recién comenzado el tiempo de descuento, Falcao completó un triplete rematando una fenomenal asistencia de Koke dentro del área. Esta victoria posicionaba al Atlético octavo con 26 puntos, a un punto del sexto, el Osasuna, cinco del cuarto, el Levante, y 23 del todavía líder Real Madrid.
La vigésima jornada también se vio afectada por el cambio de calendario, ya que debió jugarse la semana que se jugó la primera, de forma que fue aplazada hasta el 3 de mayo.
La vigésimo primera jornada se jugó el 30 de enero en el estadio Reyno de Navarra, con victoria del Atlético frente al Osasuna por 0-1. El único gol lo marcó Godín en el minuto 39, tras un córner botado por Koke en el que hubo un barullo en el área, Falcao no acertó a empujarla y, finalmente, fue el uruguayo quien cazó el rechace. Esta victoria lo aupaba hasta la séptima posición con 29 puntos, empatado a puntos con el sexto clasificado, el Athletic de Bilbao, a dos del cuarto, el Levante, y a 23 del líder, el Real Madrid.
El 5 de febrero del 2012 se jugó la vigesimosegunda jornada, que enfrentó a Atlético y Valencia en el estadio Vicente Calderón y finalizó con resultado de empate a cero. Los rojiblancos fueron superiores en todo momento, teniendo la posesión del balón y llevando el ritmo del partido, pero no fueron capaces de generar muchas ocasiones debido a la ordenada defensa del Valencia, que aguantó el empate prácticamente desde el primer minuto. Este punto mantenía al Atlético séptimo con 30 puntos, empatado con el sexto, el Athletic, a dos del quinto y el cuarto, RCD Español y Levante respectivamente, y a 25 del líder, el Real Madrid.
La vigésimotercera jornada se jugó el 11 de febrero de 2012, en el Sardinero, contra el Racing de Santander, y de nuevo se cosechó un empate a cero. Esta vez, el Atlético sí dispuso de numerosas ocasiones, con hasta ocho disparos a puerta y dos al palo, pero Toño, el portero del Racing, hizo un magnífico partido parándolo absolutamente todo. Con lo que, una semana más, el dominio de los rojiblancos seguía sin traducirse en victoria. El empate lo aupó a la sexta posición, ocupando puestos europeos por primera vez en toda la temporada, a un punto de quinto y cuarto, RCD Español y Levante respectivamente, y 27 del Real Madrid, líder.
El 19 de febrero de 2012, en El Molinón, el Atlético disputó la vigésimo cuarta jornada empatando a 1 con el Sporting de Gijón. En el minuto 20, un centro-chut de Adrián lo introdujo Canella en propia puerta. Sin embargo, en el minuto 37, Eguren aprovechó un barullo en el área atlética para, tras controlar el balón con el brazo, hacer el gol del empate. Con aquel punto se mantenía en la sexta posición, a un punto del quinto y el cuarto, RCD Español y Athletic respectivamente, ocho del tercero, el Valencia, 19 del segundo, el Barcelona, y 29 de líder, el Real Madrid.
En la vigesimoquinta jornada, el Barcelona visitó el Calderón y se llevó una victoria por 1-2. En el minuto 36, tras una gran jugada de Messi en la frontal, Cesc la puso al segundo palo donde llegaba Alves para rematar, haciendo el 0-1. Nada más volver del descanso, en la salida de un córner, el balón rebota en la espalda de un defensa barcelonista y le llega a Falcao que, de un salto, remata en el segundo palo con la espinilla e iguala el partido. Tras un par de mano a manos con el portero por parte del atlético que el árbitro pitó injustamente como fuera de juego, y una expulsión perdonada a Alves por agredir sin balón de por medio que solo supuso una amarilla, llegó el gol del Barcelona. En una falta fuera del área, Messi dispara mientras se estaba colocando la barrera. El árbitro no había indicado que se pudiese disparar pero, sin embargo, dio por válido el gol. Aún tuvo el Atlético varias ocasiones más, una de ellas despejada de puños por Busquets dentro del área, que no fue pitada como penalti por el árbitro. Tras un último zambombazo del Gabi al palo, finalizó el partido con injusta derrota, que los bajaba hasta la novena posición. El sexto y quinto clasificados, Málaga y Athletic, quedaban a dos puntos. El cuarto, Levante, a tres. Y el líder, el Real Madrid, se situaba ya a 32 puntos, demostrando lo vergonzoso de la Liga.
La vigesimosexta jornada se jugó en el estadio Ramón Sánchez-Pizjuán, contra el Sevilla, y finalizó con empate a uno. En el minuto 9 marcó Salvio, cabeceando en la frontal del área pequeña un centro desde la izquierda. El gol del empate lo marcó Babá en el minuto 53, tras recibir un centro de Navas desde la derecha en posible posición de fuera de juego. Con 33 puntos, el Atlético seguía en la novena posición, a cuatro puntos ya de quinto y sexto clasificados, Athletic y Málaga, cinco del cuarto, el Levante, diez del tercero, el Valencia, 24 del segundo, el Barcelona, y 34 del todavía líder, el Real Madrid.
En la vigésimoséptima jornada, el Granada visitó el Vicente Calderón, y se le ganó por 2-0. En el minuto 38, un remate acrobático de Miranda ponía el primer gol en el marcador. Y en el 92, un gran pase de Juanfran dejó solo a Falcao frente al portero y, a pesar de que en un primer momento el control no fue bueno, el colombiano supo rehacerse y meter el balón en la portería, rebotando en la pierna del portero. Con 36 puntos, el Atlético ascendía hasta la octava posición, a dos puntos de quinto y sexto, Levante y Osasuna respectivamente, cuatro puntos del cuarto clasificado, el Málaga, 8 del Valencia, 24 del Barcelona y 34 del Madrid.
En la vigésimoctava jornada, el Atlético visitó el Iberostar Estadio, donde perdió frente al Mallorca por 2-1. El primer gol, en el 47, fue un gol en propia puerta de Godín, contra el que se estrelló el disparo mallorquinista. Dos minutos después, un fuerte disparo raso de Pereira desde la esquina del área hacía el 2-0. En Atlético recortó distancias en el 66 con un golazo de vaselina de Falcao desde la frontal, pero no fue suficiente. Esta derrota lo llevaba hasta el décimo puesto, a tres puntos del RCD Español, sexto clasificado, 5 del Levante, cuarto, y 35 del líder, el Real Madrid.
La vigésimonovena jornada enfrentó a Athletic Club y Atlético de Madrid en el Vicente Calderón, con victoria local por 2-1. En el 49, Falcao cazó un rechace del portero para inaugurar el marcador. En el minuto 70, de nuevo Falcao se desmarcó y cabeceó muy forzado un gran centro de Adrián, haciendo el segundo del Atlético. El Athletic recortó distancias en el 90 mediante un gol de Javi Martínez, pero ya era demasiado tarde. Estos 3 puntos devolvían al Atlético a la octava posición, a un punto del RCD Español, sexto, cinco del Levante, cuarto, 33 del Real Madrid, primero.
En la trigésima jornada, el Atlético perdió por 1-0 frente al Zaragoza en La Romareda. El único gol lo marcó Apoño, transformando un absurdo penalti cometido por Godín en el 95. Esta derrota, aunque lo mantenía en la octava posición, alejaba al sexto clasificado, Osasuna, a 4 puntos, al cuarto, Málaga, a 8, y al líder, Real Madrid, a 36 puntos.
La trigésimoprimera jornada de Liga recibió el Atlético al Getafe en el Vicente Calderón, y venció por 3-0. En el minuto 24, un extraño cabezazo de Salvio que parecía que se iba a las nubes, dibujó una parábola y se metió por la escuadra, haciendo el 1-0. En el 62, Diego cabeceó desde el punto de penalti un centro desde la izquierda. Su remate se estrelló en el poste, y él mismo recogió el rechace y lo empujó para marcar el 2-0. En el minuto 77, tras una gran jugada de combinación por la banda derecha, Falcao solo tuvo que empujar el balón en boca de gol para marcar el tercero. Con esta victoria, el Atlético se situaba séptimo, a un punto de Osasuna, sexto, y 5 del Málaga, cuarto.
En la trigesimosegunda jornada, el Atlético visitó el Ciutat de Valencia y perdió 2-0 frente al Levante UD. En el minuto 1, Valdo cabeceó un centro desde la izquierda al segundo palo, marcando el primer gol de los locales. En el 9, Koné volvía a marca de cabeza, esta vez al saque de una falta. Esta derrota mantenía al Atlético séptimo a un punto del sexto, el Osasuna, pero alejaba al Málaga a 7 puntos.
La trigesimotercera jornada de liga se disputó el derbi madrileño en el Vicente Calderón, enfrentando a Real Madrid y Atlético de Madrid. El resultado fue de victoria visitante por 1-4. En el minuto 25, Cristiano Ronaldo marcó un gol de falta directa. Sin embargo, en el 55, Falcao cabeceaba entre tres defensas para hacer el 1-1. En el minuto 68, un fuerte disparo de Cristiano Ronaldo desde fuera del área se convirtió en el 1-2. De nuevo Cristiano, en el 83, marcaba de penalti el 1-3. Y en el 87, Callejón hizo el 1-4 entre las piernas de Courtois. Con esta derrota, el Atlético caía hasta el noveno puesto, a 4 del sexto, Osasuna, y a 8 del cuarto, el Málaga.
En la trigesimocuarta jornada liguera el Atlético venció al Rayo en el campo de fútbol de Vallecas por 0-1. El único gol lo marcó Falcao en el minuto 64, en un magnífico contragolpe en el que le ganó la espalda a la defensa y superó al portero con un soberbio recorte. Con esto tres puntos, el Atlético se situaba en la octava posición, a un punto de Osasuna, sexto, y seis del Málaga, cuarto.
La trigésimoquinta jornada enfrentó a Atlético y RCD Español en el Vicente Calderón, con victoria del Atlético por 3-1. En el minuto 9, Godín cabeceó un saque de córner adelantando al Atlético. Sin embargo, en el 19, Didac Vila llegó desde atrás para rematar un gran centro desde la derecha, devolviendo el empate al marcador. No fue hasta la segunda mitad cuando comenzó el recital de Arda Turan. En el minuto 59, el turco remató con una gran volea un centro desde la derecha, adelantando de nuevo al Atlético. Y en el 61, tras sorprender a la defensa y llevarse el balón en carrera, su disparo se estrelló en el palo y, a causa de la rosca, botó en el suelo y entró llorando en la portería. Con estos tres puntos, el Atlético se colocaba séptimo, empatado a puntos con el sexto, el Athletic, y a cuatro del cuarto, el Málaga.
En la trigesimosexta jornada, el Atlético visitó el estadio Benito Villamarín, y empató a 2 frente al Betis. En el minuto 62, Koke remató tras una gran asistencia de Falcao con la cabeza, adelantando al conjunto rojiblanco. Sin embargo, en el 85 Pozuelo consiguió la igualada mediante un fuerte disparo desde dentro del área, y en el 87 Pereira marcó el segundo, culminando así una gran jugada de todo el equipo. Finalmente, en el 94, Falcao cabeceó un saque de córner, salvando un punto para el Atlético. Ese punto lo aupó a la sexta posición con 50 puntos, a 2 del Levante, quinto, y a 5 del Málaga, cuarto.
La vigésima jornada, aplazada debido a la huelga de la AFE, se celebró el 2 de mayo y enfrentó al Atlético de Madrid y a la Real Sociedad en el Vicente Calderón, con resultado de empate a 1. En el minuto 54, un fuerte trallazo de Gabi desde fuera del área adelantó al Atlético. Sin embargo, en el 91, Vela conseguía el empate empujándola tras un barullo en el área atlética. Con este empate, el Atlético se situaba quinto, a solo cinco puntos del Málaga, cuarto.
En la trigésimoséptima jornada de liga, el Atlético recibió al Málaga en el Calderón, y le venció por 2-1. En el minuto 37, un tremendo trallazo de Eliseu desde el centro del campo se coló como un obús en la portería del Atlético. En el 69, tras un saque de córner, Koke cazó el despeje en la frontal y, con una poderosa volea, restauró el empate en el marcador. Por último, en el minuto 79, un saque de puerta de Courtois lo controló Adrián y, dejándolo botar, se plantó frente al portero y definió a la perfección para hacer el 2-1. Con esos tres puntos que le recortaba al Málaga, el Atlético seguía quinto, pero esta vez a solo dos del cuarto clasificado. Todo dependía de la última jornada.
En la trigésimoctava jornada, tras proclamarse campeón de la UEFA Europa League el miércoles anterior, el Atlético se jugaba la plaza Champions frente al Villarreal en El Madrigal. Una victoria rojiblanca y que el Málaga no ganase los clasificaría como cuartos. El Atlético venció por 0-1 con gol de Falcao en el 88, cabeceando a la salida de un córner. Sin embargo, al ganar el Málaga su partido ante el Spoting, los tres puntos no sirvieron al Atlético para meterse en Champions. Sí provocaron, sin embargo, que la derrota del Villarreal los mandase a segunda división.
De esta forma, el Atlético finalizó el campeonato quinto con 56 puntos.

##### Alineación
| - Courtois - Juanfran - Miranda - Godín - Filipe Luis - Adrián - Tiago - Gabi - Arda Turan - Diego - Falcao - Ent: Cholo Simeone |  | Courtois Juanfran Godín Miranda Filipe Luis Adrián Arda Turan Gabi Tiago Diego Falcao |
| Courtois Juanfran Godín Miranda Filipe Luis Adrián Arda Turan Gabi Tiago Diego Falcao                                            |  |                                                                                       |

##### Clasificación
|  |     | Equipos de fútbol    |  | PJ | G  | E  | P  | GF  | GC | Dif | Pts |
|  | --- | -------------------- |  | -- | -- | -- | -- | --- | -- | --- | --- |
|  | 1.  | 'Real Madrid CF' (C) |  | 38 | 32 | 4  | 2  | 121 | 32 | 89  | 100 |
|  | 2.  | FC Barcelona         |  | 38 | 28 | 7  | 3  | 114 | 29 | 85  | 91  |
|  | 3.  | Valencia CF          |  | 38 | 17 | 10 | 11 | 59  | 44 | 15  | 61  |
|  | 4.  | Málaga CF            |  | 38 | 17 | 7  | 14 | 54  | 53 | 1   | 58  |
|  | 5.  | Atlético de Madrid   |  | 38 | 15 | 11 | 12 | 53  | 46 | 7   | 56  |
|  | 6.  | Levante UD           |  | 38 | 16 | 7  | 15 | 54  | 50 | 4   | 55  |
|  | 7.  | CA Osasuna           |  | 38 | 13 | 15 | 10 | 44  | 61 | -17 | 54  |
|  | 8.  | RCD Mallorca         |  | 38 | 14 | 10 | 14 | 42  | 46 | -4  | 52  |
|  | 9.  | Sevilla FC           |  | 38 | 13 | 11 | 14 | 48  | 47 | 1   | 50  |
|  | 10. | Athletic Club        |  | 38 | 12 | 13 | 13 | 49  | 52 | -3  | 49  |
|  | 11. | Getafe CF            |  | 38 | 12 | 11 | 15 | 40  | 51 | -11 | 47  |
|  | 12. | Real Sociedad        |  | 38 | 12 | 11 | 15 | 46  | 52 | -6  | 47  |
|  | 13. | Real Betis           |  | 38 | 13 | 8  | 17 | 47  | 56 | -9  | 47  |
|  | 14. | RCD Español          |  | 38 | 12 | 10 | 16 | 46  | 56 | -10 | 46  |
|  | 15. | Rayo Vallecano       |  | 38 | 13 | 4  | 21 | 53  | 73 | -20 | 43  |
|  | 16. | Real Zaragoza        |  | 38 | 12 | 7  | 19 | 36  | 61 | -25 | 43  |
|  | 17. | Granada CF           |  | 38 | 12 | 6  | 20 | 35  | 56 | -21 | 42  |
|  | 18. | Villarreal CF (D)    |  | 38 | 9  | 14 | 15 | 39  | 53 | -14 | 41  |
|  | 19. | Real Sporting (D)    |  | 38 | 10 | 7  | 21 | 42  | 69 | -27 | 37  |
|  | 20. | Real Racing Club (D) |  | 38 | 4  | 15 | 19 | 28  | 63 | -35 | 27  |

Fuente: Liga de Fútbol Profesional
Pts = Puntos; PJ = Partidos jugados; G = Partidos ganados; E = Partidos empatados; P = Partidos perdidos; GF = Goles anotados; GC = Goles recibidos; Dif = Diferencia de goles
|  | Clasificado para la fase de grupos de la Liga de Campeones de la UEFA 2012/13                 |
|  | Clasificado para la cuarta ronda previa (play-off) de la Liga de Campeones de la UEFA 2012/13 |
|  | Clasificado para la fase de grupos de la UEFA Europa League 2012/13                           |
|  | Clasificado para la cuarta ronda previa (play-off) de la UEFA Europa League 2012/13           |
|  | Clasificado para la tercera ronda previa de la UEFA Europa League 2012/13                     |
|  | Descendido a Segunda División de España 2012/13                                               |

| (C) Campeón    |
| (D) Descendido |

### Temporada 2012 / 2013: La Copa del Rey en el Bernabéu
Tras obtener de nuevo el éxito europeo el año anterior, la temporada 2012/2013 comenzaba con el principal objetivo de remontar la posición liguera, obteniendo una de las plazas que dan acceso a la UEFA Champions League. Además, se planteaban como objetivos secundarios revalidar el título conseguido y volver a luchar por el título de Copa del Rey. Finalmente, se consiguieron dos de los tres objetivos marcados: se volvió a Champions League, clasificándose directamente para la fase de grupos con un holgado tercer puesto en liga, y se ganó la Copa del Rey ante el Madrid en el Bernabéu. La única mancha a la temporada la puso la participación europea, en la que fueron eliminados en dieciseisavos por el Rubin Kazan.

#### Altas y bajas
| Altas              |                |                               |                    |             |
| Jugador            | Posición       | Procedencia                   | Tipo               | Costo       |
| Cristian Rodríguez | Centrocampista | FC Porto                      | Traspaso           | Libre       |
| Emre Belözoğlu     | Centrocampista | Fenerbahçe Spor Kulübü        | Traspaso           | Libre       |
| Cata Díaz          | Defensa        | Getafe Club de Fútbol         | Traspaso           | 1.000.000 € |
| Thibaut Courtois   | Portero        | Chelsea Football Club         | Cesión             | 750.000 €   |
| Domingo Cisma      | Defensa        | Real Racing Club de Santander | Traspaso           | Libre       |
| Diego Costa        | Delantero      | Rayo Vallecano                | Vuelve tras cesión |             |
| Raúl García        | Centrocampista | Osasuna                       | Vuelve tras cesión |             |

| Bajas                  |                |                                  |                   |              |
| Jugador                | Posición       | Destino                          | Tipo              | Cobro        |
| Amaranto Perea         | Defensa        | Cruz Azul                        | Final de contrato |              |
| Antonio López Guerrero | Defensa        | RCD Mallorca                     | Final de contrato |              |
| Diego Ribas            | Centrocampista | VfL Wolfsburg                    | Final de cesión   |              |
| Pizzi                  | Centrocampista | Real Club Deportivo de La Coruña | Cesión            |              |
| Rubén Pérez            | Centrocampista | Real Betis Balompié              | Cesión            |              |
| Álvaro Domínguez       | Defensa        | Borussia                         | Traspaso          | 8.000.000 €  |
| Paulo Assunção         | Centrocampista | São Paulo                        | Libre             |              |
| Rúben Micael           | Centrocampista | Sporting Clube de Braga          | Cesión            |              |
| Eduardo Salvio         | Delantero      | Sport Lisboa e Benfica           | Traspaso          | 11.000.000 € |
| Fran Mérida            | Centrocampista | Hércules CF                      | Libre             |              |
| Leandro Cabrera        | Defensa        | Hércules CF                      | Cesión            |              |

#### Pretemporada
Para la siguiente temporada, el equipo contaba en su plantilla con: Sergio Asenjo, Thibaut Courtois y Joel Robles como porteros; Diego Godín, Filipe Luis, Jorge Pulido, Domingo Cisma, Silvio, Cata Díaz, Juanfran y Miranda como defensas; Mario Suárez, Tiago, Koke, Raúl García, Arda Turan, Cristian 'Cebolla' Rodríguez, Gabi y Emre en el centro del campo; y Adrián, Falcao y Diego Costa como delanteros. Como entrenador se mantuvo al Cholo Simeone.
Tras terminar la liga, y antes de comenzar las vacaciones de verano para los jugadores, el Atlético realizó una gira por Colombia en la que disputó tres partidos.
El primero de esos partidos se disputó el 17 de mayo de 2012 frente al Millonarios en Bogotá. El Atlético venció por 1-2. El primer gol, en el minuto 4, fue un golazo de Falcao, que recibió de espaldas dentro del área un pase bombeado, lo controló con el pecho y, antes de que el balón cayese al suelo, remató con una media chilena que dibujó una parábola y se coló por el palo derecho de la portería. Ya en la segunda parte, en el minuto 76, una gran internada de Juanfran culminó con un pase a Diego, que se encontraba en la frontal del área. Este la dejó de tacón para Pedro Martín, que había ingresado por Falcao, y el canterano repitió el gesto para dar una fenomenal asistencia a Koke, que entró desde atrás y marcó con un potente derechazo. En el 83, un penalti cometido por Juanfran fue transformado por Urbano, poniendo el definitivo 1-2.
El segundo partido se jugó el 19 de mayo frente al América de Cali, con resultado de 1-2 para el Atlético. En el minuto 34, en un córner sacado por Diego, Falcao realizó una extraordinaria media tijera en el aire en la esquina del área que se coló por la escuadra derecha de la portería, marcando un tremendo golazo. En el 52, en un contragolpe comandado por Diego, el brasileño abrió para Filipe Luis, y este puso un gran centro desde la izquierda para que Salvio, que venía en carrera acompañando la jugada, cabecease picado dentro del área para marcar el segundo. El gol que recibió el Atlético, en el minuto 58, fue nuevamente de penalti, esta vez transformado por Darío Bustos.
El tercer y último partido de esta gira colombiana se disputó el 23 de mayo contra el Atlético Huila, con victoria rojiblanca por 1-3. En el minuto 32, Salvio aprovechó un error de la defensa local para marcar el primer gol. El Atlético aumentó su ventaja en el minuto 43, tras una gran jugada individual de Diego, que acabó poniendo un centro a la cabeza de Silvio para que marcase el segundo. Los locales redujeron distancias en el minuto 48, de nuevo de penalti, transformado por González. Cuando parecía que el equipo colombiano podía conseguir el empate, en el minuto 74 Salvio marcó el definitivo 1-3 tras un error del guardameta rival.
Tras esta pequeña gira, el equipo se marchó de vacaciones, y se jugó la Eurocopa de Polonia y Ucrania, en la que resultó campeona España. Juanfran fue el único representante atlético de esa selección, aunque no disputó ningún minuto.
El equipo volvió al trabajo con la tradicional concentración en Los Ángeles de San Rafael. Se disputó un partido amistoso contra la Gimnástica Segoviana el 21 de julio, con resultado de victoria por 1-2 para el Atlético. En el minuto 1, Raúl García aprovechó un balón rechazado por el poste para, en boca de gol, empujarla y meter el primero del partido. En el minuto 11, un saque de esquina enviado al segundo palo fue cabeceado por Godín, marcando el segundo. A los 44 minutos redujo distancias la Gimnástica. Tras un fallo garrafal de Courtois en el despeje, los locales se hicieron con el balón dentro del área y, tras un par de pases, la pelota le llegó a Brañas, que disparó raso y con fuerza para marcar el 1-2.
Tras esta concentración, el Atlético jugó otro partido amistoso en el Calderón, contra el Club Alianza de Lima, en el que venció por 3-0. En el minuto 17, tras un saque de banda y una gran pared entre Raúl García y Filipe Luis, el brasileño puso un centro desde la izquierda que remató Arda Turan en boca de gol, marcando el primero del partido. En el 71, Filipe Luis desde la frontal puso un pase perfecto de tacón a Arda Turan, que se internaba por la izquierda del área, y que dio una fenomenal asistencia a Borja González, que con un remate sencillo marcó el segundo. En el minuto 86, en una jugada muy parecida pero desde la banda derecha, fue Pedro Martín el rematador para hacer el definitivo 3-0.
Después de esto, el equipo se marchó a Sudamérica a realizar una gira de dos partidos. El primero se jugó el 1 de agosto en Colombia, contra el Nacional de Medellín, con victoria por 1-2. Apenas habían transcurrido 5 minutos cuando Pajoy firmó una espectacular jugada personal con la que se plantó delante de Asenjo. Una vez ahí no quiso estropearla y aprovechó para driblar también al meta y marcar a pesar de estar escorado. En el minuto 66, dos de los recién ingresados en el terreno de juego, Raúl García y Kader, participaron junto con Arda en la acción del empate. El turco filtró un balón interior para el navarro, que la puso atrás para que Kader, a la primera, fusilara bien por abajo. Ya en el 85, Falcao enganchó un balón en la frontal, recortó a Henríquez y mandó el cuero a la jaula de un latigazo.
El segundo partido se disputó el 4 de agosto en Costa Rica, frente al Deportivo Saprissa. El resultado fue un decepcionante 0-0 y la expulsión del Cata Díaz. Tras este partido, el equipo regresó a España para seguir preparando el inicio de la Liga y la Supercopa de Europa ante el Chelsea.
El último partido de la pretemporada fue el correspondiente al Trofeo Teresa Herrera, contra el Deportivo de la Coruña en Riazor. El resultado fue de empate a 2, y el Dépor resultó vencedor en los penaltis. En el minuto 8, Valerón cazó un mal despeje de Courtois y adelantó al equipo gallego. En el 11, tras una gran combinación de todo el equipo, Koke restauró el empate en el marcador. En el minuto 56, Bruno Gama aprovechó un error en cadena de la defensa rojiblanca, unido a la fortuna en los rechaces, y mandó de un zambombazo el balón al fondo de las redes. Por último, en el minuto 87, tras un saque de falta ejecutado por Arda Turan en jugada de estrategia, el balón llega a Falcao en boca de gol, y marca el definitivo 2-2. En la tanda de penaltis, marcó el primero Pizzi para el Dépor, igualó la contienda Falcao, detuvo el lanzamiento Courtois a Nélson Oliveira, y adelantó al Atlético el Cebolla Rodríguez. André Santos volvió a empatar, Raúl García marcó el de 2-3, Bruno Gama volvió a empatar, y Adrián mandó su lanzamiento al larguero. El 4-3 lo marcó Abel Aguilar, y el penalti definitivo fue fallado por Godín, dándole la victoria al Deportivo.

#### Supercopa de Europa
Tras proclamarse campeón de la UEFA Europa League la temporada anterior, el Atlético se ganó el derecho a disputar la Supercopa de Europa frente al campeón de la UEFA Champions League, el Chelsea. Fue un encuentro muy especial, además de por tratarse de la cuarta final europea en dos años, por ser el primer partido oficial que enfrentaba a Fernando Torres, icono atlético, con su exequipo. El resultado fue de victoria atlética por 1-4.
El primer gol lo marcó Falcao en el minuto 6. 'El Tigre' le ganó la espalda a su marcador, se plantó ante Čech y se la picó con toda la clase del mundo para que la pelota golpease en la cepa del poste izquierdo y se alojase en las mallas pese a la estirada de David Luiz. En el 19, de nuevo Falcao, recibió, controló, buscó el hueco y la puso en la escuadra. Tremendo golazo que ponía en evidencia la superioridad rojiblanca. En el minuto 45, en una contra rojiblanca, Arda Turan se plantó en la frontal, levantó la cabeza y asistió al Tigre para que este batiese por bajo a Čech y firmase un triplete. Y ya en el 60, en una falta a favor del Atleti, la defensa 'blue' no logró despejar el esférico y Miranda aprovechó el regalo para batir a Čech pese al esfuerzo final de Cahill en el frustrado despeje. El gol del honor del Chelsea llegó en el minuto 74, en un córner que botó Lampard. La pelota quedó muerta en el área tras un barullo y el punterazo de Cahill casi a bocajarro se le coló entre las piernas a Courtois.
Tras la victoria, Gabi, nuevo capitán rojiblanco, levantó al cielo el cuarto título internacional del Atlético en dos años. La racha continuaba, tras un sensacional partido del Atlético que estuvo impecable en la parcela defensiva y demoledor en la delantera, sabiendo marcar en todo momento el ritmo del partido y anulando completamente a todo un Chelsea.
| 31 de agosto de 2012, 20:45 (CEST) | Chelsea    | 1:4 (0:3) | Atlético de Madrid                                | Stade Louis II, Mónaco                                                |                                                                       |
|                                    | Cahill 75' | Reporte   | Falcao 6' · Falcao 19' · Falcao 45' · Miranda 60' | Asistencia: 17.000 espectadores Árbitro(s): Damir Skomina (Eslovenia) | Asistencia: 17.000 espectadores Árbitro(s): Damir Skomina (Eslovenia) |

#### UEFA Europa League
Tras conseguir su segundo título en esta competición la temporada anterior, el Atlético la disputaba de nuevo con el objetivo de revalidar el campeonato. Tras una fase de grupos discreta en la que no alcanzaron la primera posición, fueron eliminados en dieciseisavos por el Rubin Kazan, debido a la mala decisión del Cholo de mandar a Asenjo subir a rematar un córner en el partido de ida, y así recibir un gol en contra.

##### Fase de grupos
Por ser el campeón de la anterior edición, su participación comenzó en la fase de grupos, en la que quedó encuadrado en el grupo B con el Hapoel Tel-Aviv, el FC Viktoria Plzeň y el Académica de Coimbra.
La primera jornada de esta fase se disputó el 20 de septiembre, en el Bloomfield Stadium de Tel-Aviv, frente al Hapoel, al que vencieron por 0-3 con un equipo plagado de suplentes. En el minuto 37, Diego Costa recibió de espaldas un pase de Raúl García dentro del área, la dejó para el Cebolla Rodríguez, que venía en carrera, y este desde la frontal del área le pegó para abrir el marcador. En el 40, de nuevo Diego Costa le ganó la espalda a la defensa y recibió un sensacional pase de Adrián que lo dejaba solo frente al portero. Evitó la salida del guardameta y, muy escorado, puso el balón en el segundo palo y marcó el 0-2. El tercer gol llegó en el minuto 63, cuando Raúl García remató totalmente solo desde el punto de penalti tras un saque de esquina. Esta victoria, unida a la del Victoria Plzen por 3-1 en casa frente al Académica de Coimbra, los colocaba como líderes del grupo en la primera jornada, al tener mejor diferencia de goles.
La segunda jornada se disputó el 4 de octubre en el Calderón, contra el Viktoria Plzeň, con victoria atlética por 1-0. Tras todo un encuentro asediando la portería visitante sin conseguir transformar ninguna de las numerosas ocasiones, en el minuto 93, cuando apenas faltaban segundos para finalizar el tiempo de descuento, se pitó una falta cerca del área checa. El Atlético optó por una jugada de estrategia que dejó al Cebolla Rodríguez solo con el balón en la frontal y, de un tremendo zambombazo, marcó in extremis el gol de la victoria. Con estos tres puntos, además de situarse líderes en solitario del grupo, conseguían la decimoquinta victoria consecutiva en Europa.
La tercera jornada se disputó el 25 de octubre en el estadio Vicente Calderón ante el Académica de Coimbra, con victoria atlética por 2-1. En el minuto 48, Diego Costa remató en el segundo palo un saque de córner, inaugurando el marcador. En el 67, un disparo de falta directa de Emre se metió por la escuadra sin que el portero pudiese estirarse siquiera. En el 85, Cissé cabeceó dentro del área el único gol del equipo portugués. Sin embargo, no fue suficiente, y estos tres puntos, unidos a la derrota del Hapoel Tel-Aviv frente al Viktoria Plzen, mantenían al Atlético líder de grupo con 9 puntos, a tres del segundo y ocho del tercero y el cuarto. Se encontraba a solo una victoria de la clasificación para octavos de final.
La cuarta jornada se jugó el 8 de noviembre en el estadio Ciudad de Coímbra, con victoria local por 2-0. El primer gol fue de Wilson Eduardo, que remató en el punto de penalti un centro desde la derecha. Y en el 69, de nuevo Wilson Eduardo, de penalti marcaba el 2-0. Esto dejaba al Atlético en segunda posición, adelantado por un Viktoria que, igualado a 9 puntos, tenía mejor diferencia global de goles, a falta de jugar el partido entre ellos que decidiese el golaverage particular de ambos equipos. En tercer lugar, el Académica, que mantenía sus opciones de clasificarse para las eliminatorias con 4 puntos, y en cuarto y último lugar, el ya eliminado Hapoel Tel-Aviv, con solo 1 punto.
El 22 de noviembre en el Calderón se disputó el partido correspondiente a la quinta jornada de la fase de grupos, contra el Hapoel Tel-Aviv, con victoria atlética por 1-0. El único gol del partido llegó pronto, en el minuto 7. Un centro desde la derecha de Adrián lo recibió de espaldas Emre en el punto de penalti y, viendo la llegada de Raúl García, le dejó el balón muerto para que el navarro solo tuviese que rematar. La pelota pegó en el larguero y luego entró en portería. A partir de ese momento, el Atlético bajó la intensidad y un Hapoel blandito se hizo con el control del balón pero no inquietó la meta de Asenjo. Los únicos acercamientos llegaron en la segunda parte, cuando los israelitas empezaron a creer que podían sacar algo positivo del Calderón. Sin embargo, la entrada de Koke en el campo y la presión del Atlético sobre el rival volvió a neutralizar a los visitantes, provocando un partido que fue aburrido hasta el final. El empate entre Viktoria y Académica en el otro partido del grupo devolvió el liderato al Atlético, que con 12 puntos se encontraba ya clasificado para los dieciseisavos y a solo un punto de asegurarse la primera plaza.
El 6 de diciembre se jugó la sexta jornada, última de la fase de grupos, ante el Viktoria Plzen en el Stadion města Plzně de Pilsen, con victoria de los locales por 1-0. El único gol lo marcó Procházka en el minuto 26, a la salida de un córner. Con esta victoria, el equipo checo superaba en la clasificación al Atlético y pasaba a los dieciseisavos de final como primero de grupo, mientras que el Atlético lo hacía como segundo. El tercer clasificado fue el Académica de Coimbra, y el cuarto, el Hapoel Tel-Aviv.
| Equipo               | Pts | PJ | PG | PE | PP | GF | GC | Dif |
| -------------------- | --- | -- | -- | -- | -- | -- | -- | --- |
| FC Viktoria Plzen    | 13  | 6  | 4  | 1  | 1  | 11 | 4  | 7   |
| Atlético de Madrid   | 12  | 6  | 4  | 0  | 2  | 7  | 4  | 3   |
| Académica de Coimbra | 5   | 6  | 1  | 2  | 3  | 6  | 9  | -3  |
| Hapoel Tel Aviv FC   | 4   | 6  | 1  | 1  | 4  | 4  | 11 | -7  |

##### Dieciseisavos de final
El rival para la ronda de dieciseisavos de final fue el Rubin Kazan ruso, primer clasificado con 14 puntos del grupo H, compuesto por Inter de Milán, Partizan y Neftchi Baku.
El partido de ida se disputó el 14 de febrero de 2013 en el estadio Vicente Calderón, con victoria del Rubin Kazan por 0-2. En el minuto 6, Rondón le pegó desde la frontal tras una pared. Asenjo la paró, pero la dejó muerta en el suelo frente a él. Intentó recomponerse, pero no pudo llegar antes que Karadeniz, que aprovechó el regalo. Tras un partido plagado de ocasiones para los rojiblancos en búsqueda del empate, llegó el tiempo de descuento. En la última jugada del partido, el Atlético sacaba un córner, y Simeone mandó a Asenjo subir a rematar. En el minuto 95, sacó de esquina el Atlético, rechazó el Rubin y montó una contra letal. Disparo lejano, el balón se iba a quedar corto y apareció Pablo Orbaiz para recoger el balón en la frontal y tirar a puerta. Asenjo intentó entrarle por detrás, pero no lo alcanzó. Con esta desventaja, el Atlético viajaba a Moscú a tratar de remontar la eliminatoria.
El partido de vuelta se disputó el 21 de febrero de 2013 en el estadio Luzhniki de Moscú, debido a las inclemencias meteorológicas en el estadio del equipo local. El Atlético ganó el encuentro por 0-1. Simeone dejó en Madrid a casi todos los titulares, y convocó para el encuentro a numerosos suplentes y canteranos. Aun así, el equipo dio la cara y estuvo en todo momento rondando la portería contraria. Sin embargo, el gol no llegó hasta el minuto 85. Jugadón de Adrián por la banda izquierda y centro final que Falcao remató a gol, aunque el meta ruso Rizhikov casi detuvo el disparo del colombiano. Tras el gol, el equipo se vino aún más arriba y creó ocasiones para igualar la eliminatoria, pero el tiempo jugaba en su contra y finalmente el partido finalizó con este resultado, quedando eliminado el equipo madrileño.
| 14 de febrero de 2012, 21:05 (CEST) | Atlético de Madrid              | 0:2 (0:1) | Rubin Kazan | Estadio Vicente Calderón, Madrid                            |                                                             |
|                                     | Karadeniz 6' · Pablo Orbaiz 95' | Reporte   |             | Asistencia: 25.000 espectadores Árbitro(s): Istvan Vad (HU) | Asistencia: 25.000 espectadores Árbitro(s): Istvan Vad (HU) |

| 21 de febrero de 2013, 18:00 (CEST) | Rubin Kazan | 0:1 (0:0) | Atlético de Madrid | Estadio Luzhniki, Moscú                                             |                                                                     |
|                                     |             | Reporte   | Falcao 85'         | Asistencia: 2.000 espectadores Árbitro(s): Ovidio Alin Hategan (RO) | Asistencia: 2.000 espectadores Árbitro(s): Ovidio Alin Hategan (RO) |

#### Copa del Rey
Tras el ridículo perpetrado la temporada anterior en esta competición, el Atlético afrontaba una nueva edición de la Copa del Rey con el objetivo de sumar el décimo entorchado a sus vitrinas. Este objetivo se consiguió de la mejor forma posible: venciendo en la final al Real Madrid en el Santiago Bernabéu.

##### Dieciseisavos de final
Para dieciseisavos de final, el rival fue el Real Jaén, equipo de segunda división B que venía de superar en anteriores eliminatorias al SD Noja y al Caudal Deportivo.
El partido de ida se jugó el 31 de octubre en el Nuevo Estadio de la Victoria, y el resultado fue de 0-3 para los rojiblancos. En el minuto 27, un disparo de Diego Costa se estrelló en la mano de Dani Torres, dentro del área, pequeña, provocando el consiguiente penalti y la expulsión del jugador. Fue el propio Costa quien se encargó de transformar el penalti en el primer gol colchonero. Hasta ese momento, el partido había sido intenso y disputado pese a la enorme diferencia de calidad entre ambos equipos. Sin embargo, a partir de entonces, el Atlético dominó completamente el juego y el encuentro. En el minuto 62, Adrián trazó un magnífico desmarque en diagonal, recibió el balón encarando portería, se marchó de la defensa rival con un tremendo cambio de ritmo y, en carrera, se sacó un sensacional disparo con el exterior que entró pegado al palo. Por último, ya en el tiempo de descuento, un centro de Sílvio desde la derecha lo cabeceó Raúl García dentro del área, marcando el definitivo 0-3. Con este resultado, la eliminatoria quedaba muy encarrilada para el partido de vuelta en el Calderón.
El partido de vuelta se jugó el 28 de noviembre de 20129 en el estadio Vicente Calderón, con victoria atlética por 1-0. El único gol del encuentro lo marcó Raúl García, en el minuto 15, con un fuerte disparo desde fuera del área. Con una victoria por la mínima y una alineación plagada de suplentes, en un Calderón casi vacío, consiguió el Atlético el pase a octavos.
| 31 de octubre de 2012, 20:00 (CEST) | Real Jaén | 0:3 (0:1) | Atlético de Madrid                             | Nuevo Estadio de la Victoria, Jaén                                          |                                                                             |
|                                     |           | Reporte   | Diego Costa 27' · Adrián 62' · Raúl García 93' | Asistencia: 12.569 espectadores Árbitro(s): Delgado Ferreiro (Comité Vasco) | Asistencia: 12.569 espectadores Árbitro(s): Delgado Ferreiro (Comité Vasco) |

| 28 de noviembre de 2012, 19:30 (CEST) | Atlético de Madrid | 1:0 (1:0) | Real Jaén | Estadio Vicente Calderón, Madrid                                              |                                                                               |
|                                       | Raúl García 15'    | Reporte   |           | Asistencia: 7.000 espectadores Árbitro(s): Muñiz Fernández (Comité Asturiano) | Asistencia: 7.000 espectadores Árbitro(s): Muñiz Fernández (Comité Asturiano) |

##### Octavos de final
El rival para octavos de final fue el Getafe, equipo de Primera División que venía de eliminar a la Ponferradina en la ronda anterior.
El partido de ida se jugó el 12 de diciembre de 2012 en el Vicente Calderón, con victoria del Atlético por 3-0. En el minuto 18, Miguel Torres derribó a Diego Costa dentro del área, con el correspondiente penalti señalado por el colegiado. Fue el brasileño el encargado de meterlo, abriendo el marcador para el equipo rojiblanco. En el minuto 79, tras un gran disparo de Arda Turan que se estrelló en el palo, Filipe Luis cazó el rechace y marcó el segundo gol. Y en el 87, tras un gran robo en la frontal del área contraria, Diego Costa se desmarcó, recibió el balón y marcó golpeando de primeras al segundo palo.
El partido de vuelta se jugó el 10 de enero de 2013 en el Coliseum Alfonso Pérez, con resultado de empate a cero. En el minuto 32 de la primera parte, Rafa vio tarjeta roja por patada a Falcao. Allí se acabó un encuentro aburrido y de trámite, que dio la clasificación al Atlético para los cuartos de final.
| 12 de diciembre de 2012, 22:00 (CEST) | Atlético de Madrid                                  | 3:0 (1:0) | Getafe | Estadio Vicente Calderón, Madrid                                           |                                                                            |
|                                       | Diego Costa 18' · Filipe Luis 79' · Diego Costa 87' | Reporte   |        | Asistencia: 7.000 espectadores Árbitro(s): Mateu Lahoz (Comité Valenciano) | Asistencia: 7.000 espectadores Árbitro(s): Mateu Lahoz (Comité Valenciano) |

| 10 de enero de 2013, 21:30 (CEST) | Getafe | 0:0 (0:0) | Atlético de Madrid | Coliseum Alfonso Pérez, Madrid                                                  |                                                                                 |
|                                   |        | Reporte   |                    | Asistencia: 5.000 espectadores Árbitro(s): Iglesias Villanueva (Comité Gallego) | Asistencia: 5.000 espectadores Árbitro(s): Iglesias Villanueva (Comité Gallego) |

##### Cuartos de final
El rival para cuartos de final fue el Real Betis Balompié, que venía de eliminar al U. D. Las Palmas en octavos y al Real Valladolid en dieciseisavos.
El partido de ida se disputó en el estadio Vicente Calderón el 17 de enero de 2013, y finalizó con victoria rojiblanca por 2-0. En el minuto 11, tras una gran recuperación cerca del área, una jugada colectiva finalizó en un centro de Gabi que fue cabeceado a la perfección por Falcao, marcando el primer gol. En el minuto 23, Filipe Luis recibió el balón dentro del área y, entre un mar de piernas, sacó un ajustado disparo que se coló dentro tras rebotar en el poste. La victoria por 2-0 les permitía viajar a Sevilla para disputar la vuelta con la valiosa ventaja del resultado a favor y de haber mantenido la portería a cero en casa.
El partido de vuelta se jugó en el estadio Benito Villamarín el 24 de enero de 2013, con resultado de empate a 1. En el minuto 45, tras un patadón de Miranda, Amaya no se entendió con Casto, tocó el balón hacia atrás y Diego Costa, a puerta vacía, hizo el 0-1. En el 89, en un salto de Godín, no lo hizo Jorge Molina y el árbitro señaló pena máxima en contra del Atlético. Discutible, pero daba igual según como estaban las cosas. Fue el propio Jorge Molina el que marcó el penalti, igualando el marcador. Con este resultado, el Atlético consiguió la clasificación para semifinales.
| 17 de enero de 2013, 22:00 (CEST) | Atlético de Madrid           | 2:0 (2:0) | Betis | Estadio Vicente Calderón, Madrid                                              |                                                                               |
|                                   | Falcao 11' · Filipe Luis 23' | Reporte   |       | Asistencia: 40.000 espectadores Árbitro(s): Undiano Mallenco (Comité Navarro) | Asistencia: 40.000 espectadores Árbitro(s): Undiano Mallenco (Comité Navarro) |

| 24 de enero de 2013, 20:00 (CEST) | Betis            | 1:1 (0:1) | Atlético de Madrid | Estadio Benito Villamarín, Sevilla                                       |                                                                          |
|                                   | Jorge Molina 89' | Reporte   | Diego Costa 45'    | Asistencia: 21.605 espectadores Árbitro(s): Clos Gómez (Comité Aragonés) | Asistencia: 21.605 espectadores Árbitro(s): Clos Gómez (Comité Aragonés) |

##### Semifinales
El rival para la semifinal fue el Sevilla FC, que venía de eliminar al Zaragoza en cuartos de final, al Mallorca en octavos, y al RCD Español en dieciseisavos de final.
El partido de ida se jugó el 31 de enero de 2013 en el estadio Vicente Calderón, con victoria del Atlético por 0-1. Fue un partido muy intenso y polémico, lleno de penaltis y de expulsiones. La primera expulsión fue la de Spahić, en el minuto 48, por segunda amarilla. Tras una pugna con Diego Costa por un balón, el bosnio cayó y rebañó claramente el balón con la mano. En el 49, lanzó Diego Costa con el interior del pie derecho, a la izquierda de Beto, que se venció a su derecha. Se adelantó el Atlético, que además vio como el Sevilla se quedaba con diez. En el minuto 55, se efectuó un gran pase de Navas para Negredo, que se plantó ante Courtois, picó el balón y Godín llegó para cortar. El balón le pegó en la mano y el árbitro señaló penalti y le expulsó por ser el último defensor. El propio Negredo marcó el gol del empate en el lanzamiento de penalti. En el minuto 70, tras una pared entre Diego Costa y el Cebolla, el uruguayo pugnó con Fernando Navarro, que cayó al suelo y tocó el balón con la mano, provocando penalti a favor del Atlético. El penal fue lanzado y marcado por Diego Costa. Ya en el 85, fue expulsado Fernando Navarro con roja directa. Se iba Diego Costa y Fernando Navarro le derribó de forma muy clara. La roja directa quizá fue excesiva, pero era amarilla clarísima y ya tenía una. De esta forma, el Atlético salió ventajoso de un duelo duro e intenso. Sin embargo, el gol fuera de casa del Sevilla dejaba la eliminatoria muy abierta para la vuelta.
El partido de vuelta se jugó el 27 de febrero de 2013 en el estadio Ramón Sánchez-Pizjuán. El resultado fue de empate a dos. En el minuto 7, Diego Costa se quedó con el balón, disparó con la derecha, raso, y marcó el primero. En el minuto 29, otra vez Diego Costa, cocinó la jugada, no se la quitaban, la puso dentro del área y Falcao la enchufó con la izquierda. El Sevilla necesitaba cuatro goles para pasar, y el Atlético tenía pie y medio en la final. En el minuto 39, Jesús Navas se la quedó dentro del área y la colocó con estilo en las redes. Derechazo, al palo y gol. 1-2. En el minuto 76, tras un pisotón a Diego Costa, Medel vio la segunda amarilla y fue expulsado. En el minuto 91, vino un disparo raso de Rakitić desde la frontal y empató el Sevilla, aunque no le iba a servir de nada. Y como guinda para un partido trabado y violento por parte de los locales, Kondogbia vio la roja directa por un pisotón totalmente innecesario a Diego Costa. Con el empate, el Atlético superó la eliminatoria, y disputaría la final del torneo contra su eterno rival, el Real Madrid.
| 31 de enero de 2013, 22:00 (CEST) | Atlético de Madrid                | 2:1 (0:0) | Sevilla FC  | Estadio Vicente Calderón, Madrid                                           |                                                                            |
|                                   | Diego Costa 49' · Diego Costa 71' | Reporte   | Negredo 56' | Asistencia: 45.000 espectadores Árbitro(s): Ayza Gámez (Comité Valenciano) | Asistencia: 45.000 espectadores Árbitro(s): Ayza Gámez (Comité Valenciano) |

| 27 de febrero de 2013, 22:00 (CEST) | Sevilla FC                    | 2:2 (1:2) | Atlético de Madrid          | Estadio Ramón Sánchez-Pizjuán, Sevilla                                          |                                                                                 |
|                                     | Jesús Navas 39' · Rakitić 91' | Reporte   | Diego Costa 7' · Falcao 29' | Asistencia: 45.000 espectadores Árbitro(s): Teixeira Vitienes (Comité Cántabro) | Asistencia: 45.000 espectadores Árbitro(s): Teixeira Vitienes (Comité Cántabro) |

##### Final
La final de la Copa del Rey se disputó el 17 de mayo de 2013 en el estadio Santiago Bermabéu, y la ganó el Atlético de Madrid con un resultado de 1-2. Salió el Madrid con Diego López, Essien, Albiol, Sergio Ramos, Coentrão, Khedira, Xabi Alonso, Ozil, Modrić, Cristiano Ronaldo y Benzema. No jugó finalmente Pepe por discrepancias con Mourinho. En cuanto al once Atlético, formaron con: Courtois, Juanfran, Miranda, Godín, Filipe Luis, Gabi, Mario Suárez, Arda Turan, Koke, Diego Costa y Falcao.
Nada más comenzar el partido, en el minuto 14, Modrić sacó un córner enviando el balón al corazón del área, Cristiano Ronaldo ganó en el salto a Godín y cabeceó dentro de las redes, marcando el gol que adelantaba al Madrid. Entre los aficionados atléticos aparecieron los fantasmas del pasado, pero el equipo no se amilanó y siguió buscando la portería rival. Pasada la media hora de encuentro, en el minuto 35, respondió el Atlético. Radamel Falcao, en el centro del campo, se deshizo con sendos recortes de dos defensas, se revolvió y finalmente puso un pase perfecto en diagonal para Diego Costa, que encaraba ya la portería y que, de un tremendo zurdazo la cruzó ante Diego López, que nada pudo hacer, y la alojó en la portería contraria. Empate a 1. Tras este gol, el Madrid tuvo varias ocasiones antes del descanso. Especialmente clamorosa fue la desperdiciada por Mesut Ozil con un fuerte trallazo que golpeó en el poste.
En el segundo tiempo, se sucedían rachas de dominio del Madrid con contras trepidantes de los rojiblancos, que en ningún momento le perdieron la cara al partido e hicieron su juego a la perfección. Falló también el Madrid varias ocasiones claras, como un doble disparo de Benzemá, en el que el primero fue rechazado por el poste y el segundo lo sacó Juanfran bajo palos, o un saque de falta de Cristano, también estrellado en el palo, con segunda oportunidad que Essien mandó a las nubes cuando lo más sencillo es meterla.
Conforme avanzaban los minutos, se iba notando la desesperación en los jugadores del Madrid, a los que no les sonreía la fortuna y además empezaba a fallarles el físico. Los jugadores del Atlético, perfectamente mentalizados, se aprovecharon de la situación en todo momento, y corrían como aviones ante los pasmados rivales. En el minuto 77, Mourinho perdió los papeles por las supuestas pérdidas de tiempo del Atlético, y fue expulsado por el árbitro. En el 89, parecía que Juanfran estaba tocado, pero no quiso el cambio y se reincorporó al terreno de juego cuando el Cata estaba listo para sustituirle.
Finalmente, el partido de fue a la prórroga. Tres cambios de golpe para el Real Madrid: Arbeloa, Di María e Higuaín por Coentrão, Benzema y Essien. En el Atleti continuaban los mismos once. A los cinco minutos, Diego Costa falló un doble disparo solo frente a Diego López que pudo haber adelantado antes a los rojiblancos, en la ocasión más clara del encuentro para los colchoneros tras el gol rojiblanco. Solo tres minutos después, llegó el gol. Saque de esquina de Koke que despejó Higuaín bombeado, de nuevo hacia el lateral. El canterano rojiblanco recuperó el balón, se lo acomodó y volvió a centrar, encontrando la cabeza de Miranda, que marcó el gol de la victoria. Durante la previa, en una rueda de prensa, el brasileño había confesado que los compañeros de clase se metían con su hijo en el colegio cada vez que no le ganaban al Madrid, de manera que fue una especie de justicia divina la que le permitió, precisamente a él, marcar el gol del triunfo.
Aún hubo un par de ocasiones más del Madrid, como un mano a mano de Higuaín que sacó Courtois, o una falta cerrada de Ozil que también blocó el guardameta belga, ya en la segunda parte de la prórroga. Se fue Diego Costa, ovacionado por la afición colchonera, y entró Adrián en el minuto 105, y en el 110, recién comenzada la segunda mitad, hizo lo propio Arda Turan por el Cebolla Rodríguez. El tercer y último cambio, Koke por Raúl García, se produjo en el 112. Dos minutos después, se desató la polémica: Cristiano Ronaldo pugna por un balón con Gabi, cae al suelo y, en la caída, levanta la pierna para golpear al capitán atlético en la cara. Roja directa para el portugués, que se marchó con la prepotencia que le caracteriza. Al mismo tiempo, un mechero arrojado desde la grada madridista golpeó a Courtois en la cabeza, que también tuvo que ser atendido. Se perdieron cinco minutos de juego, que se añadieron a continuación como tiempo suplementario.
Justo al comenzar el descuento, segunda amarilla para Gabi, posible mano en el área de Mario que protestaron airadamente los del Madrid, y que en la repetición se observó que no era tal, y fin del partido. El Atlético era campeón de la Copa del Rey por décima vez en su historia, en el Bernabéu, y ante su eterno rival.
Todo el Real Madrid, excepto los expulsados Mourinho y Cristiano Ronaldo que no se dignaron a salir del vestuario, recogió su medalla de subcampeón, y a continuación, una imagen que quedará para la historia: la de Gabi alzando la Copa del Rey entre confeti rojiblanco. En la celebración, Koke, canterano e ídolo de la afición, clavó la bandera del Atlético en el centro del Bernabéu, como símbolo de la conquista.
| 17 de mayo de 2013, 21:30 (CEST) | Real Madrid           | 1:2 (1:1) | Atlético de Madrid            | Estadio Santiago Bernabéu, Madrid                                        |                                                                          |
|                                  | Cristiano Ronaldo 14' | Reporte   | Diego Costa 35' · Miranda 89' | Asistencia: 80.000 espectadores Árbitro(s): Clos Gómez (Comité Aragonés) | Asistencia: 80.000 espectadores Árbitro(s): Clos Gómez (Comité Aragonés) |

#### Campeonato Nacional de Liga
El Atlético comenzó la Liga con el mismo objetivo incumplido de las tres temporadas anteriores: finalizarla entre los cuatro primeros clasificados y así obtener el pase a la UEFA Champions League.
La primera jornada de liga se jugó el 19 de agosto en el estadio Ciutat de Valencia, ante el Levante, con resultado de empate a 1. En el minuto 5, El Zhar aprovechó un rechace en la frontal del área para marcar el primer gol. El empate lo puso Arda Turan en el minuto 21, con un tremendo zambombazo desde fuera del área que se coló por la escuadra. Este primer punto sumado lo hacía empezar la Liga en noveno puesto, tras los ocho que habían ganado sus respectivos partidos.
La segunda jornada de liga fue el estreno del equipo en el Calderón, justo antes de la final de la Supercopa de Europa. Se jugó el 27 de agosto ante el Athletic Club, y vencieron los locales por 4-0. Falcao abrió el marcador en el minuto 20, entrando por la izquierda del área, dejando atrás al defensa con el cuerpo y, muy escorado, picando el balón por encima del portero para que entrase limpiamente. En el 42, de nuevo Falcao, recibió un centro de Godín, excesivamente bombeado y casi sin ángulo. El colombiano se inventó un remate casi acrobático que entró como un tiro por el palo contrario. En el 58, una mano de Gurpegui dentro del área fue señalada por el árbitro como penalti, que se encargó de lanzar Falcao, consiguiendo así el triplete. Ya en el 84, cuando estaba a punto de cumplirse el tiempo reglamentario, Tiago puso la guinda cazando un despeje en la frontal y metiéndolo por la escuadra en un tremendo zambombazo. Con este 4-0, el Atlético sumaba ya 4 puntos, se encaramaba a la cuarta posición en la tabla, a 2 de Valladolid, Rayo Vallecano y Barcelona, y llegaba cargado de moral a su encuentro europeo.
El 13 de enero de 2013
La tercera jornada, frente al Betis en el estadio Benito Villamarín, estaba prevista para jugarse el 3 de septiembre. Sin embargo, debido a las convocatorias de los jugadores del Atlético con sus selecciones, y de los festejos de los rojiblancos por haber conseguido la Supercopa de Europa, el partido fue aplazado hasta el 26 de septiembre.
La cuarta jornada se disputó el 16 de septiembre, tras la final de la Supercopa de Europa en la que el Atlético se proclamó campeón, y también tras una semana de parón de la liga por los partidos de selecciones. El adversario fue el Rayo Vallecano, al que vencieron por 4-3. En el minuto 29, tras una internada de Diego Costa por la izquierda, el brasileño puso el balón en el punto de penalti para que Mario Suárez rematase a placer, poniendo el 1-0. En el 49, Falcao bajó un balón bombeado cerca del área, abrió a la derecha para Diego Costa, este volvió a mandar un centro raso al área y Koke fue esta vez quien, con un elegante remate, mandó el balón a las redes. Dos minutos después, otro gol prácticamente idéntico: Diego Costa abre para Falcao a la derecha, el colombiano centra y Arda Turan marca. La guinda vino en el minuto 55, cuando Falcao transformó un penalti cometido sobre Diego Costa y marcó el 4-0. Hasta el minuto 80, el partido parecía totalmente sentenciado, pero los rojiblancos aún pudieron llevarse una sorpresa. Y es que en el 82, Delibašić ganó la espalda de los centrales para rematar un centro desde la derecha y marcar el 4-1. En el 85, exactamente la misma jugada pero desde la izquierda, y de nuevo gol de Delibašić, que seguía recortando distancias. Y finalmente, en el 89, Leo terminó de meter miedo en el cuerpo de los rojiblancos marcando el 4-3 tras un error clamoroso de Godín en defensa. Por suerte, no hubo tiempo para más, y el atlético se llevó los tres puntos del partido, colocándose quinto con 7 puntos y un partido menos que el resto de equipos.
La quinta jornada se disputó el 23 de septiembre en el estadio Vicente Calderón, frente al Valladolid, justo tras la victoria ante el Hapoel Tel-Aviv en el estreno europeo del equipo. El encuentro finalizó con victoria de los rojiblancos por 2-1. En el minuto 30, Godín robó un balón en el centro del campo, se apoyó en Koke y, tras una rapidísima carrera, llegó hasta la frontal del área, donde el canterano le devolvió el balón y el uruguayo la picó con la maestría de un delantero para marcar el primer gol de la tarde. El segundo del Atlético vino en el minuto 44, cuando Alberto Bueno cometió un penalti tonto sobre Diego Costa. Falcao fue el encargado de lanzarlo y, como venía siendo habitual, el lanzamiento terminó en gol. En el minuto 54, un disparo lejano del propio Alberto Bueno se dirigía, flojito y sin complicaciones, al palo derecho de la portería atlética. Sin embargo, el bote confundió a Courtois, al que el balón se le escapó de entre las manos y supuso el 2-1. A partir de ese momento, el Valladolid se vino arriba y al Atlético le entraron las dudas. Por suerte, el marcador no volvió a moverse, y los colchoneros se llevaron tres puntos que, con un partido menos, los colocaban quintos, a solo un punto de segundo, tercero y cuarto (Mallorca, Sevilla y Málaga respectivamente), y a cinco del primero, el Barcelona.
El 26 de septiembre se jugó la tercera jornada, aplazada tras la Supercopa de Europa ganada por el Atlético. En partido se jugó con el Betis en el estadio Benito Villamarín, con victoria atlética por 2-4. En el minuto 25, un centro de Agra desde la derecha no fue despejado por nadie, pilló a Asenjo descolocado y entró, convirtiéndose en el primer gol de los locales. Justo 3 minutos después, un disparo de Raúl García que se marchaba fuera fue desviado de su trayectoria por Falcao en boca de gol, recuperando rápidamente el empate en el marcador. En el 46, justo antes del descanso, un globo muy escorado de Juan Carlos volvió a superar a Asenjo, que pudo hacer algo más, y adelantó de nuevo a los sevillanos. Sin embargo, justo al volver del vestuario, Perquis cometió un penalti sobre Diego Costa, y fue expulsado. La pena máxima fue transformada por Falcao, y el Atlético recuperaba las tablas en el marcador y afrontaba la segunda parte con un jugador más. El equipo de Simeone se vino arriba y, en el minuto 54, Diego Costa cazó en el segundo palo un balón rechazado a la salida de un córner, y culminó la remontada. En el minuto 77, un balón rebotado golpeó en la mano de Filipe Luis dentro del área atlética, e inmediatamente después en la de Campbell. El árbitro, Álvarez Izquierdo, no vio la mano del defensa, pero sí la de Campbell y, a pesar de la aparente involuntariedad, le sacó amarilla. Al ser la segunda, Campbell también abandonó el terreno de juego, y el Betis se quedó con 9 jugadores en la que fue la jugada polémica del partido. El Betis, aun así, no le perdió la cara al partido y siguió buscando el empate, hasta que en el 93, Raúl García remató totalmente solo un centro en el segundo palo, marcando el definitivo 2-4. Estos tres puntos colocaban al Atlético en segunda posición, a solo dos puntos del líder, el FC Barcelona.
La sexta jornada, disputada el 30 de septiembre en Cornellà, enfrentaba al Atlético contra el RCD Español, con victoria colchonera por 0-1. El único gol del encuentro lo marcó Raúl García en el minuto 30, cabeceando desde el punto de penalti un fantástico centro desde la derecha. Con tres puntos más en el saco, el Atlético sumaba ya 16, y se mantenía a tiro del líder, el FC Barcelona, que seguía sacándole solo dos puntos de ventaja.
El 7 de octubre, tras la victoria in extremis contra el Viktoria Plzeň en Europa League, se disputó la séptima jornada de liga en el Vicente Calderón. Fue un partido muy trascendente, ya que el rival era el Málaga, equipo que estaba teniendo un extraordinario debut en Champions y además se mantenía en la parte alta de la tabla. Fue la primera prueba de fuego para el Atlético, que consiguió solventarla mediante una victoria por 2-1. En el minuto 6, Falcao cabeceaba desde el punto de penalti un centro para adelantar a los rojiblancos en el marcador. El Málaga consiguió empatar en el 36 de forma muy parecida, esta vez con cabezazo de Santa Cruz. La primera mitad, que había sido bastante igualada, finalizó con las tablas en el marcador. Sin embargo, tras la charla del descanso, los jugadores del Atlético salieron extramotivados y encerraron al Málaga en su campo. El acoso era constante, pero las ocasiones no eran demasiado claras, y de vez en cuando el Málaga respondía con alguna contra. Cuando ya parecía que el partido iba a finalizar así, en una jugada a balón parado, Falcao se coló entre dos centrales para intentar remachar en boca de gol. Sin embargo, fue Weligton el que, intentando cubrir al colombiano, hizo que el balón rebotase en su espinilla y se metiese en propia puerta. Esta victoria, unida al empate del Barcelona con el Madrid en el Camp Nou, hacía colíderes a los rojiblancos con 19 puntos, que se mantenían segundos únicamente por la diferencia de goles favorable al Barça.
La octava jornada, jugada el 21 de octubre tras el parón de la liga por los partidos de selecciones, se jugó en Anoeta frente a la Real Sociedad, con victoria del Atlético por 0-1. El único gol del partido lo marcó Falcao, ya en el descuento, de falta directa que superó la barrera y se coló por la escuadra. Con esta victoria, el Atlético sumaba 22 puntos de 24 posibles, y se mantenía segundo en coliderato con el Barcelona, a 5 puntos del tercer clasificado, el Málaga.
El 28 de octubre en el Vicente Calderón, el Atlético jugó el partido correspondiente a la novena jornada de liga, tras una nueva victoria europea entre semana frente al Académica de Coimbra. El rival fue el Osasuna, y el equipo rojiblanco sumó una nueva victoria, esta vez por 3-1. En el minuto 31, una falta lateral mandada al área por Gabi fue peinada por Miranda, marcando el primer gol rojiblanco. Cuatro minutos después, un despeje fallido de la defensa osasunista dejó el balón muerto a los pies de Raúl García dentro del área, que no desaprovechó la ocasión y marcó el segundo gol colchonero. Como muestra de respeto para su exequipo, no lo celebró. Justo antes del descanso, en el minuto 42, Lamah redujo distancias con un fuerte disparo desde fuera del área. Y, por último, en el minuto 73, Falcao ganó la posición a su marcador y, desde la frontal del área pequeña, marcó el tercer gol colchonero. Con esta victoria mantenían el coliderato y aguantaban el pulso al Barcelona, y además se alejaban del tercer clasificado, el Málaga, que empató ante el Celta.
La décima jornada se jugó el 3 de noviembre en Mestalla frente al Valencia, tras vencer por 0-3 al Real Jaén en Copa, y supuso la primera derrota de la temporada, por 2-0. En el minuto 20, una extraordinaria volea de Soldado se metió por la escuadra, suponiendo el primer gol. Y en el 95, cuando el Atlético estaba totalmente volcado en busca del empate, Valdez finalizó una contra y el partido. Con esta derrota, el Barcelona se alejaba tres puntos gracias a su derrota ante el Celta, y el tercero, el Real Madrid, se acercaba a cinco tras ganar al Zaragoza.
El 11 de noviembre en el Calderón se jugó la undécima jornada, con victoria por 2-0 frente al Getafe en un partido tranquilo que devolvía al equipo a la senda de la victoria. En el minuto 24, un pase bombeado de Arda Turan desde la frontal lo cabeceó Adrián en el segundo palo. El portero llegó a repeler el balón, pero Adrián cazó el rechace y marcó el primer gol. En el 42, Arda Turan se llevó con la mano un despeje de la defensa, recortó al portero y marcó el gol con la meta vacía. Con esta victoria, el Atlético sumaba ya 28 puntos, seguía a 3 del líder, el Barcelona, y a 5 del tercero, el Real Madrid.
El 18 de noviembre, en la duodécima jornada, el Atlético ganó por 0-1 al Granada en Los Cármenes, continuando así su imparable trayectoria liguera. El único gol del partido lo marcó Arda Turan, en el minuto 61, rematando muy forzado en el segundo palo un centro desde la derecha de Koke. Con estos tres, ya eran 31 los puntos que sumaba el Atlético en liga, y continuaba a 3 del líder, el Barcelona.
La decimotercera jornada se jugó el 25 de noviembre en el estadio Vicente Calderón, frente al Sevilla, que salió derrotado por 4-0. En el minuto 20, un agarrón de Spahic a Falcao dentro del área impidió que el colombiano rematara a bocajarro, pero el árbitro no pitó nada. Koke, dispuesto para cazar el rechace, fue detenido con una zancadilla por Fazio cuando se encontraba solo ante Palop. Este segundo penalti sí fue señalado por el colegiado, que además enseñó la roja directa al central sevillista. Falcao fue el encargado de transformar el penalti, fuerte y al centro, marcando su gol número 50 con la rojiblanca. En el 40, Falcao recibió un balón en el centro del campo, se giró con la pelota controlada, regateó a un defensa en mitad del campo contrario, y vio cómo por la derecha se incorporaba Arda Turan como una bala. Dio el pase al turco que, en la frontal, trató de centrar para Diego Costa, que llegaba al segundo palo. Sin embargo, Spahic, al intentar desviar el balón, lo metió en su propia portería. En el 44, un pase en largo por la banda derecha se lo llevó Diego Costa tras varios rebotes. Se internó en el área y, cuando Palop se le echaba encima, lo superó con un pase bombeado que llegó a Koke. El canterano, solo en el segundo palo, definió de volea cuando el balón caía, con un gran gesto técnico, y marcó el tercero. El cuarto llegó en el descuento, en el minuto 92. Un mal despeje de Palop a un disparo lejano lo cazó Tiago que, de tacón, dio la asistencia a Miranda que le permitió marcar a placer. Tras la derrota del Madrid en el campo del Betis el día anterior, este partido dejaba al Atlético a ocho puntos de su eterno rival, tercer clasificado, y lo mantenía a tres del líder, el Barcelona, que había ganado por idéntico resultado en el Ciutat de Valencia.
La decimocuarta jornada, jugada el 1 de diciembre, coincidió con el derbi ante el Real Madrid en el Bernabéu, con victoria local por 2-0. El primer gol, en el minuto 15, fue una falta directa lanzada por Cristiano Ronaldo. El segundo fue obra de Ozil, en el minuto 66, que se vio beneficiado por el rebote en el área tras un mal control. Este resultado alejaba al Barcelona, que tras su contundente victoria ante el Athletic sumaba ya 40 puntos y se encontraba a 6 de distancia, y acercaba al Madrid, tercer clasificado, a 5 puntos.
En la decimoquinta jornada, disputada el 9 de diciembre en el Calderón, el equipo se reivindicó tras dos derrotas consecutivas, ante el Madrid y ante el Viktoria Plzen, y goleó al Deportivo con un resultado de 6-0. Abrió la cuenta Diego Costa en el minuto 23 con un cabezazo en el segundo palo tras un córner, y los otros cinco goles los marcó el Tigre Falcao. El primero de ellos, en el minuto 28, fue un tremendo derechazo al palo largo tras magistral pase en profundidad de Koke. El segundo, en el 42, vino tras un saque de banda en la que Falcao se giró hacia la portería, dejando botar el balón frente a él y, sin necesidad de acomodársela siquiera, la empalmó a la red. El triplete se completó en el 64, de penalti, cuando Roderick lo derribó dentro del área. Tres minutos después, llegaba el cuarto. Remate de Arda Turan que despejaba Aranzubia y Falcao, sobre la misma línea de gol, se lanzó en plancha para rematar de cabeza y mandar el balón al fondo de la portería. Y, para redondear la gran noche del ariete colombiano, en el minuto 71, tras ganar un balón por velocidad, regateó a toda la defensa y metió el sexto gol del partido, quinto de su cuenta particular. Esta victoria los mantenía en el segundo puesto, con 37 puntos, aún a 5 del tercero, el Real Madrid, y a 6 del líder, el Barcelona, al que se enfrentaría en la jornada siguiente.
La decimosexta jornada llegó el 16 de diciembre, tras la ida de la eliminatoria de Copa, en la que el Atlético goleó al Getafe en el Calderón y dejó muy encarrilado el pase a cuartos de final. Tras dos contundentes victorias consecutivas, el equipo madrileño llegaba segundo y cargado de moral al campo del líder, el FC Barcelona. A pesar de la gran primera parte de los rojiblancos, el resultado final fue de 4-1. Tras media hora de absoluto dominio colchonero, y varias claras ocasiones falladas, en el minuto 31, Diego Costa robó el balón a Messi y dio un sensacional pase a Falcao que, ganando en la carrera a los centrales del Barcelona, venció en el mano a mano ante Valdés picando con el exterior el balón al primer palo. Un golazo de clase que ponía justicia en el marcador. El Atlético se creció aún más, incrementó la presión, asfixió al Barcelona y todo parecía indicar que se iría al descanso con dicho resultado. Sin embargo, en el minuto 36, un tremendo zapatazo a ninguna parte de Adriano desde fuera del área rebotó en la escuadra y se coló dentro, empatando el encuentro. Después de eso, en una sucesión de cóners del Barcelona, Busquets se aprovechó de una serie de rebotes en el área en el minuto 45 para adelantar a su equipo. Tras una magnífica primera parte y un juego espléndido desplegado, el Atlético se marchaba al vestuario por debajo en el marcador. A esta sensación de impotencia se sumaba la lesión de Filipe Luis. Durante la segunda parte, el Barcelona se hizo con la posesión del balón y empezó a asediar el área atlética. Todas las contras que el equipo rojiblanco trataba de montar era frenadas, bien por los magníficos jugadores del equipo catalán, o bien por el árbitro, que tuvo desigual rasero durante todo el partido, acribillando a los rojiblancos a faltas, tarjetas, manos y fueras de juego inexistentes. El continuo machaque terminó minando la moral de los rojiblancos, que aun así no le perdieron la cara al partido hasta que dos genialidades de Messi hicieron insalvable la distancia en el marcador. La primera, en el minuto 57, con un disparo desde fuera del área. La segunda, en el 87, robando la pelota a la defensa y picándola por encima de Courtois. Con esta victoria, el Barcelona se alejaba ya a 9 puntos, y el liderato se veía más lejano que nunca. El Madrid, que había empatado en el Bernabéu ante el RCD Español, recortaba un punto y se ponía a cuatro.
El viernes 21 de diciembre, en el Vicente Calderón, se jugó la decimoséptima jornada, última de 2012, en la que el Atlético venció 0-1 al Celta de Vigo. El partido comenzó con un Atlético arrollador que encerró al Celta atrás y tuvo un par de ocasiones, la más clara un disparo de Koke que salió despedido por el palo. Arda Turan estaba cuajando un partido magnífico y, a pesar del gran marcaje al que era sometido Falcao, el resto del equipo jugaba en bloque y las ocasiones se sucedían. Sin embargo, no hubo goles cuando los jugadores se marcharon al descanso, y en la segunda parte el Celta salió más animado, tuvo algunos minutos en el área del Atlético y parecía que podría llevarse algo positivo del Calderón. La presión defensiva se intensificó por parte de los gallegos y, aunque poco a poco fueron encerrándose en su campo, cada vez resultaba más complicado al Atlético generar ocasiones. A falta de 20 minutos para el final, Adrián entró por Diego Costa. El delantero asturiano estaba teniendo una mala temporada, ocasionada por la falta de confianza, la consecuente falta de minutos, y las lesiones. Sin embargo, el destino quiso que el joven punta fuese el que marcase el gol de la victoria. Fue en el minuto 77. Adrián intentó una pared que interceptó la defensa. El rechace volvió a caerle a él y, con un potente zurdazo, metió el balón por la escuadra. Después del gol, el Celta trató de venirse arriba, y se sucedieron algunos minutos caóticos, en los que Miranda vio su segunda amarilla y fue expulsado. Junto a él, Arda Turan y Falcao también habían sido amonestados previamente con la quinta amarilla, y se perderían el partido en Mallorca. Finalmente, los tres puntos los mantenían segundos con 40 puntos, a 9 del líder, el Barcelona, que había ganado al Valladolid, y a 7 del tercero, el Real Madrid, que perdió en la Rosaleda ante el Málaga.
El 6 de enero de 2013, en el Ono Estadi, se jugó tras regresar de Navidad la decimoctava jornada liguera, que enfrentaba al Atlético de Madrid con el Mallorca, con resultado de empate a 1. En el minuto 72, Diego Costa recortó dentro del área y sacó un disparo cruzado. Repelió Aouate, pero cazó el rechace Raúl García y la empujó para marcar el gol rojiblanco. En el minuto 87, tras una cadena de despropósitos defensivos en el área colchonera, nadie fue capaz de despejar el peligro, Courtois salió en falso, el balón le llegó a Kevin tras un barullo y la coló con la zurda. Con este resultado, el Barcelona se alejaba a 11 puntos, y el Madrid recortaba dos, poniéndose a 5.
El 13 de enero de 2013, tras haber eliminado entre semana al Getafe en octavos de final de la Copa del Rey, el Atlético jugaba la decimonovena jornada, última de la primera vuelta, contra el Zaragoza en el Vicente Calderón. El resultado fue de victoria local por 2-0. En el minuto 31, en un córner que botó Gabi al primer palo, Tiago conectó un cabezazo imparable para Roberto. En el minuto 38, Falcao, de penalti, hizo el segundo. Con esta victoria, el Atlético seguía a 11 puntos del Barcelona, pero se alejaba a 7 del Real Madrid.
La vigésima jornada se jugó el 20 de enero, tras haber vencido al Betis en la ida de los cuartos de final de la Copa del Rey. El rival fue el Levante, en el Vicente Calderón, y se venció por 2-0. En el minuto 32, llegó un gran pase de Tiago para Manquillo, el lateral ganó la espalda a la defensa y puso el pase de la muerte para que Adrián empujara el balón con la izquierda. David Navarro llegó a tocar y casi despeja, pero el balón terminó en la red. En el 60, Koke combinó con Diego Costa y en la frontal se sacó un disparo con el interior precioso, que entró por la escuadra. Esto, sumado a la derrota del Barcelona, ponía al Atlético a 8 puntos del liderato, manteniendo su distancia de siete con el tercer clasificado, el Real Madrid.
El 27 de enero se jugó la vigésimoprimera jornada en San Mamés frente al Athletic Club. El Atlético venía de eliminar entre semana al Betis en Copa del Rey y alcanzar las semifinales de dicha competición. El resultado del partido fue de 3-0. En el minuto 50, San José cabeceó un córner y abrió el marcador. En el 77, marcó Susaeta a pase de Ander. Y en el 84, De Marcos sentenció el partido finalizando una contra. Esta derrota, unida a las victorias de Madrid y Barcelona, ponían al Barcelona de nuevo a 11 puntos, y permitían al Madrid recortar tres y ponerse a 4 puntos.
La vigesimosegunda jornada se disputó el 3 de febrero en el Vicente Calderón, contra el Betis, tras haber ganado entre semana al Sevilla en las semifinales de la Copa del Rey. El Atlético ganó por 1-0. El único gol de partido lo marcó Diego Costa. Fue en el minuto 63, en un saque de esquina cerrado al primer palo. Intentó cabecear Miranda pero no tocó el balón. Tampoco Adrián, despistado por el movimiento del brasileño, y Diego Costa cabeceó a placer en el área pequeña. Esta victoria, unida a la derrota del Real Madrid en Granada y el empate del Barcelona ante el Valencia, acercó a los rojiblancos a 9 puntos del liderato, y alejó a 7 puntos al eterno rival.
El 10 de febrero de 2013 se jugó la vigésimotercera jornada, en el estadio de Vallecas frente al Rayo Vallecano, con resultado de 2-1. En el minuto 3, una acción empezó por la parte izquierda, después vino un buen pase de Casado para Piti, que de espaldas centró raso ante Miranda, el balón se paseó por el área pequeña, Cata Díaz no metió la pierna por miedo a marcar en propia meta y Lass marcó a placer en el segundo palo, llegando antes que Filipe. En el 32, en un centro de Lass al primer palo, Leo Baptistao se adelantó al Cata Díaz y marcó con un remate que no era sencillo el segundo tanto del Rayo. Ya en el 94, salvó Rubén con un paradón el cabezazo de Raúl García, la jugada continuó, Miranda disparó como pudo y se convirtió en un pase para Falcao, que dentro del área pequeña marcó a la media vuelta. Esta derrota alejaba aún más al Barcelona, a 12 puntos, y acercaba a 4 al Real Madrid.
La vigesimocuarta jornada se jugó el 17 de febrero, tras haber perdido entre semana contra el Rubin Kazan en la Europa League. Fue en el estadio José Zorrilla, y el resultado fue de victoria atlética por 0-3. En el minuto 12, Gabi puso el balón al corazón del área, Dani sacó el disparo de Godín y Falcao, en boca de gol, no perdonó al rechace. En el 54, apareció un hueco por el centro, tocó Koke de cabeza y Diego Costa la enchufó con la derecha. Y, por último, en el 90, en un balón colgado, Rukavina se la quiso dejar con el pecho a su portero, la lio y el Cebolla hizo el tercero. Real Madrid y Barcelona también ganaron sus respectivos partidos, así que se mantuvo la distancia entre ambos y el Atlético.
El 24 de febrero, tras caer eliminados entre semana ante el Rubin Kazan en la Europa League, se jugó la vigesimoquinta jornada. El rival fue el RCD Español en el estadio Vicente Calderón, y el Atlético ganó por 1-0. El único gol lo marcó Falcao de penalti, en el minuto 37. En el 48, Gabi fue expulsado por doble amarilla, pero el Atlético supo aguantar el resultado hasta el final y llevarse la victoria. Como Real Madrid y FC Barcelona también ganaron sus respectivos partidos, el Atlético continuaba a 12 puntos del liderato, y con 4 de ventaja sobre el tercero.
La vigesimosexta jornada liguera se disputó el 3 de marzo, en el estadio de La Rosaleda, contra el Málaga, con resultado de 0-0. Fue un partido muy físico, que dominó el Atlético la mayor parte del tiempo, pero sin tener ocasiones claras de gol. Al final, empate justo entre los dos equipos menos goleados de la liga. Por otro lado, en el enfrentamiento directo entre Madrid y Barcelona, salieron victoriosos los blancos. Esto ponía al Barcelona a 11 puntos, pero también acercaba al Madrid, que se encontraba ya a solo 2 de distancia.
El 10 de marzo de 2013 se jugó la vigésimoséptima jornada de liga, en el Vicente Calderón ante la Real Sociedad, que venció por 0-1. El único gol llegó en el minuto 53. Volcado el Atlético sobre la portería de Bravo, la Real cazó una contra con muchos espacios. Griezmann se la puso a Xabi Prieto, que estaba en fuera de juego, y delante de Courtois definió raso, por debajo de las piernas. Esta derrota ponía al Barcelona ya a 14 puntos, y además permitía al Madrid, que había ganado su partido, adelantarle por primera vez en la clasificación. El Real Madrid se situaba segundo con 58 puntos, y el Atlético descendía a la tercera posición, con 57.
La vigésimoctava jornada liguera se disputó el 17 de marzo en el estadio Reyno de Navarra, frente a Osasuna, con victoria por 0-2. En el minuto 35 salió el Atlético a la contra, pilló a la defensa de Osasuna adelantada, Gabi filtró un buen pase, Koke entró en el área con muchos espacios, se la puso a placer a Diego Costa y el brasileño marcó a la segunda. El primer remate lo detuvo Andrés, pero a la segunda Costa marcó de cabeza, con el portero de Osasuna en el suelo. En el 48, recién comenzada la segunda mitad, Koke puso bien una falta, la pelota llegó al área pequeña y allí Diego Costa metió la pierna para empujar y hacer el segundo. Real Madrid y Barcelona vencieron también sendos partidos, así que las distancias se mantuvieron: 14 puntos por debajo del Barcelona, 1 por debajo del Real Madrid.
El 31 de marzo se jugó la vigésimonovena jornada, en el Vicente Calderón contra el Valencia, con resultado de empate a 1. En el minuto 5, Joao Pereira la puso dentro del área y Jonas estuvp mucho más vivo que Miranda para quedarse con la pelota y batir por bajo a Courtois. Inmediatamente después, en el minuto 6, llegó un centro de Arda y Falcao, solito, empató de volea cerca de Alves. El punto conseguido mantuvo distancias con Barcelona y Real Madrid, que también empataron sus partidos.
La trigésima jornada se disputó el 7 de abril de 2013, en el Coliseum Alfonso Pérez contra el Getafe, con resultado de 0-0. El Atlético dominó toda la primera parte y dispuso de varias ocasiones claras que no supo materializar. En la segunda se vio mermado por las expulsiones, primero de Mario Suárez y a continuación de Godín, pero aun así dispuso de un par de oportunidades más para poder ganar el partido. Finalmente, reparto de puntos y ningún gol. Barcelona y Real sí que habían ganado sus partidos, se colocaban a 16 y 3 puntos respectivamente.
El 14 de abril disputaron la trigésimoprimera jornada liguera contra el Granada en el Calderón, venciendo por 5-0. En el minuto 5, en un balón colgado al corazón del área, se precipitó saliendo Roberto y Diego Costa tocó lo justo con la cabeza para abrir el marcador. 1-0. Un poco antes de la media hora de juego, fue perfecta la contra del Atlético en el minuto 28. Cebolla jugó al espacio con Diego Costa y este se la regaló a Falcao, que no falló en el segundo palo. Al volver del descanso, en el minuto 47, vino una buena falta colgada de Koke y Falcao hizo el tercero en boca de gol. De nuevo en el 63, otra falta de Koke al primer palo y Raúl García remató más solo que la una para hacer el cuarto. Y ya por último, en el minuto 70, Adrián esperó que lleguase Filipe, que profundizó y marcó delante de Roberto. Esta victoria se unía a las de FC Barcelona y Real Madrid, que mantenían sus distancias de 16 y 3 puntos. La Real Sociedad se encontraba a 11 puntos, con 21 por jugarse.
La trigésimosegunda jornada se disputó el 21 de abril en el estadio Ramón Sánchez-Pizjuán frente al Sevilla, ganando 0-1. El único gol del encuentro lo marcó Falcao en el minuto 76. Jugadón de Adrián, que centró desde la izquierda, Raúl García empalmó una volea y Falcao, en posición correcta, se tiró y metió la zurda en el área pequeña para hacer el tanto. Real Madrid y Barcelona ganaron también sus partidos y mantuvieron sus ventajas, pero la Real Sociedad empató a cero con el Osasuna, y se puso a 13 puntos, con 18 por jugarse. Tres victorias más, y el Atlético sería matemáticamente tercero.
En la jornada trigésimotercera se enfrentaron al Real Madrid en el Calderón, con victoria de los blancos por 1-2. La derrota sentó especialmente mal entre los aficionados rojiblancos porque el Madrid se presentó con un once plagado de suplentes. En el minuto 4, tras una falta botada por Gabi y un mal despeje de Diego López, el balón quedó a los pies de Godín y centró, muy tocado al segundo palo, donde Falcao cabeceó a placer el 1-0. Desafortunadamente, en el minuto 12, botó Di María una falta a pierna cambiada, casi llegó al remate Pepe pero fue Juanfran, finalmente, quien rozó el balón con la cadera y lo alejó del alcance de Courtois. El gol en propia meta fue un mazazo moral para los rojiblancos, y el Madrid se vino arriba. Y, por último, en el minuto 62, Benzema puso un balón al espacio Di María cruzó el balón para marcar el definitivo 1-2. El Madrid, con esta victoria, se alejaba ya a 6 puntos, poniéndoselo muy complicado a los rojiblancos para alcanzar el subcampeonato liguero. El Barcelona, que empató en Bilbao, estaba ya a 17 y era matemáticamente inalcanzable, y la Real Sociedad ganó al Valencia y se puso a 10 puntos.
El 5 de mayo de 2013, en el estadio de Riazor, se celebró el partido contra el Deportivo correspondiente a la trigésimocuarta jornada, con resultado de empate a 0. Aparte del buen hacer defensivo de ambas escuadras, el árbitro también fue protagonista: no pitó dos penaltis a favor del Dépor, y anuló un gol legal al Atlético. El Real Madrid ganó su partido y se puso ya a 9 puntos de distancia, mientras que la Real Sociedad perdió, permitiendo al Atlético mantener su ventaja de 10 puntos.
La trigesimosexta jornada se adelantó al 8 de mayo para el Atlético de Madrid, para así dejar libre la fecha de la final de Copa. Se enfrentaron al Celta de Vigo y vencieron 1-3. En el minuto 48, tras un saque de esquina, Miranda peinó hacia atrás en el primer palo y Diego Costa cabeceó en el segundo para abrir el marcador. En el 67, un zapatazo de Juanfran desde la frontal tocó en Lago y entra en la portería de Varas. Ya casi acabando el partido, en el minuto 84, un disparo de De Lucas fue rechazado por Courtois. El rechace le cayó a Augusto, que recortó y le pegó duro al balón. Courtois la tocó, pero se le escurrió por debajo. El Celta se vino arriba y por un momento creyó en la remontada, pero no le duró mucho. En el 87, Falcao se asoció con Arda en el área. Recibió, recortó para romper al último defensa y fusiló a Varas. 1-3 y partido sentenciado. Con esta victoria, el Atlético se quedaba, provisionalmente, a 13 puntos de la Real Sociedad a falta de 9 por jugarse, confirmando así matemáticamente su tercera plaza. El Madrid también ganó su partido y se confirmó como segundo.
En la trigésimoquinta jornada de liga, disputada el 12 de mayo, se enfrentaban Atlético de Madrid y Barcelona en el Calderón, ambos sin ya nada en juego. El Barcelona ganó 1-2. En el minuto 51 se produjo una contra del Atlético. Piqué y Gabi peleaban un balón, se quedó dividido, desde el suelo Gabi se sacó un pase para Falcao y el colombiano en el mano a mano batió a Pinto con un remate de puntera. Tras esto, Messi tuvo que abandonar el campo por lesión y, al haber hecho ya Tito los tres cambios, el Barcelona continuó jugando con diez. Sin embargo, eso no impidió que, en el minuto 72, Alexis realizara un pase filtrado para Cesc, que se la devuelvió de primeras, el chileno controló entre varios defensas y se sacó un disparo algo mordido que entró junto al palo de Courtois. Y para terminar de rematar la faena, en el 79, en una contra del Barça, Tello centró, Godín despejó, la pelota le llegó de nuevo a Tello, que se marchó de Miranda, centró atrás, Villa remató y después llegó una carambola. El balón pegó en Godín y cuando se iba fuera pegó en Gabi y terminó entrando. De esta forma tan irritante, el Atlético perdió un partido que tenía ganado, ante un rival importante y en su campo. A pesar de la nula trascendencia clasificatoria, el resultado sentó mal en las gradas del Calderón.
El 26 de mayo, tras proclamarse campeones de Copa del Rey ante el Real Madrid en el Bernabéu, regresaron al Calderón para disputar la trigésimoséptima jornada liguera, que les enfrentó al Mallorca, y que finalizó con empate a 0. Aunque el resultado no acompañase, el ambiente en la grada fue festivo. El Mallorca hizo un respetuoso pasillo al campeón, que presentó la Copa ante su afición, y jugó el once titular de la final como homenaje. También hubo minutos para el joven Óliver Torres, perla de la cantera rojiblanca, que fue recibido con una sonora ovación.
La trigésimoctava jornada, última del campeonato, se disputó el 1 de junio en la Romareda frente al Zaragoza, con victoria Atlética por 1-3. El Zaragoza, que se jugaba la permanencia, necesitaba ganar el partido para permanecer en primera, pero su fútbol fue pobre y no consiguieron mantener la categoría. Tanto por el mal fútbol del Zaragoza como por la falta de fondo físico del Atlético, parecía que el partido quedaría en empate a cero. Sin embargo, los rojiblancos, a pesar de no jugarse nada, hicieron un partido muy serio en un gesto de respeto a la competición, y los goles acabaron llegando en el último suspiro. En el 84, en un balón largo que parecía que se iba a perder por la línea de fondo, Diego Costa llegó a tiempo para sacarse un taconazo precioso para la llegada de Arda Turan, el turco entró en el área, se marchó de Loovens y su derechazo posterior entró cerca de la escuadra de Leo Franco. En el 89, Bienvenu tocó un balón de cabeza, Álvaro lo peleó, Miranda y Courtois se estorbaron, cantaron, el balón quedó a Postiga y el portugués marcó a puerta vacía. Sin embargo, no hubo tiempo para la reacción zaragocista, porque un minuto después volvió a adelantarse el Atlético. Balón largo hacia Aquino, que acababa de salir, centró muy bien desde la izquierda y el centro al segundo palo lo remató Diego Costa sin dejarla caer. Y para finalizar esos minutos de locura, en el 91, se quedó Diego Costa frente a Leo Franco, el argentino le sacó el balón en el regate, pero llegó Koke para recoger el rechace, la puso atrás y Diego Costa hizo el tercero a placer.
El Atlético finalizó la liga tercero con 76 puntos, a 9 del Madrid, primero, y a 24 del Barcelona, campeón. El cuarto clasificado, la Real Sociedad, se quedó a una distancia de 10 puntos.

##### Alineación
| - Courtois - Juanfran - Miranda - Godín - Filipe Luis - Mario Suárez - Gabi - Arda Turan - Koke - Diego Costa - Falcao - Ent: Cholo Simeone |  | Courtois Juanfran Godín Miranda Filipe Luis Arda Turan Diego Costa Gabi Mario Koke Falcao |
| Courtois Juanfran Godín Miranda Filipe Luis Arda Turan Diego Costa Gabi Mario Koke Falcao                                                   |  |                                                                                           |

##### Clasificación
|  |     | Equipos                          |  | PJ | G  | E  | P  | GF  | GC | Dif | Pts |
|  | --- | -------------------------------- |  | -- | -- | -- | -- | --- | -- | --- | --- |
|  | 1.  | F. C. Barcelona (C)              |  | 38 | 32 | 4  | 2  | 115 | 40 | 75  | 00  |
|  | 2.  | Real Madrid C. F.                |  | 38 | 26 | 7  | 5  | 103 | 42 | 61  | 85  |
|  | 3.  | Atlético de Madrid               |  | 38 | 23 | 7  | 8  | 65  | 31 | 34  | 76  |
|  | 4.  | Real Sociedad                    |  | 38 | 18 | 12 | 8  | 70  | 49 | 21  | 66  |
|  | 5.  | Valencia C. F.                   |  | 38 | 19 | 8  | 11 | 67  | 54 | 13  | 65  |
|  | 6.  | Málaga C. F.                     |  | 38 | 16 | 9  | 13 | 53  | 50 | 3   | 57  |
|  | 7.  | Real Betis Balompié              |  | 38 | 16 | 8  | 14 | 57  | 56 | 1   | 56  |
|  | 8.  | Rayo Vallecano                   |  | 38 | 16 | 5  | 17 | 50  | 66 | -16 | 53  |
|  | 9.  | Sevilla F. C.                    |  | 38 | 14 | 8  | 16 | 58  | 54 | 4   | 50  |
|  | 10. | Getafe C. F.                     |  | 38 | 13 | 8  | 17 | 43  | 57 | -14 | 47  |
|  | 11. | Levante U. D.                    |  | 38 | 12 | 10 | 16 | 40  | 57 | -17 | 46  |
|  | 12. | Athletic Club                    |  | 38 | 12 | 9  | 17 | 44  | 65 | -21 | 45  |
|  | 13. | RCD Español                      |  | 38 | 11 | 11 | 16 | 43  | 52 | -9  | 44  |
|  | 14. | Real Valladolid C. F.            |  | 38 | 11 | 10 | 17 | 49  | 58 | -9  | 43  |
|  | 15. | Granada C. F.                    |  | 38 | 11 | 9  | 18 | 37  | 54 | -17 | 42  |
|  | 16. | C. A. Osasuna                    |  | 38 | 10 | 9  | 19 | 33  | 50 | -17 | 39  |
|  | 17. | R. C. Celta de Vigo              |  | 38 | 10 | 7  | 21 | 37  | 52 | -15 | 37  |
|  | 18. | R. C. D. Mallorca (D)            |  | 38 | 9  | 9  | 20 | 43  | 72 | -29 | 36  |
|  | 19. | R. C. Deportivo de La Coruña (D) |  | 38 | 8  | 11 | 19 | 47  | 70 | -23 | 35  |
|  | 20. | Real Zaragoza (D)                |  | 38 | 9  | 7  | 22 | 37  | 62 | -25 | 34  |

### Temporada 2013 / 2014: Campeones de Liga y subcampeones de Europa
Tras una temporada llena de éxitos, con dos títulos, uno de ellos europeo y otro ganado a su máximo rival, el nivel de exigencia para esta temporada era muy alto. En liga, el objetivo era mantener el nivel, siendo terceros de nuevo, sin renunciar a nada e intentando quedar lo más cerca posible del Madrid y el Barcelona. En Copa, revalidar el título. Y en Champions League, competición en la que estaban puestas todas las ilusiones, dar la campanada llegando lo más lejos posible.
La temporada fue un absoluto éxito, compitiendo a altísimo nivel por todos los títulos. En Copa del Rey se cayó en semifinales contra el Real Madrid, posterior campeón, en una eliminatoria marcada por la mala fortuna en el partido de ida. En Champions League se sobrepasaron todas las expectativas, llegando a la final, y el Liga se consiguió el título de campeón 18 años después del doblete de 1996.

#### Altas y bajas
| Altas              |                |                        |                              |              |
| Jugador            | Posición       | Procedencia            | Tipo                         | Costo        |
| José María Giménez | Defensa        | Danubio                | Traspaso.                    | 1.000.000 €  |
| Leo Baptistao      | Delantero      | Rayo Vallecano         | Traspaso.                    | 7.000.000 €  |
| David Villa        | Delantero      | Barcelona              | Traspaso.                    | 5.100.000 €  |
| Roberto Jiménez    | Portero        | Benfica                | Traspaso.                    | 6.000.000 €  |
| Martín Demichelis  | Defensa        | Málaga                 | Libre.                       |              |
| Thibaut Courtois   | Guardameta     | Chelsea                | Cesión.                      |              |
| Josuha Guilavogui  | Centrocampista | Saint-Étienne          | Traspaso.                    | 10.000.000 € |
| Alderweireld       | Defensa        | Ajax                   | Traspaso                     | 7.000.000 €  |
| Diego Ribas        | Centrocampista | Wolfsburgo             | Cesión (mercado de invierno) | 1.500.000 €  |
| Sosa               | Centrocampista | Metalist               | Cesión (mercado de invierno) | 1.500.000 €  |
| Daniel Aranzubía   | Portero        | Deportivo de la Coruña | Libre                        |              |

| Bajas             |                |                        |                              |              |
| Jugador           | Posición       | Destino                | Tipo                         | Cobro        |
| Radamel Falcao    | Delantero      | AS Monaco              | Traspaso.                    | 60.000.000 € |
| Joel Robles       | Guardameta     | Everton                | Traspaso.                    | 4.000.000 €  |
| Jorge Pulido      | Defensa        | Real Madrid Castilla   | Traspaso.                    | 600.000 €    |
| "Cata" Díaz       | Defensa        | Boca Juniors           | Traspaso.                    | 0 €          |
| Rúben Micael      | Centrocampista | SC Braga               | Traspaso.                    | 3.000.000 €  |
| Pizzi             | Extremo        | Benfica                | Traspaso.                    | 6.000.000 €  |
| Silvio            | Lateral        | Benfica                | Cesión.                      |              |
| Rubén Pérez       | Centrocampista | Elche                  | Cesión.                      |              |
| Sergio Asenjo     | Portero        | Villarreal             | Cesión.                      |              |
| Saúl Ñíguez       | Centrocampista | Rayo Vallecano         | Cesión.                      |              |
| Pedro Martín      | Delantero      | Numancia               | Cesión.                      |              |
| Domingo Cisma     | Lateral        | Elche                  | Fin de contrato.             |              |
| Martín Demichelis | Defensa        | Manchester City        | Traspaso                     | 5.000.000 €  |
| Leo Baptistao     | Delantero      | Real Betis Balompié    | Cesión (mercado de invierno) | 1.600.000 €  |
| Roberto Jiménez   | Portero        | Olympiacos Fútbol Club | Libre                        |              |
| Borja Bastón      | Delantero      | Deportivo de la Coruña | Cesión                       |              |
| Josuha Guilavogui | Centrocampista | Saint-Etiénne          | Cesión (mercado de invierno) |              |
| Óliver Torres     | Centrocampista | Villarreal CF          | Cesión (mercado de invierno) |              |
| Leandro Cabrera   | Defensa        | Real Madrid Castilla   | Libre                        |              |

#### Pretemporada

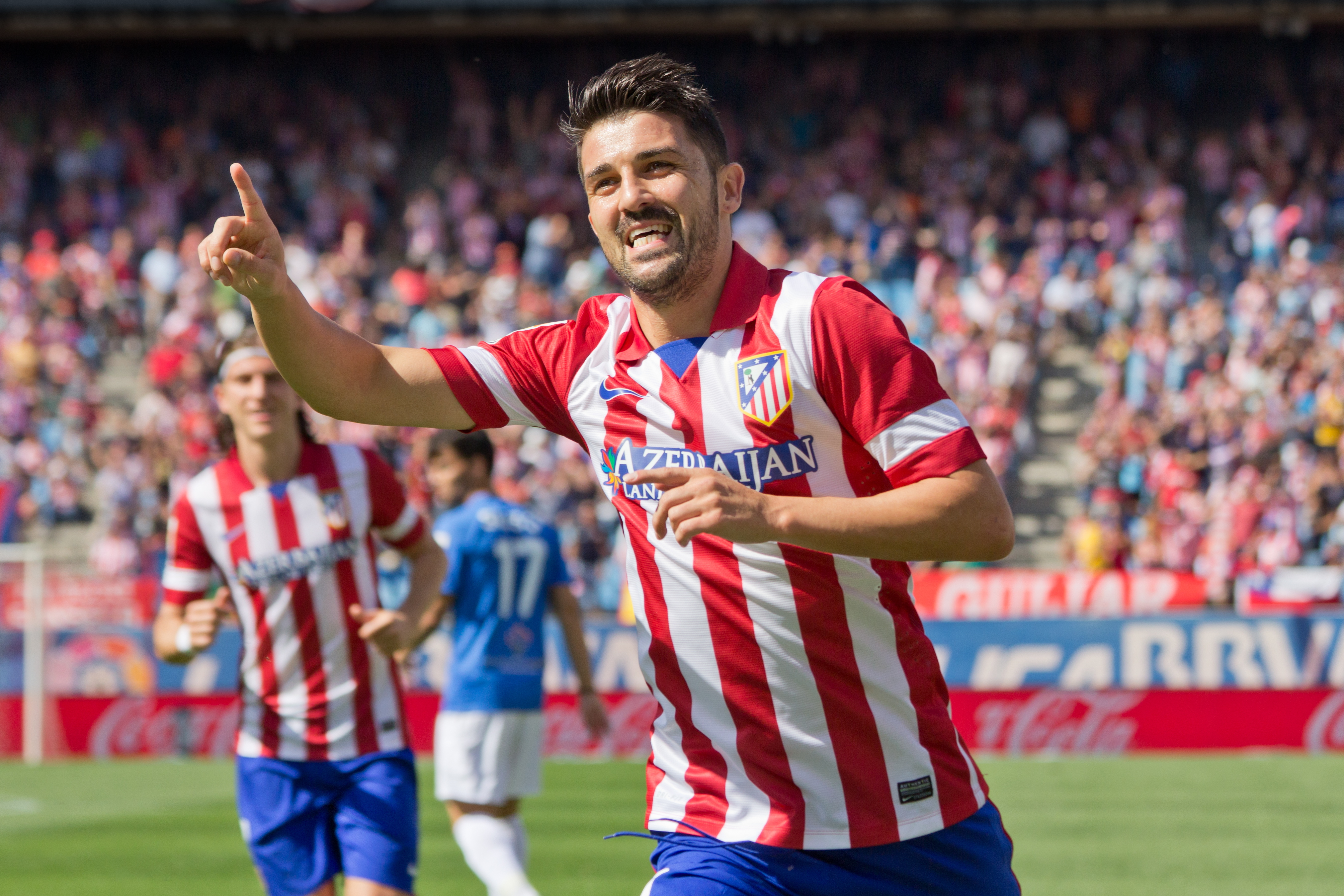
David Villa, fichaje estrella del verano de 2013, celebrando un gol con el Atlético de Madrid en la temporada 2013-2014.

El Atlético comenzó la temporada con los siguientes jugadores: como porteros, Courtois y Aranzubía; en la defensa: Godín, Filipe Luis, Giménez, Juanfran, Insúa, Miranda y Demichelis; para el centro del campo: Mario Suárez, Tiago, Koke, Raúl García, Arda Turan, Cebolla Rodríguez y Gabi; y como delanteros: Adrián, Villa, Diego Costa y Leo Baptistao.
Tras la clásica concentración de pretemporada en Los Ángeles de San Rafael, el Atlético disputó su primer amistoso de contra el CD Numancia el 21 de julio, en el Trofeo Memorial Jesús Gil y Gil, en el estadio municipal de Burgo de Osma, con resultado de 4-2 para los rojiblancos. En el minuto 7, Diego Costa ganó la espalda a la defensa y batió a Biel Ribas con un derechazo. En el 15, de nuevo Diego Costa regateó al portero y marcó a placer con la pierna izquierda. En el 47, el canterano Aquino colocó en la escuadra una falta directa. En el 56 estrenó su marcador el Numancia, cuando Palanca superó a Asenjo de falta directa. 10 minutos después, Leo cabeceó a la red un saque de esquina de Aquino y puso el 4-2. Y en el minuto 70, marcó el último gol del partido Palanca de penalti.
Tras este encuentro, el Atlético se desplazó a Sudamérica para disputar la Copa Euroamericana. Su primer partido fue el 27 de julio frente a Estudiantes de La Plata en el Estadio Único de La Plata, en el que perdieron por 1-0. El único gol del partido tuvo lugar en el minuto 22: jugada que comenzó Verón, centró para Román Martínez que dejó de cabeza para Zapata, que tras regate marcó.
Después de la derrota, el equipo se trasladó a Lima, para jugar el segundo partido el 1 de agosto, frente al Sporting Cristal en el Estadio Nacional de Lima. El Atlético ganó 0-1. En el minuto 77, Mario Suárez batió a Penny con un disparo imparable desde la frontal del área.
Por último, el 4 de agosto se disputó el tercer encuentro en Uruguay frente a Nacional, en el que el Atlético venció 0-2. En el minuto 46, Leo Baptistao inauguró el marcador al aprovechar un despeje del portero uruguayo tras tiro de Cristian Rodríguez. Y en el 80, otro golazo de Leo. Disparo a la media vuelta desde la frontal del área imposible para Bava. Esta victoria, unida a las de Sevilla y Oporto, otorgó la Copa Euroamericana a los equipos europeos.
Al regresar a España, el último amistoso de pretemporada se jugó el 10 de agosto ante la U. D. Las Palmas, con una victoria por 0-2 que supuso el debut de Villa con la rojiblanca, y también su primer gol. Fue en el minuto 40 cuando el delantero asturiano recogió el balón a unos metros de la frontal y puso un derechazo en la escuadra de Barbosa. En el 88, Cristian Rodríguez amplió la ventaja al aprovechar un balón de Filipe Luis.

#### Supercopa de España
Tras resultar campeón la temporada anterior de la Copa del Rey, el Atlético disputó la Supercopa de España al inicio de temporada contra el vigente campeón de liga, el FC Barcelona. La eliminatoria se decidió en favor de los catalanes por el valor doble de los goles fuera de casa.
El 21 de agosto se disputó el partido de ida en el estadio Vicente Calderón, con resultado de 1-1. En el minuto 12, David Villa marcó su primer gol con la elástica rojiblanca, una preciosa volea cruzada tras un centro desde la izquierda de Filipe Luis. En el 66, Neymar puso el empate de cabeza.
El partido de vuelta se jugó el 28 de agosto en el Camp Nou, y terminó 0-0. El Atlético supo ser un equipo rocoso y controlar el ritmo del partido en todo momento pero, a pesar de gozar de numerosas ocasiones, no fue capaz de marcar el gol que les diese el campeonato. El primer título de la temporada viajaba así a Barcelona.

#### UEFA Champions League
Tras su holgado tercer puesto en la anterior edición de liga, el Atlético se clasificó para la fase de grupos de la UEFA Champions League, en la que tuvo una exitosa participación llegando hasta la final, que perdió contra el Real Madrid.

##### Fase de grupos
El Atlético quedó encuadrado en el grupo G junto a Zenit, Porto y Austria Wien.
La jornada 1 se disputó el 18 de septiembre de 2013, en el Vicente Calderón, con victoria por 3-1 del Atlético ante el Zenit. En el minuto 40, Miranda cabeceó en el primer palo un balón a la red, abriendo así el marcador. En el minuto 58, un potentísimo disparo de Hulk desde fuera del área igualó el marcador. En el minuto 64, Koke centró al área un saque de falta y, tras una serie de rechaces y rebotes, Arda Turan consiguió finalmente meter el balón en la portería. En el 80, Leo Baptistao consigue meterse en el área y, solo frente al portero, ajustó el disparo al poste para hacer el tercer gol. Aunque el Porto también ganó su partido contra el Austria Wien, lo hizo por solo 0-1, con lo que el Atlético se situó líder del grupo en la primera jornada.
El 1 de octubre de 2013 se jugó la jornada 2 en el Estadio Do Dragao contra el FC Porto, con victoria atlética por 1-2. En el minuto 16, Jackson Martínez se adelantó a la defensa rojiblanca en un saque de falta, que cabeceó a bocajarro y transformó en el primer gol del partido. De la misma forma, Godín, en el 58, marcó el gol del empate cabeceando también un saque de falta. En el minuto 86, tras una sensacional jugada ensayada, Arda Turan hizo el segundo gol, que daba la victoria al Atlético. Tras el empate a 0 del Zenit con el Austria Wien, el Atlético se situaba como líder en solitario del grupo con 6 puntos, seguido por el Porto con 3, y por detrás Zenit y Austria con 1 punto cada uno.
La jornada 3 se jugó el 22 de octubre de 2013 en el Ernst-Happel Stadion contra el Austria Wien, con victoria del Atlético por 0-3. En el minuto 8, Filipe Luis se coló en el área local con insultante facilidad tras un pase al hueco de Koke, y cedió el balón a Raúl García para que hiciese el primer gol. En el 20, Diego Costa se deshizo de la defensa austriaca con un precioso regate y, solo ante el portero, no falló el segundo tanto. Y en el 53, de nuevo Diego Costa, controló de forma excepcional un balón dentro del área que se le quedaba atrás, y marcó el tercer gol del encuentro. En el otro partido del grupo, el Zenit ganó 0-1 al Porto, por lo que el Atlético mantenía su liderato con 9 puntos y aumentaba su distancia con el segundo clasificado, el Zenit con 4 puntos, el tercero, el Porto con 3, y el cuarto, el Austria Wien con 1.
El 6 de noviembre se disputó la jornada 4, en el estadio Vicente Calderón, y se venció al Austria Wien por 4-0. En el minuto 11, en un saque de equina, un balón quedó muerto en el área y Miranda llegó justo para rematarlo a gol. En el minuto 25, Raúl García cabeceó de espaldas un centro desde la derecha, metiéndolo por la escuadra. En el 45, Filipe Luis cazó el rechace tras una parada in extremis del portero rival, haciendo el tercero. Y, por último, en el 82, Diego Costa marcó de penalti el cuarto. Con esta victoria, el Atlético alcanzó los 12 puntos y, gracias al empate entre Porto y Zenit en el otro partido, se clasificó matemáticamente para los octavos de final como primero de grupo en la cuarta jornada, siendo el único junto con el Bayern de Múnich en conseguirlo. El Zenit y el Porto quedaban así con 5 y 4 puntos peleando la segunda plaza, y el Austria Wien, con solo 1, tan solo albergaba esperanzas de clasificarse para la Europa League.
La jornada 5 se disputó el 26 de noviembre en el Stadion Petrovski contra el Zenit, con resultado de empate a 1. En el minuto 53, Adrián abrió el marcador culminando un contragolpe. En el 73, un balón que se estrelló en la cabeza de Anderweireld no fue atrapado por Courtois, que se equivocó en la salida, suponiendo un gol en propia puerta que empataba el partido. Por suerte para el Zenit, el Porto también empató contra el Austria Wien, con lo que la clasificación como segundo de grupo dependía enteramente de la última jornada. Los rojiblancos no se jugaban nada, pues ya eran primeros, y los austriacos tampoco, ya que no tenían posibilidades de acceder a la tercera plaza.
La jornada 6, última de la fase de grupos, se jugó el 11 de diciembre de 2013 ante el Porto en el Calderón, con victoria rojiblanca por 2-0. En el minuto 14, Raúl García marcó un extraordinario gol sin ángulo, que se estrelló en el larguero antes de entrar en portería. En el 37, Diego Costa, tras un genial desmarque a la espalda de la defensa, regateó al portero con la cabeza y, a puerta vacía, hizo el segundo. De esta manera, y a pesar de la derrota del Zenit frente al Austria Wien, al Porto se le escapaba la clasificación para octavos, y accedía a dieciseisavos de final de la Europa League.
| Equipo                | Pts | PJ | PG | PE | PP | GF | GC | Dif |
| --------------------- | --- | -- | -- | -- | -- | -- | -- | --- |
| Atlético de Madrid    | 16  | 6  | 5  | 1  | 0  | 15 | 3  | +12 |
| Zenit San Petersburgo | 6   | 6  | 1  | 3  | 2  | 5  | 9  | -4  |
| Porto                 | 5   | 6  | 1  | 2  | 3  | 4  | 7  | -3  |
| Austria Viena         | 5   | 6  | 1  | 2  | 3  | 5  | 10 | -5  |

##### Octavos de final
El rival para octavos de final fue el AC Milan, segundo clasificado del grupo H.
El partido de ida se jugó el 19 de febrero de 2014 en San Siro, con victoria rojiblanca por 0-1. El único gol del partido lo marcó Diego Costa en el minuto 83. Fue en un saque de esquina en el que, tras un mal despeje de la defensa, el balón cayó bombeado en el área pequeña, donde Diego Costa cabeceó a bocajarro para marcar el gol de la victoria.
El partido de vuelta se disputó el 11 de marzo en el Calderón, y los rojiblancos volvieron a ganar, esta vez por 4-1. En el minuto 4, tras un gran centro de Koke, Diego Costa se lanzó con todo para golpear el balón de volea en el aire y marcar el primer gol. En el 27, Kaká cabeceó un centro desde la derecha, empatando el encuentro y metiendo al Milan en la eliminatoria. En el minuto 40, un disparo de Arda Turan rebotó en un defensa y trazó una parábola imposible hasta la escuadra derecha, marcando el segundo gol de su equipo. En el minuto 70, Raúl García cabeceó un saque de falta y marcó el tercer gol. Y, por último, en el 84, Diego Costa se llevó un balón dentro del área y, de un disparo cruzado, puso el cuarto gol en el marcador.
| 19 de febrero de 2014, 20:45 (CEST) | AC Milan | 0:1 (0:0) | Atlético de Madrid | Estadio San Siro, Milán                                         |                                                                 |
|                                     |          | Reporte   | Diego Costa 83'    | Asistencia: 75.000 espectadores Árbitro(s): Pedro Proença (POR) | Asistencia: 75.000 espectadores Árbitro(s): Pedro Proença (POR) |

| 11 de marzo de 2014, 20:45 (CEST) | Atlético de Madrid                                    | 4:1 (2:1) | AC Milan | Estadio Vicente Calderón, Madrid                                  |                                                                   |
|                                   | Diego Costa 4' 84' · Arda Turan 40' · Raúl García 70' | Reporte   | Kaká 27' | Asistencia: 53.000 espectadores Árbitro(s): Mark Clattenburg (EN) | Asistencia: 53.000 espectadores Árbitro(s): Mark Clattenburg (EN) |

##### Cuartos de final
El rival en cuartos de final fue el FC Barcelona, primero del grupo H, que venía de eliminar al Manchester City.
El partido de ida se disputó en el Nou Camp el 1 de abril de 2014, con empate a 1. En el minuto 56, un tremendo zapatazo de Diego Ribas desde fuera del área se coló por la escuadra de Pinto. En el 71, Neymar recibió un tremendo pase interior de Iniesta y, solo ante el portero, batió a Courtois para establecer el empate.
El partido de vuelta se jugó en el Calderón el 9 de abril de 2014, con victoria atlética por 1-0. Fue en el minuto 6, tras una asistencia de cabeza de Adrián en el área pequeña, cuando Koke empaló el balón al cielo de la portería barcelonista. Con esta victoria, el Atlético se clasificaba para unas semifinales de la liga de campeones por primera vez en 40 años.
| 1 de abril de 2014, 20:45 (CEST) | FC Barcelona | 1:1 (0:0) | Atlético de Madrid | Camp Nou, Barcelona                                           |                                                               |
|                                  | Neymar 71'   | Reporte   | Diego Ribas 56'    | Asistencia: 79.941 espectadores Árbitro(s): Felix Brych (GER) | Asistencia: 79.941 espectadores Árbitro(s): Felix Brych (GER) |

| 9 de abril de 2014, 20:45 (CEST) | Atlético de Madrid | 1:0 (1:0) | FC Barcelona | Estadio Vicente Calderón, Madrid                             |                                                              |
|                                  | Koke 6'            | Reporte   |              | Asistencia: 54.000 espectadores Árbitro(s): Howard Webb (EN) | Asistencia: 54.000 espectadores Árbitro(s): Howard Webb (EN) |

##### Semifinales
En semifinales, la escuadra de Simeone se enfrentó al Chelsea, que venía de eliminar a Galatasaray y PSG.
El partido de ida se disputó el 22 de abril en el estadio Vicente Calderón, con resultado de 0-0. Aunque el Atlético intentó por todos los medios abrir el marcador, el equipo de Mourinho se encerró en su campo y, en un perfecto ejercicio defensivo, consiguió mantener su puerta a cero. Todo quedaba abierto para la vuelta.
El partido de vuelta se jugó el 30 de abril en Stamford Bridge, y el Atlético venció por 1-3. En el minuto 36, Torres remataba desde el centro del área un pase de Azpilicueta desde la derecha, adelantando al Chelsea en el partido y en la eliminatoria. En el 44, Juanfran rescataba de espuela un balón que se escapaba por línea de fondo, y Adrián remataba de volea con la espinilla a puerta vacía para hacer el 1-1. En el 60, Eto'o cometió penalti sobre Diego Costa, y fue el propio hispano-brasileño el encargado de transformarlo. En el 72, Arda Turan cabeceó un centro de Juanfran al larguero, con la fortuna de que el rechace le fue a caer al pie, con el portero vencido, y marcó a placer el 1-3 que aseguraba al Atlético un puesto en la final de la Champions por segunda vez en su historia.
| 22 de abril de 2014, 20:45 (CEST) | Atlético de Madrid | 0:0 (0:0) | Chelsea FC | Estadio Vicente Calderón, Madrid                                 |                                                                  |
|                                   |                    | Reporte   |            | Asistencia: 54.000 espectadores Árbitro(s): Jonas Eriksson (SWE) | Asistencia: 54.000 espectadores Árbitro(s): Jonas Eriksson (SWE) |

| 30 de abril de 2014, 20:45 (CEST) | Chelsea FC          | 1:3 (1:1) | Atlético de Madrid                            | Stamford Bridge, Londres                                         |                                                                  |
|                                   | Fernando Torres 36' | Reporte   | Adrián 44' · Diego Costa 60' · Arda Turan 72' | Asistencia: 70.000 espectadores Árbitro(s): Nicola Rizzoli (ITA) | Asistencia: 70.000 espectadores Árbitro(s): Nicola Rizzoli (ITA) |

##### Final
El equipo rojiblanco alcanzó la final, que se disputó el 24 de mayo de 2014 contra el Real Madrid en el Estadio Da Luz, en Lisboa, y que finalizó con victoria del equipo blanco en la prórroga por 4-1. En el minuto 36, Godín cabeceó bombeado un centro de Koke y Casillas, a media salida, no pudo detener el balón antes de que entrase en la portería. Tras un esfuerzo titánico de todo el equipo, el Atlético llegó sin fuerzas al final del partido, ya que durante las semanas anteriores, mientras el Madrid preparaba la final, había competido a cara de perro para alcanzar el campeonato de Liga. Aun así, parecía que la Champions sería rojiblanca cuando el árbitro indicó cinco minutos de descuento, muy razonables teniend en cuenta las reiteradas pérdidas de tiempo de los colchoneros. Fue en el 93 cuando sucedió la fatalidad: Sergio Ramos cabeceaba un córner y mandaba el partido a la prórroga. El Atlético se fue arriba con todo pero el Madrid, mucho más fresco y rápido, los cazó en una contra y marcó el gol de Bale en el minuto 110. A partir de ese momento, el Atlético estaba roto. La mayor parte de sus jugadores tenían problemas musculares y, en un error al recular, Marcelo marcó el tercero en el 118. En el 120 el árbitro señaló un claro penalti cometido por Gabi, que convirtió Cristiano, con una desmesurada celebración para el pobre partido que había firmado, buscando en todo momento captar la atención de las cámaras. El Atlético vio, 40 años después, cómo la máxima competición continental se le volvía a escapar en el descuento. El real Madrid fue muy superior y fue su escaso acierto de ara a gol en los primeros 90 minutos lo que le impidió vencer con mayor facilidad. En cambio, el Atlético solo disparó una vez a puerta.
| 24 de mayo de 2014, 20:45 (CEST) | Real Madrid                                                                 | 4:1 (0:1) | Atlético de Madrid | Estádio da Luz, Lisboa                                          |                                                                 |
|                                  | Sergio Ramos 93' · Gareth Bale 110' · Marcelo 118' · Cristiano Ronaldo 120' | Reporte   | Diego Godín 36'    | Asistencia: 60.976 espectadores Árbitro(s): Bjorn Kuipers (NED) | Asistencia: 60.976 espectadores Árbitro(s): Bjorn Kuipers (NED) |

#### Copa del Rey
En Copa del Rey, se partía con el objetivo de defender el título conseguido el año anterior en el Camp Nou. El Atlético fue eliminado por el Real Madrid en semifinales tras cuajar un buen campeonato, pero carecer de fortuna en el partido de ida, en el que la eliminatoria quedó sentenciada.

##### Dieciseisavos de final
El rival en dieciseisavos de final fue el Sant Andreu, de segunda división B, que venía de eliminar al Olot en segunda ronda clasificatoria, y al Santa Eulalia en primera ronda.
El partido de ida se disputó en el Estadi Narcís Sala el 7 de diciembre de 2013, con resultado de 0-4 para el Atlético. En el minuto 13, Filipe hizo un gran cambio de juego desde la banda izquierda, que recibió Raúl García, que aparecía por la parte derecha del área, y golpeó de primeras con el empeine para que el balón entrase tras botar justo delante del portero. En el 21, Manquillo ganó línea de fondo a la derecha del área y, con un pase atrás, dejó toda la portería libre a Arda Turan para hacer el segundo. Tras una preciosa jugada combinativa dentro del área, en el 56, Arda Turan volvió a marcar tras revolverse entre la defensa. Y, por último, en el minuto 84, tras una tremenda jugada personal en la que dejó atrás a defensa y portero con sendos autopases, Villa llegó in extremis a marcar el cuarto gol cuando parecía que el control se le escapaba por línea de fondo.
El partido de vuelta en el Vicente Calderón se jugó el 18 de diciembre de 2013, y ganó el Atlético por 2-1. En el minuto 14, en un saque de falta del Sant Andreu, la barrera se abrió y el balón, rechazado por Aranzubía con las puntas de los dedos, pegó en el palo. Carroza estuvo rápido para cazar el rechace, y marcó el gol visitante. En el minuto 79, tras muchísimas claras ocasiones falladas, un pase atrás de Adrián desde la derecha dejó solo ante la portería al canterano Héctor, que marcó el gol del empate. Y, por último, en el 93, Alderweireld cabeceó una falta golpeada por Gabi, marcando el gol de la victoria.
| 7 de diciembre de 2013, 16:00 (CEST) | Sant Andreu | 0:4 (0:2) | Atlético de Madrid                                     | Estadi Narcís Sala, Barcelona                                       |                                                                     |
|                                      |             | Reporte   | Raúl García 12' · Arda Turan 20' 55' · David Villa 84' | Asistencia: 6.563 espectadores Árbitro(s): Alberto Undiano Mallenco | Asistencia: 6.563 espectadores Árbitro(s): Alberto Undiano Mallenco |

| 18 de diciembre de 2013, 19:30 (CEST) | Atlético de Madrid                      | 2:1 (0:1) | Sant Andreu | Estadio Vicente Calderón, Madrid                                  |                                                                   |
|                                       | Héctor Hernández 77' · Alderweireld 89' | Reporte   | Carroza 14' | Asistencia: 15.000 espectadores Árbitro(s): Juan Martínez Munuera | Asistencia: 15.000 espectadores Árbitro(s): Juan Martínez Munuera |

##### Octavos de final
En octavos de final, el Atlético tuvo un duro rival, el Valencia CF, que había eliminado con dificultades al Gimnástic de Tarragona en la ronda anterior.
El partido de ida se disputó en Mestalla, el 7 de enero de 2014, y terminó como un empate a 1. En el minuto 72, tras un terrible despeje de Guaita en un córner, Raúl García cabeceó a placer el gol rojiblanco. En el 93, el Valencia lanzó una magnífica contra que culminó Helder Postiga rematando de volea un centro desde la derecha. Todo quedaba abierto para el partido de vuelta.
El partido de vuelta, en el Vicente Calderón, se jugó el 14 de enero de 2014, con victoria atlética por 2-0. En el minuto 51, Godín adelantó a su equipo con un gol de cabeza a la salida de un córner. Y en el 89, de nuevo cabeceando un córner, Raúl García, marcaba el segundo y definitivo gol.
| 7 de enero de 2014, 22:00 (CEST) | Valencia           | 1:1 (0:0) | Atlético de Madrid | Mestalla, Valencia                                            |                                                               |
|                                  | Helder Postiga 89' | Reporte   | Raúl García 72'    | Asistencia: 35.000 espectadores Árbitro(s): Carlos Clos Gómez | Asistencia: 35.000 espectadores Árbitro(s): Carlos Clos Gómez |

| 14 de enero de 2014, 21:30 (CEST) | Atlético de Madrid          | 2:0 (0:0) | Valencia | Estadio Vicente Calderón, Madrid                                     |                                                                      |
|                                   | Godín 50' · Raúl García 87' | Reporte   |          | Asistencia: 30.000 espectadores Árbitro(s): Javier Estrada Fernández | Asistencia: 30.000 espectadores Árbitro(s): Javier Estrada Fernández |

##### Cuartos de final
En cuartos, otro escollo en el camino del Atlético, el Athletic Club, que había eliminado al Celta de Vigo en dieciseisavos, y al Betis en octavos.
El partido de ida se disputó en el Vicente Calderón, y el Atlético ganó 1-0. El único gol del partido lo marcó Godín en el 41, cabeceando un centro desde la derecha de Koke.
El partido de vuelta, jugado en el nuevo San Mamés, terminó con una victoria por 1-2 del Atlético. En el minuto 41, Aduriz empató la eliminatoria de cabeza tras un centro desde la izquierda. Raúl García, de volea en el minuto 55, marcó el gol del empate. Y, en el 86, Diego Costa ganó la espalda a la defensa y, en carrera, se quedó completamente solo ante el portero, para batirlo en el mano a mano.
| 23 de enero de 2014, 21:00 (CEST) | Atlético de Madrid | 1:0 (1:0) | Athletic Club | Estadio Vicente Calderón, Madrid                                     |                                                                      |
|                                   | Godín 41'          | Reporte   |               | Asistencia: 40.000 espectadores Árbitro(s): David Fernández Borbalán | Asistencia: 40.000 espectadores Árbitro(s): David Fernández Borbalán |

| 29 de enero de 2014, 20:00 (CEST) | Athletic Club | 1:2 (1:0) | Atlético de Madrid                | San Mames, Bilbao                                                      |                                                                        |
|                                   | Aduriz 41'    | Reporte   | Raúl García 54' · Diego Costa 85' | Asistencia: 34.000 espectadores Árbitro(s): Antonio Miguel Mateu Lahoz | Asistencia: 34.000 espectadores Árbitro(s): Antonio Miguel Mateu Lahoz |

##### Semifinales
El rival para la semifinal fue el eterno rival, el Real Madrid, que venía de eliminar al Olímpic de Xativa en dieciseisavos, Osasuna en octavos, y RCD Español en cuartos.
El partido de ida se jugó en el estadio Santiago Bernabéu el 5 de febrero de 2014, y venció el Real Madrid por 3-0. El primer gol, en el minuto 17, fue un disparo de Pepe desde fuera del área, en el que el balón se estrelló en un defensa, desvió su trayectoria y pilló a contrapie a Courtois. En el 57, un caño de Di María dejó solo a Jesé ante el portero, marcando el 2-0. Y en el minuto 73, de nuevo el disparo desde fuera del área, esta vez de Di María, golpeó en un rival y cambió su trayectoria para dejar vendido al portero y convertirse en gol. Así, con la mala fortuna de dos goles de rebote y varias ocasiones desperdiciadas, la eliminatoria quedó prácticamente sentenciada.
El partido de vuelta se jugó en el estadio Vicente Calderón el 11 de febrero de 2014, y ganó el Real Madrid por 0-2. El partido se decidió por dos penaltis, rigurosos ambos, pitados en los minutos 6 y 16, y transformados ambos por Cristiano Ronaldo. El Atlético, que había salido con un equipo mezcla de titulares y suplentes, no tuvo oportunidad de intentar siquiera la remontada, y vio así finalizada su participación en una competición en la que había eliminado a fuertes rivales y hecho un buen papel.
| 5 de febrero de 2014, 20:00 (CEST) | Real Madrid                        | 3:0 (1:0) | Atlético de Madrid | Estadio Santiago Bernabéu, Madrid                             |                                                               |
|                                    | Pepe 17' · Jesé 57' · Di María 73' | Reporte   |                    | Asistencia: 65.000 espectadores Árbitro(s): Carlos Clos Gómez | Asistencia: 65.000 espectadores Árbitro(s): Carlos Clos Gómez |

| 11 de febrero de 2014, 21:00 (CEST) | Atlético de Madrid | 0:2 (0:2) | Real Madrid              | Estadio Vicente Calderón, Madrid                                     |                                                                      |
|                                     |                    | Reporte   | Cristiano Ronaldo 6' 16' | Asistencia: 40.000 espectadores Árbitro(s): Alberto Undiano Mallenco | Asistencia: 40.000 espectadores Árbitro(s): Alberto Undiano Mallenco |

#### Campeonato Nacional de Liga
Tras el cómodo tercer puesto conseguido en la anterior edición, el objetivo de la entidad volvía a ser la clasificación para la UEFA Champions League, preferiblemente como tercer clasificado. El equipo rompió todos los pronósticos y se proclamó campeón de liga.
La primera jornada se disputó el 18 de agosto de 2013 en el estadio Ramón Sánchez-Pizjuán, contra el Sevilla, con resultado de 1-3. En el minuto 35, Diego Costa remataba en el segundo palo, de volea, la prolongación de un saque de esquina, marcando el primer gol de la temporada para los rojiblancos. En el 37, un tremendo trallazo de Perotti se coló por la escuadra de Courtois. En el 79, tras un robo en el centro del campo, Diego Costa rápidamente se desmarcó para recibir el balón, y marcó de disparo cruzado. Y, en el 92, tras una tremenda cabalgada y dejar atrás a varios defensas dentro del área con sendos amagos, el Cebolla Rodríguez rubricó el marcador con el tercer tanto. Estos tres primeros puntos situaban al Atlético tercero en la primera jornada de liga, solo por detrás de Barcelona y Rayo Vallecano, que habían goleado a Levante y Elche respectivamente.
En la segunda jornada, jugada el 25 de agosto de 2013, justo tras la ida de la Supercopa de Europa con el Barcelona, el Atlético se enfrentó al Rayo Vallecano en el Vicente Calderón, y venció por 5-0. En el minuto 16, Raúl García cabeceó a media altura un saque de esquina para abrir el marcador. En el 20, Arda Turan ganaba línea de fondo y, con un pase atrás, habilitaba a Diego Costa para que marcase el 2-0. En el 34, tras un contragolpe magníficamente ejecutado, Arda Turan regateó en el área al portero y definió para hacer el tercero. El cuarto fue obra de Tiago, que cabeceó en el minuto 52 un centro de Arda. Y, en el 89, Raúl García cerró el marcador haciendo el quinto gol. Fue tras un rechace de la defensa, recogido por el Cebolla, que centró para que el navarro remachase a puerta. Tras esta goleada, el Atlético se situó segundo, con 6 puntos y un goalaverage de +7, solo por detrás del Barcelona, con también 6 puntos, pero un goalaverage de +8.
El 1 de septiembre, tras perder la Supercopa de España frente al Barcelona, el Atlético jugó la tercera jornada de liga, frente a la Real Sociedad en Anoeta, con victoria por 1-2. En el minuto 27, Villa ganó un rechace dentro del área donostiarra, y con un toque sutil marcó el primer gol. En el 56, Koke, medio cayéndose, acertó a rematar un centro de Villa, que entró pegadito al poste. Xabi Prieto recortó distancias en el minuto 68, rematando a la escuadra tras un pase en un saque rápido de falta. Tras esta victoria, el Atlético se mantenía segundo con 9 puntos, ya que el Barcelona ganó su partido contra el Valencia, y lideraba la clasificación con un goalaverage de +9, por el +8 del Atlético.
La cuarta jornada se disputó el 14 de septiembre de 2013, contra el Almería en el Vicente Calderón, y se ganó por 4-2. En el minuto 15, de volea, Villa marcó su primer gol en liga como jugador del Atlético. Diego Costa hizo el segundo en el 36, de penalti. En el 40, Rodri se aprovechó de un lío en el área para recortar distancias, marcando el 2-1. En el 63, Tiago hizo el tercer gol en una jugada ensayada tras saque de falta. Koke, en el minuto 66, metió el balón en la portería con un disparo raso desde fuera del área que se coló entre un mar de piernas y no dio tiempo de reacción al portero. Y, en el 89, Aleix Vidal marcó el 4-2 definitivo tras una gran jugada personal en el área. Este resultado, sumado a la victoria del Barcelona por 3-2 ante el Sevilla, dejaba a ambos equipos en lo alto de la clasificación, empatados a absolutamente todo.
El 21 de septiembre, tras jugar su primer partido de Champions frente al Zenit, jugaron la quinta jornada, frente al Valladolid en Zorrilla, y volvieron a ganar, esta vez por 2-0. En el minuto 56, Koke centró un saque de esquina, que rechazó la defensa, de nuevo hacia el menudo centrocampista madrileño. Koke volvió a centrar, sin dejarla caer, y Raúl García cabeceó, bombeado y de espaldas, a la escuadra rival, abriendo el marcador. En el 72, Diego Costa ganó la espalda a los centrales con un potentísimo desmarque, y resolvió en el mano a mano, marcando el 2-0. A pesar de la victoria, el Atlético mantenía el mano a mano con el líder, el Barcelona, ambos empatados a 15 puntos, pero con dos goles más anotados por los catalanes.
La sexta jornada se disputó el 24 de septiembre ante Osasuna, en el Calderón, y ganó el Atlético con resultado de 2-1. En el minuto 17, Juanfran rebañaba in extremis un pase de Arda Turan y, tras el aplauso del estadio por el esfuerzo, puso un centro raso que paseó entre la defensa y llegó hasta Diego Costa, marcando este el primer gol. En el 24, un centro medido de Koke llegó perfecto a la cabeza de Costa para que hiciese el segundo. Y ya en el 42, Oriol Riera tocó lo justo un saque de falta para desviar el balón y meterlo en la portería. Una nueva victoria que los mantenía en el liderato, empatados a puntos con el Barcelona, aunque los catalanes les sacaban ya cuatro goles en el goalaverage general.
El 28 de septiembre, correspondiendo con la séptima jornada liguera, el Atlético visitó el Bernabéu para medirse al Real Madrid, su eterno rival. La última vez que se enfrentaron, en ese mismo estadio, el Atlético ganó la Copa del Rey. En esta ocasión, volvió a vencer, esta vez por 0-1. El gol de la victoria lo marcó Diego Costa en el minuto 11. Fue un robo de Filipe Luis a la defensa del Madrid en la frontal, Koke recibió, vio el desmarque de Costa, y le puso un pase al espacio que lo dejó solo frente a Diego López. Continuaba la racha de victorias de los rojiblancos, que mantenían el pulso con los blaugranas, empatados ambos a 21 puntos, con cinco goles más del Barcelona.
La octava jornada, frente al Celta en el Calderón, se jugó el 6 de octubre, tras la victoria ante el Porto en Champions League, y se venció por 2-1. En el minuto 42, tras un centro raso de Filipe, Diego Costa y Godín empujaron a la vez el balón a gol. El tanto fue concedido a Costa, aunque aún viendo la repetición existen dudas de quién lo marcó. En el 62, tras un gran desmarque en carrera, y dejando atrás al defensa con el cuerpo, el brasileño marcó otro tanto, este suyo de pleno derecho. En el 71, Nolito marcó una preciosa vaselina, que puso en apuros al Atlético en los últimos minutos, pero acabó llevándose la victoria. A pesar de la igualdad a puntos en cabeza, eran ya 7 goles de diferencia los que sacaba el Barcelona al Atlético.
En la novena jornada, disputada el 19 de octubre ante el RCD Español en Cornellá, cosechó el Atlético su primera derrota, por 1-0. Fue un gol en propia puerta de Courtois, en el minuto 53, que al sacar la pierna para tratar de repeler un disparo, el rebote fue desafortunado y se metió dentro. Con esta derrota se perdía la primera oportunidad de asaltar el liderato, ya que el Barcelona había empatado, y también de batir el récord de mejor inicio de la liga, cosechado por el Real Madrid con nueve victorias consecutivas. Eran segundos con 24 puntos, a uno del Barcelona.
El 27 de octubre, en la décima jornada, el Atlético goleó al Betis en el Calderón por 5-0. Nada más empezar, en la primera jugada del partido, una fantástica combinación de todo el equipo acabó con el balón en las botas del canterano Óliver, que remató a la red. En el 53, un centro de Filipe Luis lo cazó in extremis Villa de cabeza, marcando el segundo. Cuatro minutos después, en un contragolpe comandado por Koke, un pase dirigido inicialmente a Tiago fue repelido por la defensa y acabó en los pies de Villa, que con un recorte y un trallazo puso el segundo en su cuenta personal. En el 65, tras un desmarque en velocidad marca de la casa, Diego Costa marcó el cuarto del equipo. Y, por último, en el minuto 92, un disparo de Adrián fue despejado por el portero, y Gabi, sin dejar que cayese la pelota, empaló a la red. Con esta tremenda goleada, el Atlético seguía segundo, a un punto y cuatro goles del Barcelona.
La undécima jornada, jugada el 31 de octubre contra el Granada en Los Cármenes, finalizó con un resultado de 1-2. En el minuto 38, un empujón derribó a Villa en el área. El árbitro señaló penalti, y fue Diego Costa el encargado de transformarlo. En el 78, un gran contragolpe de Villa fue detenido con una entrada dentro del área, que supuso un nuevo penalti. Esta vez, el mismo asturiano fue quien marcó el gol. En el 90, Ighalo recortó distancias con un gol de cabeza tras un centro desde la derecha, pero no fue suficiente para buscar el empate. El Barcelona, que no dejaba de golear, había ganado al Celta por 3-0 y se situaba a un punto y seis goles.
El 3 de noviembre, en la duodécima jornada, se venció al Athletic Club en el Calderón por 2-0. En el minuto 32, tras un centro lateral desde la derecha, la defensa bilbaína llegó a despejar el balón antes de que Diego Costa cabecease. Villa, corriendo hacia atrás y de media volea, logró cazar el rechace en la frontal del área y el balón se coló botando entre una maraña de piernas, para hacer el primer gol rojiblanco. En el 40, un maravilloso contragolpe por la banda izquierda finalizó con un desmarque de Diego Costa, que regateó posteriormente a la defensa y marcó con un disparo cruzado. Esta victoria, unida a la victoria por 1-0 del Barcelona al RCD Español, los mantenía a 1 punto del liderato, y recortaba la distancia en goal-average a 5 goles.
En la decimotercera jornada, el 10 de noviembre, se cosechó un empate 1-1 frente al Villarreal en el Madrigal. En el minuto 2, en un centro desde la derecha, el defensa Mario trató de despejar el balón a córner, con tan mala fortuna que acabó marcando gol en propia puerta, adelantando así a los colchoneros. En el 79, de nuevo un centro desde la derecha, esta vez raso, fue mal despejado por un defensa, en esta ocasión Juanfran, e introdujo el balón en su portería para darle a los amarillos el gol del empate. Esto, unido a la victoria del Barcelona ante en Betis por 1-4, alejaba el liderato a 3 puntos y 8 goles, y acercaba al tercer clasificado, el Real Madrid, que se encontraba a 3 puntos.
El 23 de noviembre, en la decimocuarta jornada, el Atlético goleó al Getafe en el Calderón, con un resultado de 7-0. En el minuto 25, Raúl García cabeceó un córner, abriendo el marcador para el equipo. En el 36, un centro desde la derecha rebotó en la pierna de Lopo, suponiendo el 2-0 por gol en propia puerta. En el 49, Villa recibió un pase desde la derecha y, solo ante la portería, controló y metió cómodamente el balón en las redes. El 4-0 lo marcó Raúl García en el minuto 52, cabeceando en una parábola perfecta un pase de Tiago desde la frontal. En el 69, Diego Costa marcó el 5-0 de chilena desde dentro del área. Villa culminó en el minuto 78 un contragolpe, rematando de primeras tras un gran pase de Adrián. Y en el 92, fue el propio Adrián el que cazó un rechace tras una jugada colectiva en el área, y marcó el definitivo 7-0. El Barcelona marcó 4-0 al Granada, por lo que mantuvo su ventaja de 3 puntos, y el Atlético recortó la diferencia a 5 goles.
La decimoquinta jornada se jugó el 30 de noviembre, contra el Elche, y venció el Atlético por 0-2. En el minuto 63, Koke cazó el rechace de las manos del portero y abrió el marcador. Diego Costa, de cabeza, marcó el segundo en el minuto 74. El Barcelona perdió por 1-0 en San Mamés, lo cual dejaba a culés y colchoneros empatados en la cabeza de la clasificación con 40 puntos, y los blaugranas con dos goles de ventaja en el goal-average general.
El 15 de diciembre, en la decimosexta jornada, el Atlético ganó 3-0 al Valencia en el Calderón. En el minuto 59, un zurdazo raso de Diago Costa pasó por debajo de Alves, convirtiéndose en el primer gol. Cuatro minutos después, Raúl García enganchó un zurdazo cruzado, un obús, en su primera intervención, y amplió distancias. Diego Costa provocó un penalti que falló, pero en el minuto 81 tuvo una nueva oportunidad desde los once metros que esta vez no desperdició. Con la victoria por 2-1 del Barcelona ante el Villarreal, madrileños y catalanes quedaban empatados en la cima de la clasificación, tanto a puntos, 43, como en el goal average, +34 para ambos. La única sutil diferencia que mantenía al Barcelona por encima es que ellos habían marcado 44 goles, y encajado 10, mientras que el Atlético había marcado 43 y encajado 9.
La decimoséptima jornada se disputó el 21 de diciembre, venciendo al Levante en el Calderón por 3-2. Cuando se cumplía un minuto, Nikos metió un balón interior, Miranda estaba fuera de sitio, Ivanschitz controló y su disparo cruzado entró después de que lo tocara Courtois. En el 29, empató Godín de cabezazo fue soberbio a centro de Juanfran. Justo al comenzar el segundo tiempo, en el 47, Gabi colgó una falta al segundo palo, Diego Costa ganó en el desmarque a Nikos y clavó la volea por el palo corto. Cuando parecía que la remontada había sido culminada, en el 56, Koke se equivocó en un control, Pedro Ríos le robó un balón, Filipe estuvo blando en el despeje, el balón rebotó en el jugador del Levante, que aguantó la carrera de Juanfran y clavó el derechazo desde la frontal. Ya en el 77, cuando el Atlético asediaba la portería rival, Juanfran acudió al rechace, llegó antes que Rubén y el jugador del Levante le dio una patada. El penalti lo transformó Diego Costa, firmando el gol de la victoria. Con esta victoria, el Atlético se iba a los 46 puntos, junto con el Barcelona, que con su victoria por 2-5 al Getafe había tomado ventaja en el goal average general.
El 4 de enero de 2014 regresaba la Liga tras el parón Navideño, y en esta decimoctava jornada, el Atlético ganó 0-1 al Málaga en La Rosaleda. El único gol lo marcó Koke en el 70, cazando el despeje de Willy Caballero al disparo de Adrián y aprovechando la ocasión con el portero vencido. Atlético y Barcelona continuaban empatados a puntos, esta vez a 49, pero la victoria por 4-0 del Barça ante el Elche abría aún más la grieta del goal average entre ellos.
Finalmente, el 11 de enero de 2014, en la decimonovena jornada, última de la primera vuelta, se enfrentaban los dos equipos líderes, Atlético y Barcelona, en el Calderón. El encuentro se saldó con un empate sin goles, donde un rocoso Atlético no permitió crear apenas peligro a un Barça espeso que tampoco quiso correr muchos riesgos. Empate a 50 puntos, y aún todo por decidir en la segunda mitad de la Liga.
La vigésima jornada, que daba inicio a la segunda vuelta, se jugó el 19 de enero, y el Atlético recibió al Sevilla en el Calderón. A pesar de que el Barcelona había pinchado unos minutos antes, empatando contra el Levante, el Atlético no fue capaz de coger el liderato en solitario, y empató a uno contra el Sevilla. En el minuto 18, en un córner que Godín cabeceó en el segundo palo buscando el corazón del área. El mal despeje de Beto, habilitó a Villa, que cazó el esférico y adelantó a los rojiblancos. A partir de ahí, el Atlético mantuvo el control del partido pero no fue capaz de materializar sus ocasiones. Sin embargo, en el 73, un grave error de Juanfran frente a Bacca acabó en penalti, que Rakitić transformó, acabando con la posibilidad de ser líder en solitario. Barcelona y Atlético seguían empatados a puntos en lo más alto de la clasificación, con 51, pero los dos últimos fallos habían permitido acercarse al Madrid, que ya estaba con 50.
El 26 de enero se disputó la vigésimoprimera jornada, en la que el Atlético retomó la senda de la victoria venciendo por 2-4 al Rayo Vallecano. Habían transcurrido solo ocho minutos cuando El Rayo perdió el esférico en el borde de su área y Diego Costa asistió a Villa para que este abriera el marcador. Tras un penalti fallado por el Rayo, en el minuto 30, Diego Costa se inventó el segundo tanto rojiblanco, con un pase a Sosa que el argentino prolongó de forma inteligente, pues asistió a su vez a Arda Turan para que el turco marcara a puerta vacía. Diez minutos después, Viera acortaba distancias con la ayuda de Miranda, que desvió su remate y despistó a Courtois. Justo antes del descanso, en el 44, llegó el tercero de los rojiblancos, en una falta botada por Gabi que Saúl peinó con tan mala suerte que habilitó a Arda para que este, libre de marca en el segundo palo, solo tuviera que empujar el esférico a la red. También tuvo mala suerte el canterano atlético cedido en el Rayo, ya que en el 74 se metió en propia puerta el cuarto gol en contra. Dos minutos después, Larrivey maquillaba el resultado con un cabezazo a centro de Viera, que le asistió con un precioso pase con rosca. El Barcelona había ganado 3-0 al Málaga, por lo que el empate en lo más alto continuaba, con 54 puntos ya, y un goalaverage de +44 para el Barcelona, que lo mantenía por encima del +38 del Atlético. El Madrid había ganado también su partido frente al Granada y seguía a la zaga con 53 puntos.
La vigesimosegunda jornada, disputada el 2 de febrero frente a la Real Sociedad en el Calderón, fue clave para el desarrollo del campeonato. Aquella semana había estado marcada por la trágica noticia del fallecimiento de Luis Aragonés y, tras un emotivo homenaje al Sabio en los aledaños, y en el interior del campo minutos antes, el equipo lo homenajeó también en el terreno de juego, goleando a los donostiarras con autoridad y ganando 4-0. En el minuto 38, tras casi toda la primera mitad cocinando el partido con paciencia, llegó el primer gol. Insúa robó, condujo hasta la frontal y abrió para Diego Costa. El centro raso del brasileño lo cazó Villa con la zurda, y dedicó su tanto al fallecido Luis Aragonés. Empezada la segunda mitad, el equipo dio un paso atrás para contemporizar, aunque varios córneres y faltas de la Real Sociedad lo pusieron en aprietos. Pero en el 72, Raúl García robó un balón y dejó a Diego Costa en una gran situación con su magnífico pase. El hispano-brasileño controló, condujo y en el mano a mano definió al palo largo con el interior. 2-0, y desaparición definitiva de la Real del terreno de juego. Dos minutos después, Miranda terminó de liquidar el duelo con un cabezazo en un córner botado por Koke. Diego, que debutaba en su regreso al club rojiblanco aquel mercado de invierno, completó la goleada en el 87. El Cebolla apuró la línea de fondo, centró raso y Diego tuvo tiempo para todo: controlar, acomodársela y fusilar a Bravo. La victoria no solo le sirvió al equipo para sumar tres puntos más, llegando hasta los 57, sino que además lo colocó, por primera vez en toda la temporada, como líder en solitario de la clasificación. El Barcelona, que había perdido 2-3 frente al Valencia, y el Real Madrid, que empató a uno en San Mamés, se encontraban en segunda y tercera posición, empatados a 54 puntos.
El 8 de febrero se disputó la vigésimotercera jornada, en la que el Atlético perdió 2-0 frente al Almería. Las ausencias de Filipe Luis, de Koke y, sobre todo, de Courtois, hicieron mella en el equipo rojiblanco, que cuajó un mal partido en tierras andaluzas. Durante el minuto 80, en el primer córner que se lanzó en todo el partido, Verza fue a poner un centro desde el lateral del área y el guardameta rojiblanco se lo tragó. Seis minutos después, Aranzubía cometería un error grave al intentar regatear a Zongo dentro del área. El delantero del Almería le robó la cartera y, aunque el portero se rehízo bien, el árbitro vio un penalti inexistente, que Verza transformó en el segundo gol. Las victorias de Barcelona y Real Madrid contra Sevilla y Villarreal respectivamente resultaron en un triple empate a 57 puntos en la cabeza de la clasificación.Los goal averages situaban primero al Barcelona, segundo al Madrid y tercero al Atlético.
La vigesimocuarta jornada se disputó el 15 de febrero, contra el Valladolid en el Calderón, y se venció por 3-0. En el minuto 3, una jugada ensayada en un saque de falta acabó con el 1-0 anotado por Raúl García. Dos minutos después, tras una recuperación en el mediocampo, Gabi lanzó un envío largo para Diego Costa, que venció en velocidad a la defensa y, estando adelantado el portero, con una vaselina desde fuera del área anotó el segundo. Tras resolver el partido en 5 minutos, el Valladolid apenas incomodó. En el 74, Godín remató de cabeza un córner botado por Koke, haciendo el tercer gol del encuentro. Barcelona y Real Madrid ganaron también sus respectivos partidos, por lo que la igualdad se mantuvo a 60 puntos.
El 23 de febrero, en la vigesimoquinta jornada, el Atlético sufrió una dolorosa derrota por 3-0 frente al Osasuna. Con la cabeza puesta en el derbi, Simeone dejó en el banquillo a tres titulares: Miranda, Koke y Arda. Aparte, los tres apercibidos (Godín, Filipe y Costa) jugaron con cautela por miedo a perderse el partido, y eso les penalizó. Ya en el minuto 6, Osasuna sacó un córner en corto y Armenteros puso un gran centro al segundo palo. Cejudo empalmó una volea a gol libre de marca. En el 21, Juanfran estuvo blandito en un despeje y Armenteros se llevó un balón dividido ante Gabi. El jugador de Osasuna finalizó la acción con un zurdazo que pegó en el palo y entró. Y justo antes de finalizar el primer tiempo, en el 42, Armenteros y Damiá se asociaron por la izquierda y el centro del lateral lo cabeceó Roberto Torres a la red. Esta derrota, y la derrota del Barcelona frente a la Real Sociedad dejaron al Real Madrid, que había ganado por 3-0 al Elche, líder en solitario con 63 puntos, y a Barcelona y Atlético empatados, en la segunda y tercera posición respectivamente, a 60 puntos.

### Temporada 2014 / 2015
Tras la exitosa temporada anterior, en la que se conquistó la Liga y se alcanzó la final de la Liga de Campeones, el Atlético aspiraba a mantenerse entre los grandes, para adquirir así cierta regularidad, manteniendo la línea de trabajo.

#### Altas y bajas
| Altas              |                |                          |                |              |
| Jugador            | Posición       | Procedencia              | Tipo           | Costo        |
| Antoine Griezmann  | Delantero      | Real Sociedad            | Traspaso.      | 30.000.000 € |
| Mario Mandžukić    | Delantero      | Bayern de Múnich         | Traspaso.      | 22.000.000 € |
| Jan Oblak          | Portero        | S. L. Benfica            | Traspaso.      | 16.000.000 € |
| Guilherme Siqueira | Defensa        | Granada C.F.             | Traspaso.      | 10.000.000 € |
| Ángel Correa       | Centrocampista | San Lorenzo de Almagro   | Traspaso.      | 7.500.000 €  |
| Miguel Ángel Moyá  | Portero        | Getafe C.F.              | Traspaso.      | 3.000.000 €  |
| Jesús Gámez        | Defensa        | Málaga                   | Traspaso.      | 2.500.000 €  |
| Cristian Ansaldi   | Defensa        | Zenit de San Petersburgo | Cesión.        | 0 €          |
| Sílvio Pereira     | Defensa        | Benfica                  | Fin de Cesión. | 0 €          |
| Saúl Ñíguez        | Centrocampista | Rayo Vallecano           | Fin de Cesión. | 0 €          |
| Leo Baptistão      | Delantero      | Betis                    | Fin de Cesión. | 0 €          |

| Bajas             |                |                |                  |              |
| Jugador           | Posición       | Destino        | Tipo             | Cobro        |
| Diego Costa       | Delantero      | Chelsea        | Traspaso.        | 38.000.000 € |
| Filipe Luis       | Defensa        | Chelsea        | Traspaso.        | 25.000.000 € |
| Adrián López      | Delantero      | Oporto         | Traspaso.        | 11.000.000 € |
| Josuha Guilavogui | Centrocampista | VfL Wolfsburgo | Cesión.          | 5.500.000 €  |
| Sergio Asenjo     | Portero        | Villarreal     | Traspaso.        | 5.000.000 €  |
| Javi Manquillo    | Defensa        | Liverpool      | Cesión.          | 2.000.000 €  |
| Óliver Torres     | Centrocampista | Oporto         | Cesión.          | 0 €          |
| 'Rubén Pérez'     | Centrocampista | Torino         | Cesión.          | 0 €          |
| Thomas Partey     | Centrocampista | Almería        | Cesión.          | 0 €          |
| Dani Aranzubia    | Portero        | Agente libre   | Fin de Contrato. | 0 €          |
| David Villa       | Delantero      | New York City  | Fin de Contrato. | 0 €          |
| Thibaut Courtois  | Portero        | Chelsea        | Fin de Cesión.   | 0 €          |
| Diego Ribas       | Centrocampista | Fenerbahçe     | Fin de Cesión.   | 0 €          |
| José Sosa         | Centrocampista | Metalist       | Fin de Cesión.   | 0 €          |

## Otras secciones deportivas
Además del principal atractivo del Club, su equipo de fútbol masculino, el Club Atlético de Madrid ha contado durante esta década con diversas secciones deportivas.

### Fútbol femenino
El Club Atlético de Madrid contó con un equipo de fútbol femenino, el Club Atlético de Madrid Féminas, que empezó la década disputando la Superliga, máxima categoría del fútbol femenino español.

#### Temporada 2010 / 2011
En la Superliga, el Atlético de Madrid Féminas quedó encuadrado en el grupo C, junto a Rayo Vallecano, AD Torrejón, Sevilla FC, Sporting de Huelva, Las Palmas y Atlético Málaga. Tras hacer una gran primera fase, sin perder un solo partido en casa, y ganando todos sus partidos como visitante excepto contra su máximo rival, el Rayo Vallecano, quedó clasificado como segundo de grupo con 29 puntos, solo a dos del líder, el Rayo.
Esta clasificación le valió el acceso al grupo A de la segunda fase de la Superliga, en el que poder luchar por el título. Sus rivales, aparte del propio Rayo Vallecano, fueron el RCD Español, Athletic Club, Barcelona, Prainsa Zaragoza, Sant Gabriel y Real Sociedad. El Atlético hizo una segunda mitad de temporada muy irregular, quedando quinto con 17 puntos, a 15 del líder, el RCD Español, y 13 del segundo clasificado y posterior campeón, el Rayo Vallecano.
En cuanto a la Copa de la Reina, las rojiblancas hicieron una buena temporada, llegando hasta semifinales. Su rival para octavos fue el UD Collerense, al que vencieron en la ida en el Cerro del Espino por 1-0, y remataron la eliminatoria en la vuelta con una victoria por 1-3. En cuartos de final se enfrentaron al duro Prainsa Zaragoza, con victorias por 2-1 en la ida, y 0-1 en Zaragoza. Con esto quedaron clasificadas para la fase final en la Ciudad del Fútbol de Las Rozas, en la que quedaron emparejadas en semifinales con el RCD Español. Cayeron derrotadas por 1-0, y la final de aquel torneo la disputaron los dos equipos catalanes: RCD Español y Barcelona. El Barcelona resultó campeón de la Copa de la Reina 2011.

#### Temporada 2011 / 2012
En la temporada 2011/2012, la Superliga femenina recuperó el formato de grupo único. Se formó un grupo de 18 equipos, en el cual el campeón obtenía la clasificación para la Liga de Campeones, los cuatro primeros disputaban la Copa de la Reina, y los cuatro últimos descendían a segunda división.
El Atlético de Madrid Féminas finalizó la liga como séptimo clasificado con 65 puntos, a 5 del cuarto puesto que daba acceso a disputar la Copa de la Reina. Su jugadora Adriana Martín terminó la temporada con 25 goles, empatada en el cuarto puesto de goleadoras con Erika Vázquez y Patricia Mascaró.

#### Temporada 2012 / 2013
La temporada 2012/2013 trajo consigo otro campo de formato en la Superliga femenina. El grupo pasó a ser de 16 equipos, de los cuales los 8 primeros disputarían la Copa de la Reina. El Atlético Féminas finalizó el tercera posición con 68 puntos, a 6 del segundo, el Athletic Club, y 8 del campeón, el FC Barcelona.
En la Copa de la Reina, tuvo como rival en cuartos de final al Athletic Club, al que derrotó en la ida por 0-1, y cosechó un empate a 1 en la vuelta, clasificándose para la semifinal. En esta ronda, su rival fue el FC Barcelona, contra el que perdió en ambos partidos de la eliminatoria, por 3-0 y 2-1.

### Fútbol indoor
El Atlético de Madrid, junto con los siete equipos campeones de Primera División y algunos equipos punteros más, forma parte de la Liga Española de Fútbol Indoor. En este torneo participan equipos de jugadores veteranos.

#### Temporada 2010 / 2011
Durante la primera fase del torneo, el Atlético quedó encuadrado en el grupo 1 junto al Betis, Sevilla, Real Madrid y Málaga. Terminó la liguilla como líder con 9 puntos, empatado con el segundo clasificado, el Betis, al que superó por el golaverage general. El bagaje de la primera fase de la competición fue de tres victorias y solo una derrota frente al Betis.
Esta posición en la tabla lo clasificó para los play-offs de la competición. En la primera ronda, cuartos de final, quedó emparejado con el Sporting de Gijón, al que venció en el partido de ida por 9-6. En el partido de vuelta, sin embargo, perdió por 12-6, con lo que el resultado global de la eliminatoria dio el pase a los asturianos, dejando eliminado al Atlético de Madrid en la primera ronda.
En la Copa de España Vodafone, el emparejamiento de cuartos de final volvió a depararles como rival al Sporting, reciente campeón de liga que venía en busca del doblete. Los asturianos volvieron a vencer por un abultado 10-3, que de nuevo dejaba fuera al Atlético en la primera eliminatoria.

#### Temporada 2011 / 2012
En esta temporada, el Atlético resultó encuadrado en el grupo 2, el más duro, junto a Barcelona, Real Madrid, Valencia, RCD Español y América de México, aunque este último no llegó a disputar la competición. Finalizó la temporada con 12 puntos, venciendo a todos sus rivales, y como líder indiscutible del grupo.
Para los Play-Offs, su rival en cuartos de final fue el Porto, equipo internacional encuadrado en el grupo 1, y lo venció por 14-8. En semifinales se encontró con el Barcelona, ante el que perdió por un ajustado 10-13, quedando eliminado de la competición cuando se encontraba a un paso de luchar por el título.

#### Temporada 2012 / 2013
La temporada 2012 / 2013 fue tremendamente decepcionante para el conjunto rojiblanco. Quedó encuadrado en el grupo 2 con Valencia, RCD Español, Barcelona y Real Madrid, y perdió sus 4 partidos de la fase de grupos, quedando último y no clasificándose para los play-offs.

### Automovilismo
El Atlético de Madrid, desde 2008, ofrece su patrocinio a varios de los monoplazas que participan en la Superleague Fórmula, una categoría automovilística creada en 2005. Su atributo más característico es que los coches representan a clubes de fútbol punteros a nivel europeo o mundial, con lo que combina los deportes de motor con la pasión por el fútbol. Cada circuito consiste en tres carreras: carrera 1, carrera 2 y superfinal. En la carrera 2 y la superfinal, la parrilla se encuentra invertida para dar emoción a la competición. Además, es la competición que otorga el mayor premio económico del automovilismo europeo.

#### Temporada 2010
Los pilotos representantes del Atlético de Madrid durante la temporada 2010 fueron: John Martin, María de Villota, Bruno Méndez y Paul Meijer.
La piloto que disputó la mayor parte de las carreras fue María de Villota, cuya mejor clasificación fue un cuarto puesto en la segunda carrera del circuito de Nürburgring. La mejor clasificación de la temporada la consiguió John Martin en el circuito de Silverstone, en la segunda carrera, alcanzando el podio con un tercer puesto. El Atlético de Madrid finalizó el campeonato como decimoséptimo con 265 puntos.
| Alpha Team/Alpha Motorsport | John Martin      | 10 | 3 |    |    |    |   |    |    |    |   |    |    |    |   |    |    |    |    |   |    |    |   |    |    | 265 | 17º |
| Alpha Team/Alpha Motorsport | María de Villota |    |   | 16 | 14 | 15 | 6 | EX | DQ | 16 | 4 | 16 | 11 | 14 | 7 | NC | NC | 17 | 12 |   |    |    |   | 13 | 10 | 265 | 17º |
| Alpha Team/Alpha Motorsport | Bruno Méndez     |    |   |    |    |    |   |    |    |    |   |    |    |    |   |    |    |    |    | 9 | 14 |    |   |    |    | 265 | 17º |
| Alpha Team/Alpha Motorsport | Paul Meijer      |    |   |    |    |    |   |    |    |    |   |    |    |    |   |    |    |    |    |   |    | 14 | 5 |    |    | 265 | 17º |

† Esta ronda no otorgó puntos para el campeonato

#### Temporada 2011
En la temporada 2011 solo se disputaron dos rondas, ya que inesperadamente se cancelaron todas aquellas que se encontraban fuera de Europa. Los pilotos representantes del Atlético de Madrid fueron María de Villota y Andy Soucek. La mejor posición la consiguió María de Villota en el circuito de Assen, con un duodécimo puesto en ambas carreras. Esto supuso los 28 puntos totales que sumó el Atlético de Madrid, igualando su mejor clasificación histórica, un 15.º puesto que solo había conseguido en 2009.
| Escudería                  | Pilotos          | 1            | 1            | 2       | 2       | Puntos | Class. |
| Escudería                  | Pilotos          | Países Bajos | Países Bajos | Bélgica | Bélgica | Puntos | Class. |
| -------------------------- | ---------------- | ------------ | ------------ | ------- | ------- | ------ | ------ |
| EmiliodeVillota Motorsport | María de Villota | 12           | 12           |         |         | 28     | 15º    |
| EmiliodeVillota Motorsport | Andy Soucek      |              |              | 13      | 14      | 28     | 15º    |

### Balonmano
En julio de 2011, debido a los problemas económicos acaecidos por el Balonmano Ciudad Real y tras una serie de negociaciones con la directiva del Club Atlético de Madrid, el BM Ciudad Real se trasladó a la capital donde jugó en el Palacio de Vistalegre y con el nombre de Balonmano Atlético Madrid. Inicialmente el acuerdo fue exclusivamente de patrocinio, mediante el cual el Club Atlético de Madrid proporcionaba el 20% del presupuesto de la temporada 2011/12 a cambio de que el equipo llevase su nombre.

#### Temporada 2011 / 2012
El 4 de septiembre de 2011 el BM Atlético de Madrid ganó la Supercopa de España frente al FC Barcelona con un resultado de 33-26 en el Palacio de Vistalegre ante casi 12.000 espectadores, suponiendo un nuevo récord de asistencia en un partido de balonmano en España.
En liga, se disputó el título hasta el final, quedando finalmente subcampeones por solo un punto. El título se lo llevó el FC Barcelona Intersport.
La Copa del Rey la disputaron los siete primeros equipos de la liga ASOBAL al terminar la primera vuelta: FC Barcelona Intersport, Atlético de Madrid, Cuatro Rayas Valladolid, Reale Ademar León, Caja3 BM Aragón, Octavio Vigo y Naturhouse La Rioja, además del equipo anfitrión, el Club Balonmano Torrevieja. Los cuartos de final se jugaron el 8 de marzo, y el rival atlético fue el Reale Ademar León, al que vencieron por 35-28. En la semifinal se enfrentaron al Club Balonmano Torrevieja, que cayó derrotado por 20-27. Y por último, la gran final ante el FC Barcelona Intersport, al que vencieron por 37-31, proclamándose campeones de Copa.

#### Temporada 2012 / 2013
En septiembre de 2013 volvió a disputarse la Supercopa de España entre FC Barcelona y BM Atlético de Madrid, con victoria del club catalán por 34-31. En liga, quedaron de nuevo subcampeones con 49 puntos, por los 58 del campeón, el Barcelona. Sin embargo, volvieron a resultar campeones de Copa del Rey. En la Liga de Campeones llegaron hasta cuartos, donde fueron eliminados, también, por el FC Barcelona.